# Норвезька полярна експедиція (1893—1896)
Норвезька полярна експедиція 1893—1896 років (Перша експедиція на «Фрам», норв. Første Fram-ekspedisjon) на кораблі «Фрам» мала на меті дослідження високих широт Арктики й досягнення географічного Північного полюса Керівник — Фрітьйоф Нансен. Експедиція стала істотним проривом в методах полярних досліджень: вперше у світовій практиці невелика команда свідомо вморозила спеціально побудоване експедиційне судно в пакові льоди з метою систематичних комплексних досліджень басейну Північного Льодовитого океану. Нансен і Ялмар Йогансен спробували досягти Північного полюсу на собачих упряжках. У результаті, 6 квітня 1895 року, вони дісталися до 86° 13.6' п. ш., що було на той момент абсолютним світовим рекордом. Це була перша полярна експедиція XIX століття, у ході якої не втратили жодної людини.

## Цілі й результати
Нансен спершу вважав що великих масивів суші в околицях Північного полюса немає. Головна мета експедиції формулювалася ним так:
|  | Я думаю, однак, що досягнення самого полюса має мало значення: ми вирушаємо не для того, щоб відшукати математичну точку, що є північним кінцем земної осі; досягнення цієї точки саме по собі малоцінне, а щоб зробити спостереження в широкій недослідженій частині земної кулі, обвідний полюс. Науковий інтерес цих спостережень не зменшиться від того, чи пройде наш шлях через сам полюс або ж на деякій відстані від нього. |

Експедиція мала і політичні цілі: вона фінансувалася урядом Норвегії, що була у 1814—1905 роках в унії зі Швецією, і за умовами стортингу повинна була мати чисто норвезький національний склад. Плановані землі в районі Північного полюса повинні були стати володіннями Норвегії. Успіх експедиції викликав сильний підйом національної самосвідомості. У науковому відношенні досягненнями експедиції з'явилися відкриття глибоководного полярного басейну, що є північним продовженням Атлантичного океану, і остаточне спростування можливості існування північного полярного континенту або великого архіпелагу. Були проведені комплексні кліматичні, гляціологічні та інші вимірювання протягом трьох років поспіль. У ході санного походу Нансена і Йогансена були уточнені північні кордони архіпелагу Земля Франца-Йосипа, після обробки наукових даних виникла нова наукова дисципліна — фізична океанографія. Нансен писав в попередньому звіті про експедицію:
|  | Якщо слідувати пораді, що подається ескімосами, і пробиратися за допомогою каяків, нартів і собак, то можна пройти значні відстані в такій місцевості, які досі вважалися дуже важкодоступними. Таким чином, можна подорожувати по плавучому льоду навіть на великій відстані від землі, навіть коли лід перебуває в русі, і я думаю, що саме цим способом потрібно спробувати проникнути у велику недосліджену область, що лежить між Північно-Американським арктичним архіпелагом і полюсом. |

Методи, випробувані Нансеном, використовувалися всіма подальшими полярними експедиціями протягом трьох десятиліть. Спортивний рекорд Нансена і Йогансена протримався п'ять років: 25 квітня 1900 капітан Умберто Каньї з експедиції герцога Абруцького, базуючись на Землі Франца-Йосипа, досяг 86° 34' пн. ш., перевищивши показники Нансена приблизно на 21'(тобто близько 22 морських миль). Це було досягнуто ціною дуже великих жертв — троє учасників походу загинули. Північний полюс був підкорений (за їх власними заявами): 21 квітня 1908 року Фредеріком Куком, або 6 квітня 1909 року Робертом Пірі з бокуканадського Арктичного архіпелагу.

## Передісторія

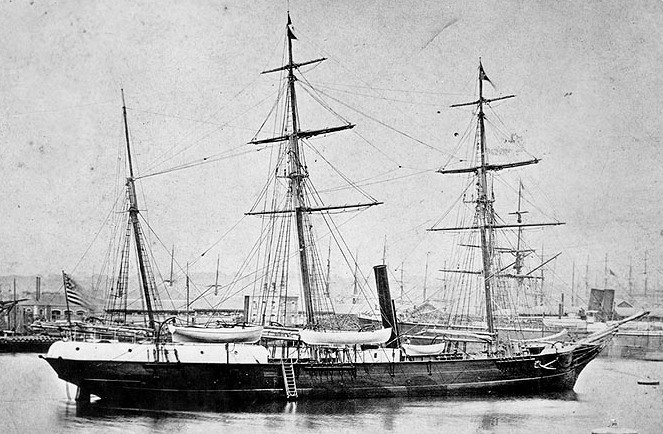
«Жаннетта»

У 1883—1884 роках на східному узбережжі Гренландії були знайдені залишки предметів невдалої експедиції на кораблі «Жаннетта» (англ. «USS Jeannette») під командуванням лейтенанта американського флоту Джорджа ДеЛонга. Ця експедиція зазнала аварії в 1881 році на північний схід від Новосибірських островів. Норвезький метеоролог професор Генрік Мон в 1884 році опублікував статтю, в якій проаналізував ці знахідки, підтвердив здогади Нансена про існування Трансполярної течії; стаття Мона стала обґрунтуванням ідеї експедиції до полюса.
23-річний Нансен в той період працював препаратором відділу зоології Бергенського музею, готуючись до захисту докторської дисертації. Він уже займався полярними дослідженнями: в 1882 році здійснив плавання на судні тюленопромислової компанії «Вікінг» серед льодів (як біологічної практики). У ході плавання стався незапланований 24-денний дрейф біля берегів Гренландії. Саме ця подорож і мала вирішальне значення для всієї його подальшої діяльності. Біограф Амундсена — Тур Буманн-Ларсен, порівнюючи особистості двох видатних норвезьких полярників, зазначав: «Слава вітчизни — наріжний камінь нансенського всесвіту, мета, якої покликані служити і землепрохідці, і наукові досягнення». Водночас йому був притаманний і суто спортивний азарт: Нансен неодноразово публічно стверджував, що «єдиною його любов'ю був Північний полюс».
Нансен розумів, що ідея свідомо вморозити судно в лід може доноситися тільки від авторитетного полярного дослідника, й поставив перед собою надзвичайно велику і важку задачу — перехід через все крижане плато Гренландії, від східного берега острова до західного. Це викликало бурхливу полеміку в пресі: всі попередні експедиції починалися з обжитого західного берега. Крім того, Нансен позбавляв себе шляхів до відступу. Усього через чотири дні після захисту докторської дисертації (присвяченій будові клітинного апарату нервової тканини) Нансен із п'ятьма супутниками відправився до Гренландії. Серед них був Отто Свердруп. Із 17 липня по 3 жовтня 1888 року члени експедиції, тягнучи все спорядження на санях (іншої тяглової сили не було), подолали крижаний щит Гренландії, пройшовши близько 500 км. Під час подорожі Нансен і його супутники вели метеорологічні спостереження й збирали наукові матеріали. Після повернення додому в 1889 році їх вшановувала вся нація: тепер Нансен був готовий оголосити план своєї нової полярної експедиції.

## Підготовка експедиції
Експедиція планувалася дуже ретельно. Нансен говорив:
|  | Оскільки вона повинна була тривати три роки, то і підготовка до неї зайняла не менше часу, тоді як самий план був готовий тричі трьома роками раніше. |

### План

Ймовірний дрейф за планом Нансена на сучасній карті Артики.

Вперше в пресі північно-полярні плани Нансена були оголошені в листопаді 1889, коли він отримував Медаль «Веґі» Шведського географічного товариства. У зв'язку з цим кілька представників Австралії запропонували йому очолити експедицію до Південного полюсу, на що Фрітьоф відповідав, що Північний полюс більш відповідає інтересам скандинавських країн. Оскар Діксон запропонував Нансену фінансування й підтримку в урядових колах. У зв'язку з цим прем'єр-міністр Норвезького королівства Еміль Станг в кінці листопада 1889 року запропонував Нансену подати заявку на урядову субсидію, гарантуючи її отримання. На початку 1890 року дослідник склав мету експедиції, до якої було додано кошторис на 300 000 крон (приблизно 1 200 000 доларів кінця XX століття), з яких одну третину повинні були покрити приватні особи: Нансен не хотів повністю залежати від держави, а небагата Норвегія не могла забезпечити великих асигнувань. 18 лютого 1890 Нансен виступив на засіданні Географічного товариства Норвегії (доповідь було опубліковано в березневій книжці журналу Naturen за 1891 рік; текст його базувався на заяві до уряду). У доповіді він докладно аналізував причини невдач попередніх арктичних експедицій і сказав:
|  | Марно йти, як це робили колишні експедиції, проти течії, ми повинні пошукати, чи не знайдеться течії попутної. Експедиція «Жаннетти», на моє глибоке переконання, єдина з усіх була на вірному шляху, хоча сталося це не по її волі. |

Нансен заявив, що припускає існування морської трансполярної течії, що проходить від району Берингової протоки через навколополюсний простір в Гренландію. Згідно з його розрахунками, льодові маси переміщаються від Новосибірських островів до Гренландії за 700 діб. Це означало, що можливе практичне використання течії. План Нансена був таким: побудувати судно якомога менших розмірів і якомога міцніше. Місткість його повинна передбачати запаси провіанту й вугілля для 12 осіб на 5 років. Для цього, згідно з початковими розрахунками, досить судна місткістю 170 брутто-тонн з паровою машиною і швидкістю 6 вузлів на відкритій воді з повним парусним оснащенням. Найважливіше в судні — його здатність витримувати тиск льоду. Для цього потрібно створити спеціальне судно з бортами округлої форми, щоб тиск льодів вичавлював його на поверхню.
Спочатку Нансен хотів йти через Берингову протоку, щоб швидше досягти Новосибірських островів. Після прибуття на місце передбачалося пройти якомога північніше по відкритій воді, після чого пришвартуватися до крижини й пливти далі за допомогою льоду. На випадок, якщо трапиться нещастя, і доведеться евакуюватися, або, навпаки, експедиція буде винесена до берегів невідомої суші, Нансен мав намір використовувати їздових собак.
У Норвегії плани Нансена підтримані інтелектуали й уряд, хоча під час парламентських дебатів проти них виступили націоналісти й ліві; прем'єр-консерватор домігся того, що субсидія була виділена 30 червня 1890 роки («за» проголосували 73 депутати, «проти» — 39). Нова доповідь в Географічному суспільстві була прочитана ним 28 вересня 1892 року. На доповіді були представлені нові докази перенесення в льодах сибірського лісу і річкового мулу до узбережжя Гренландії. Надійно ідентифікувалися й одноклітинні водорості — діатомеї. На той час змінилися плани: Нансен збирався йти Північним морським шляхом, оскільки в іншому випадку довелося б перетинати Середземне море, Суецький канал, Індійський і Тихий океани, прямуючи до Берингової протоки. Місткість «Фрама», після уточнення необхідної кількості запасів, фактично склала 400 реєстрових тонн.

#### Ставлення в США та Великій Британії
Зовсім іншим було ставлення до Нансена було за кордоном, особливо після доповіді 14 листопада 1892 року в Королівському географічному товаристві Великої Британії. Після доповіді відбулися дебати (матеріали були опубліковані в The Geographical Journal 1893 Т. 1, С.1-32), які показали, що Нансена не підтримали.
Ще в 1891 році на план Нансена звернув увагу провідний американський полярник того часу Адольф Грилі. Він доводив безумовну хибність постулатів Нансена, припускаючи, що речі, знайдені в 1884 році в Гренландії, не належали Де Лонгу. На думку Грилі, Північний полюс недосяжний, оскільки він зайнятий великим масивом суші, що придавлена льодовиком, який і служить джерелом утворення пакових льодів (в термінології того часу палеокристичного льоду). Так само він скептично ставився до проєкту ідеального льодового судна, назвавши наміри Нансена «безглуздим проєктом самогубства». Американське суспільство натомість захоплювалося думкою Нансена, що й репортери «Нью-Йорк Таймс» не приховували.
Дискусія в Лондоні була набагато напруженішою. Проти Нансена виступили всі авторитетні британські полярники, а адмірал сер Леопольд Мак-Клінток заявив, що «це найсміливіший план, коли-небудь докладений Королівському географічному товариству». Більшість критиків не ставили під сумнів теоретичні аргументи Нансена, але заявляли, що практично реалізація плану неможлива. Знахідці речей з «Жаннетти» ніхто з диспутантів не надав великого значення. На підтримку Нансена (крім присутньої публіки, яка не мала права голосу) виступили тільки двоє англосаксонських полярників: капітан торгового флоту Джозеф Віґінс, який неодноразово подорожував у Сибіру, й капітан-гідрограф ВМФ Вільям Вортон, який підтримав теорію про дрейф арктичних льодів. Проте, за результатами дискусії, Нансен вирішив відмовитися від тривалого переходу до Берингової протоки, натомість запланував повторити маршрут Нордешельда.

#### Ставлення в Російській імперії

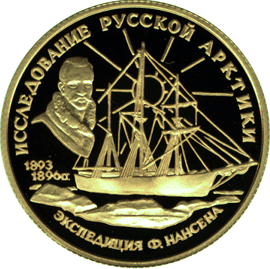
Монета Банку Росії — «Географічна серія». 1995 рік

У Російській імперії план Нансена позитивно сприйняли. На прохання уряду Норвегії Міністерство закордонних справ Російської імперії забезпечило Нансена «рекомендаційним листом» на зразок того, який був виданий Норденшельду при плаванні вздовж північних російських берегів, а російське Міністерство внутрішніх справ сповістило прибережні влади Архангельської й всіх сибірських губерній про цю експедицію й розпорядилося надавати їй допомогу. На прохання Географічного товариства Головне гідрографічне управління надіслало Нансену копії всіх наявних у Росії карт полярних морів. Секретар Географічного товариства О. В. Григор'єв надіслав йому спеціальну записку-довідник, що містить відомості про всі населені пункти на північному узбережжі Сибіру. Адмірал С. О. Макаров передав дані Нансену про температурний режим Берингової протоки й прилеглих частин Чукотське море. Е. В. Толль особисто в 1892 році здійснив важку поїздку на Новосибірські острови, де заклав для Нансена три евакуаційні бази. На одній з них, на острові Котельний (75°37' пн. ш.) був залишений провіант на 8 днів для 12 осіб. Цього було достатньо, щоб подолати 100 км до бази в Урассаласі, де була хата, збудована Толлем ще в 1886 році. Там були залишені запаси на місяць. Третя база була обладнана на Малому Ляховському острові, що містила запаси на 4 місяці, які б допомогли вийти на материк. Толль також закупив для Нансена 40 остяцьких і 26 якутських собак, яких повинні були доставити до узбережжя Югорського Шару й гирла річки Оленьок.

### Експедиційне судно
Нансен із самого початку хотів звернутися до Коліна Арчера — провідного суднобудівника Норвегії. Перший лист Нансен відправив 6 березня 1890 року. Арчер довго вагався, але підписав контракт 9 червня 1891 року. Сильно вплинула на темп робіт пропозиція королівської корабельні в Гортені про постачання італійського дуба, що лежав під дахом близько 30 років. Було запропоновано три проєкти: Нансеном, Свердрупом і самим Арчером, які узгоджувалися досить довго. Почали будувати судно на корабельні Арчера в Ларвіку 11 вересня 1891 року. Частину матеріалів довелося замовляти в Німеччині, однак парову машину зробили в Норвегії у фірмі Akers Mekaniske Wærksted. Спуск на воду пройшов 26 жовтня 1892 року. Керувала церемонією Єва Нансен, вона ж охрестила судно «Фрамом» («Уперед»). Добудова тривала до літа 1893 року. Ходові випробування почалися у квітні, й Нансен був вражений маневровістю й керованістю судна.

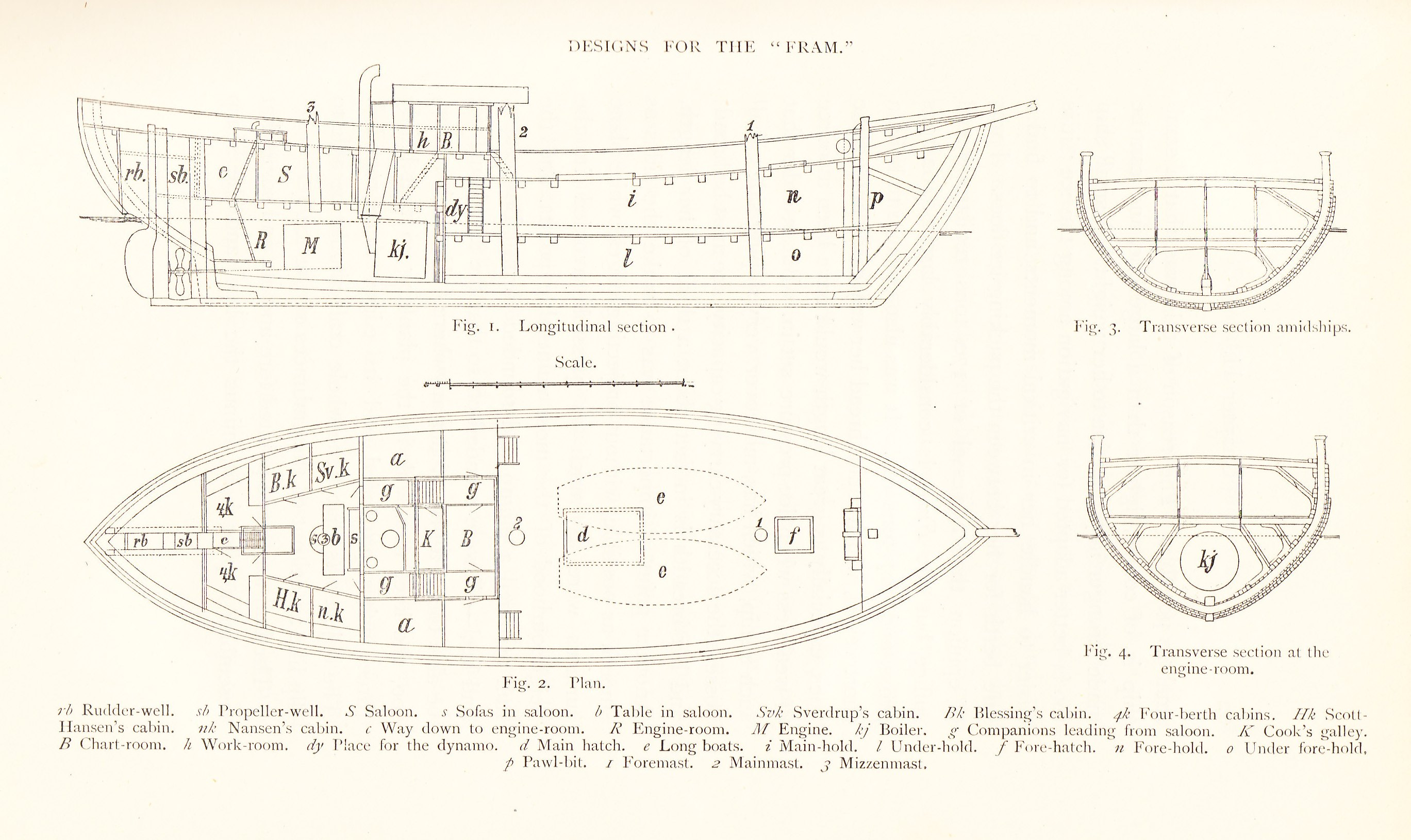
Схема пристрою «Фраму».

"Фрам" мав характерне забарвлення: корпус від релінгу до льодового пояса облямівки був білим, нижче ватерлінії — чорним. Розташована на палубі штурманської кабіна була пофарбована в яскраво-червоний колір. Спостережна бочка (на грот-щоглі на висоті 32 м від ватерлінії) була білою, щогли вінчали позолочені мідні кулі.
На «Фрамі» було вісім шлюпок, в тому числі два баркаси довжиною 8,8 м, що мали палуби й оснащені вітрилами. Вони призначалися для продовження дрейфу в разі руйнування судна, оскільки могли вмістити весь екіпаж, великі запаси провіанту й палива. Були чотири китобійні вельботи довжиною 6,3 м, два з дубової деревини, два — з в'язів, а також прам і моторний катер. Останній лише заважав і пізніше був розібраний, а його в'язові дошки пішли на виготовлення лиж і нартів. Баркаси розташовувалися на головному трюмному люці, вельботи висіли на шлюпбалках, моторний катер і прам були закріплені на палубі.
Експлуатація судна юридично здійснювалася судноплавною компанією «Фрама», заснованою Нансеном, до ради директорів входили Аксель Гейберг, підприємець Томас Микола Фірнлі й власник пивоварної компанії Еллеф Рінгнес.

### Фінансування
Подаючи заявку в уряд, Нансен заклав кошторис у 300 тис. норвезьких крон, включаючи сюди вартість судна, спорядження, платню команді й утримання сімей членів експедиції. Постановою стортингу 30 червня 1890 року. Нансену було асигновано 200 тис. крон з умовою, що експедиція буде мати лише з норвежців. Для покриття решти витрат у січні 1891 року було відкрито національну підписку, яку почав пожертвуванням у 20 тис. крон король Швеції й Норвегії Оскар II. Нансен за можливості уникав закордонної фінансової підтримки, побоюючись громадської думки, однак шведський комерсант Оскар Діксон надав електрообладнання для «Фрама», а барон Едуард фон Толль у Росії зобов'язався дати Нансену їздових собак і обладнати евакуаційні бази на Новосибірських островах. Королівське географічне товариство Британії надіслало 300 фунтів стерлінгів зі свого бюджету, на чому наполіг сер Клементс Маркем постановою 11 квітня 1892 роки; в липні англійський дослідник спеціально приїжджав до Норвегії, щоб оглянути «Фрам». У зв'язку з перевитратою коштів при будівництві судна (всього 117 тис. крон), 9 червня 1893 роки (за два тижні до відплиття) Стортинг асигнував додатково 80 тис. крон для покриття нестач. Інші витрати покрили з власних коштів Нансен, Аксель Гейберг і британський підприємець Чарльз Дік. Усі витрати склали 445 тис. крон, при цьому вартість «Фрама» склала 61 %, спорядження й наукових приладів — 16 %.

### Команда

#### Особовий склад

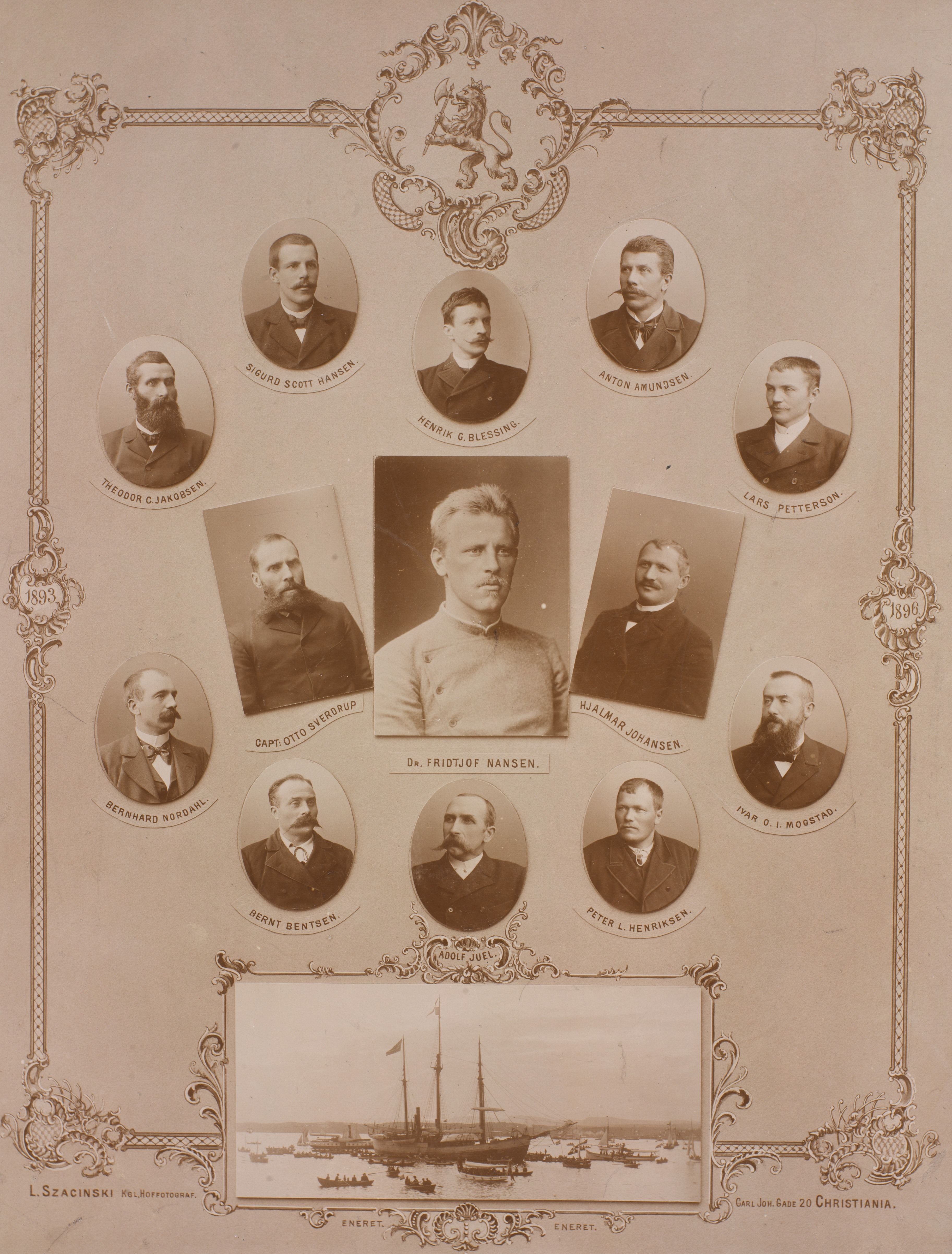
Учасники експедиції на «Фрамі».
Колаж Людвіга Шаціньского

Ще в Гренландії Нансен переконався в перевазі маленької команди з професіоналів, у якій кожен несе рівну частку роботи. Проте, підбір екіпажу був складною справою: Нансен хотів мати в команді вчених, а також інтелектуалів, які вміють працювати руками й володіють навичками мисливців і лижників. Такі люди були рідкістю, багато хто відмовлявся, оскільки ніхто не міг сказати, яка доля очікує експедицію. Зокрема, так і не вдалося знайти геолога. Загальна кількість заявок на участь в експедицію перевищила 600, але серед них було багато авантюристів або психічно неврівноважених людей, Нансен відібрав з них лише 12 осіб (включаючи себе). Одним з претендентів був відомий англійський полярний дослідник Фредерік Джексон, який подав заявку ще в 1890 році, але йому було відмовлено через походження, оскільки експедиція передбачалася однонаціональною — норвезької. Усі відібрані пройшли ретельне медичне обстеження, в результаті за всі три роки експедиції жоден член команди не зазнав серйозних захворювань (не враховуючи ревматизм Нансена, гастрит у Свердрупа, тощо). Фонд експедиції гарантував, що платня учасникам команди може виплачуватися тільки протягом трьох років.
Більшість членів команди були професійними моряками й військовими. Тому на «Фрамі» не було чіткої межі між офіцерським і рядовим складом: всі їли за одним столом і жили в одному приміщенні. Кожен член команди уклав з Нансеном індивідуальний контракт, у який, крім службових і фінансових пунктів (найсерйознішим покаранням за непокору було позбавлення платні), була включена декларація лояльності:
|  | Я урочисто клянусь своєю гідністю та честю протягом усього майбутнього рейсу беззаперечно в усьому коритися начальнику експедиції та іншим начальникам і пунктуально виконувати всі дані мені накази, так само як невпинною своєю старанністю і наполегливою працею всіляко сприяти досягненню успіху. |

#### Учасники експедиції
1. Фрітьйоф Нансен (норв. Fridtjof Nansen), доктор зоології — начальник експедиції, зоолог, гідролог і океанолог.
2. Отто Нейман Свердруп (норв. Otto Neumann Sverdrup) — командир «Фрама», що виконував обов'язки начальника експедиції з 14 березня 1895 року. Попри те, що в полярних експедиціях траплялися конфлікти через неможливість чітко розділити ролі начальника експедиції й командира корабля, Нансен і Свердруп вдало доповнювали один одного за характером і темпераментом[39].
3. Сігурд Скотт-Гансен (норв. Sigurd Scott Hansen) — помічник командира, прем'єр-лейтенант ВМФ Норвегії. В експедиції був головним метеорологом, астрономом і фахівцем з магнітних і гравітаційних досліджень. Заявку на участь подав у третій день Різдва 1890 року й був негайно зарахований до складу експедиції. Був наймолодшим за віком членом команди (25 років на момент відплиття), але при цьому найстаршим за званням у військово-морському флоті[40].
4. Генрік Греве Блесинг (норв. Henrik Greve Blessing), кандидат медицини — лікар, ветеринар і ботанік експедиції. Був також досвідченим лижником. Закінчив університет Християнії за кілька тижнів до відплиття «Фраму» в 1893 році, тільки тому, що Нансен оплатив йому іспити[35]. Після відбуття Нансена в санний похід до Північного полюса, виконував обов'язки натураліста. Однак психіка лікаря виявилася не пристосованою до умов ізоляції в полярній експедиції, що привело його до наркоманії (Блесинг розпоряджався судновою аптекою) й завадило зробити після експедиції кар'єру[41].
5. Теодор Клаудіус Якобсен (норв. Theodor Claudius Jacobsen) — штурман «Фрама». Штурман норвезького й новозеландського флотів.
6. Антон Амундсен (норв. Anton Amundsen) — старший машиніст «Фрама». Машиніст ВМФ Норвегії, де прослужив 25 років. Найстарший учасник експедиції (народився в 1853 році), у своїй заявці на участь 1890 він зменшив собі вік, щоб збільшити шанси на участь. У 1893 році ВМФ надав йому чотирирічну відпустку зі збереженням платні, щоб він зміг взяти участь в експедиції[42]. Знаючи про його схильності до запоїв[ru], Нансен змусив механіка підписати контракт про повне стримання від алкоголю. В експедиції Амундсен вважався «вовком-одинаком», майже фанатично відданим своїй професії, майстром на всі руки, і затятим норвезьким націоналістом. Скотт-Гансен вважав, що Амундсен просто втік від невдалого шлюбу, в якому було 7 дітей[43].
7. Адольф Юелл (норв. Adolf Juell) — кок експедиції. З 1879 року служив штурманом норвезького флоту. Коком пішов за відсутністю іншої вакансії, й був змушений у короткий термін вивчити кухарське мистецтво. Відрізнявся буйною вдачею й більше всіх на борту мав проблеми з алкоголем, який взяв із собою[44].
8. Ларс Петерсен (норв. Lars Pettersen) — другий машиніст і коваль експедиції. Служив у норвезькому флоті. З 1895 року виконував також обов'язки кока й метеоролога. Уже на борту з'ясувалося, що він швед за національністю (справжнє прізвище — Петерсон), який видавав себе за норвежця, щоб взяти участь в експедиції. У книзі Нансена зазначено, що його батьки — норвежці, що живуть у Швеції, хоча вони були шведами[42]. Заслужив повагу команди легкістю характеру й працьовитістю[45], втім, це не виключало побутових сутичок на національному ґрунті[46].
9. Фредерік Ялмар Йогансен (норв. Fredrik Hjalmar Johansen) — кочегар і метеоролог. Лейтенант запасу норвезької армії. Погодився йти кочегаром, бо не мав іншої вакансії.
10. Педер Леонар Хендріксен (норв. Peder Hendriksen) — матрос і гарпунник. Шкіпер норвезького флоту, пізніше взяв участь в експедиції Свердрупа[ru]. Другий, після Свердрупа, учасник експедиції, який був прийнятий Нансеном без заявки через його репутацію серед моряків в Тромсе[45].
11. Бернар Нурдал (норв. Bernhard Nordahl) — кочегар, електрик і матрос. Виконував також обов'язки метеоролога. Унтерофіцер норвезького ВМФ. Потрапив в експедицію випадково, дізнавшись про її проведення від товариша-колеги — Йогансена. Спочатку Нансен найняв його тільки до Тромсе для випробувань бортового електроустаткування, але в результаті підписав з Нурдалом контракт до кінця експедиції. Нурдал був освіченою людиною, любив читати; після повернення він написав книгу про подорож, де критикував методи керівництва Нансена[44].
12. Івар Отто Іргенс Мугста (норв. Ivar Otto Irgens Mogstad) — матрос, каюр і годинникар. До експедиції змінив безліч професій, включаючи лісника й наглядача психіатричної лікарні.
13. Бернт Бентсен (норв. Bernt Bentzen) — матрос. З 1890 року служив штурманом арктичного промислового флоту Норвегії. Увійшов до складу експедиції за півтори години до відплиття з Тромсет як тимчасовий член команди, припускаючи йти тільки до Югорського Шару, але залишився до кінця[47].

Від Християнії до Югорського Шару експедицію супроводжував особистий секретар Нансена Оле Крістоферсен. Зі столиці «Фрам» вийшов під командуванням Скотт-Гансена, оскільки Свердруп зійшов на борт свого судна тільки в Тронхеймі — він бажав попрощатися зі сім'єю. З ним прибув ветеран Гренландскої експедиції Християн Крістіансен, але в Тромсе він звільнився з невідомих причин. Нансен навіть не згадав про колишнього колегу у звіті експедиції. Замість Крістіансена довелося терміново брати Бентсена. Частину шляху з Осло-фіорда експедицію супроводжував англійський журналіст Герберт Ворд, який колись брав участь в експедиції Стенлі, а також конструктор «Фрама» Колін Арчер. До Тромсе пройшов на борту й професор Вольдемар Бреггер, який писав біографію Нансена.

#### Умови проживання команди

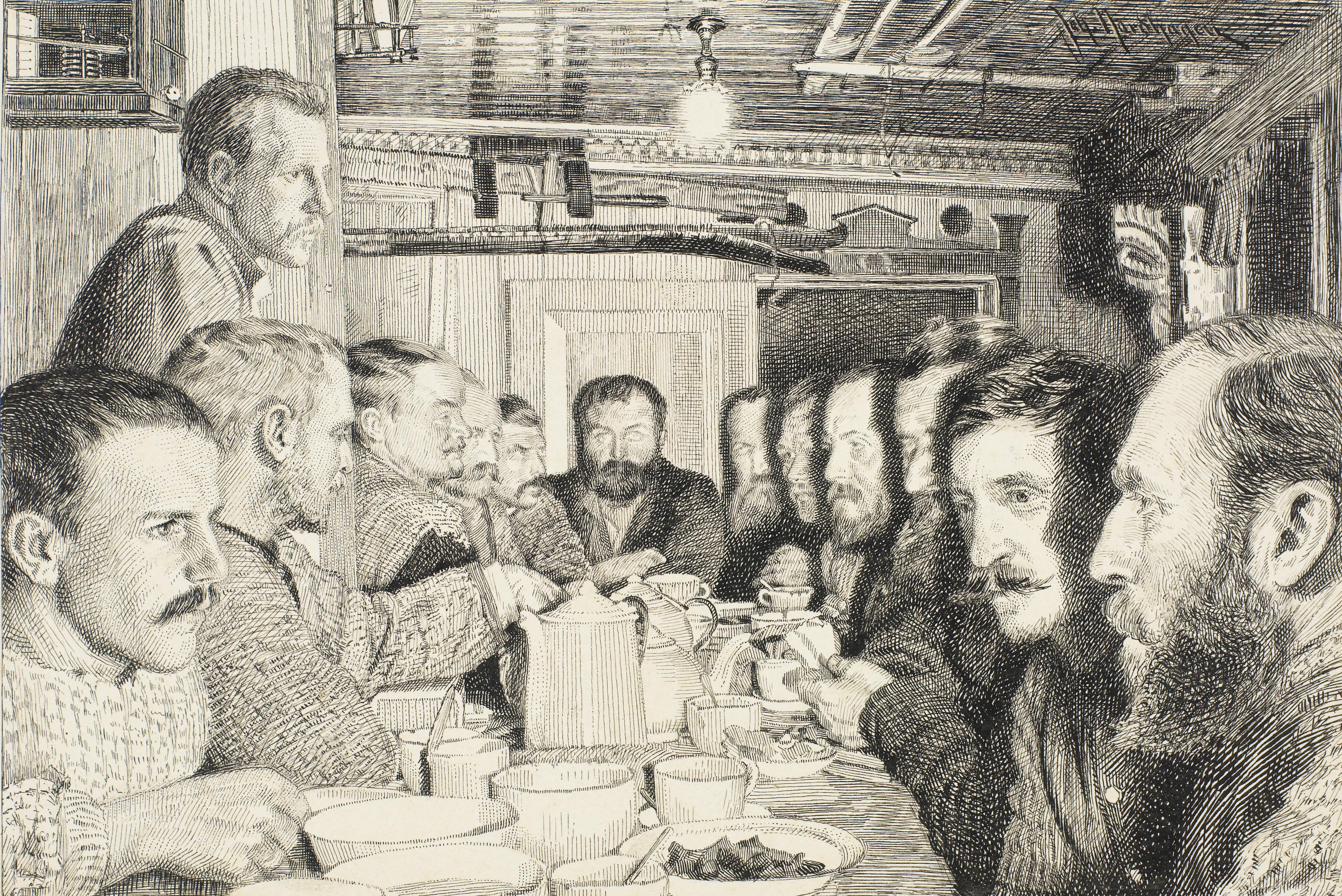
Обід у кают-компанії. На стінах розвішано зброю, під стелею — лижі. Гравюра з фотографії, не пізніше лютого 1895 року

Всі члени команди на борту «Фрама» жили в однакових умовах. Центром життя була кают-компанія трапецієподібної форми, площею близько 20 м². Навколо салону розташовувалися каюти екіпажу — 4 індивідуальні каюти командного складу (Нансена, Свердрупа, Скотт-Гансена, Блесинга) і 2 чотиримісні каюти рядового складу. Каюти командного складу за площею не перевищували 4 м² (як купе в сучасному вагоні). Чотиримісні каюти матросів мали площу по 8—9 м², ліжка розташовувалися у два яруси. Каюти з метою збереження тепла навіть не мали ілюмінаторів. Оскільки членів команди було не 12 (як планувалося), а 13 осіб, для одного з них не було постійного спального місця: на початку плавання Юелл навіть спав в одній зі суднових шлюпок.
Оздоблення приміщень було виконано в норвезьких національних кольорах — білому, червоному і синьому. Кают-компанія і каюти були прикрашені творами норвезьких художників — подарунками членам експедиції. Зброя також зберігалася в кают-компанії.
Єдиним засобом опалення була піч в кают-компанії, каюти обігрівалися гасовими лампами, а також із салону через вентиляційні продуховини. Салон і каюти мали також електричне освітлення — дугові лампи. Великий дуговий ліхтар за потужність дорівнював 400 свічкам, а малі вугільні лампи — 16; їх застосування під час полярної ночі, яка дуже впливала на настрій екіпажу. Узимку 1894 року у внутрішніх приміщеннях підтримувалася температура +22 °C.

### Спорядження

#### Провіант та обладнання

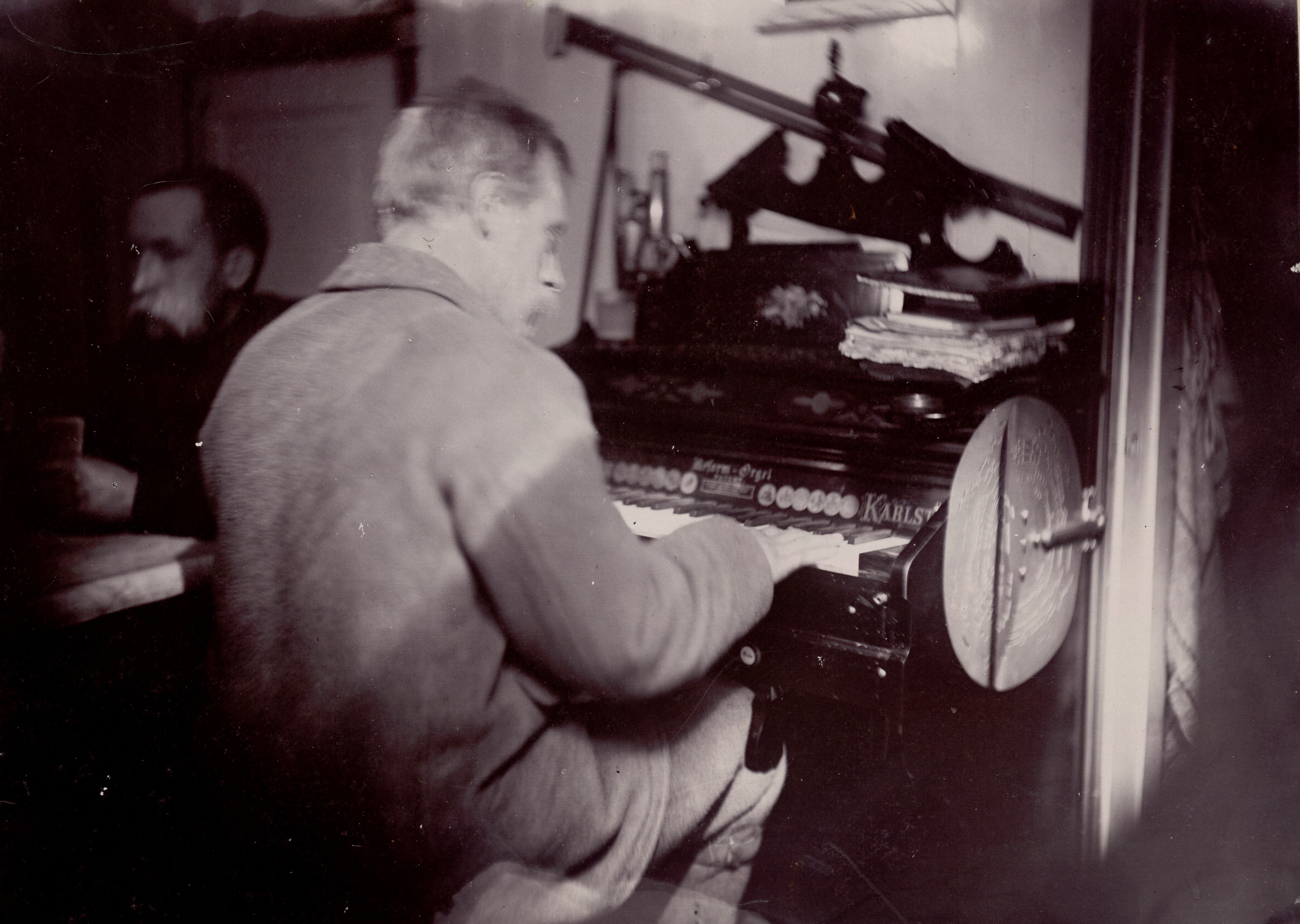
Нансен грає на органі. 11 грудня 1893 року

Нансен у своєму проєкті 1890 року писав, що успіх експедиції залежить тільки від двох чинників: «теплого одягу й гарного харчування». Консультантом по підбору провіанту був фахівець з фізіології — професор Софус Торуп. «Фрам» був завантажений запасами консерв на 5 років. Традиційні методи заготівлі провіанту: засолення, копчення й ін. відкидали, натомість були взяті стерилізовані й упаковані в скляні та бляшані банки 52 продукти. Взяли безліч видів сублімованих продуктів і напівфабрикатів (у тому числі фірми «Кнорр»), велику кількість солодощів і делікатесів. Нансен вкрай негативно ставився до алкоголю, але на борту було кілька тисяч пляшок пива й солодового екстракту — подарунок спонсора експедиції пивоварної фірми Елфа Рінґнеса. Цього запасу виявилося недостатньо: пиво закінчилося в лютому 1894 року. Однак курильний і жувальний тютюн були в достатку. Особливу увагу було приділено профілактиці цинги, хоча Нансен дотримувався помилкових поглядів на причини її виникнення: він вважав, що її причиною є отруєння продуктами повільного розкладання погано законсервованих запасів. Мабуть, підбір провіанту був проведений правильно, а взяті варення і фруктово-овочеві консерви містили достатню кількість вітамінів (було взято пів тонни тільки однієї морошки, а також кольрабі, брюссельської капусти й т. д.). У будь-якому Норвезька полярна експедиція була єдиною в XIX столітті, в якій не було жодного випадку цинги. Нансен намагався виторгувати в постачальників знижки: шоколадна фірма «Кедбері» погодилася надати частину провіанту в рекламних цілях, але гамбургзький постачальник сушених овочів Wolter & Reuter зажадав повної оплати. Судновий раціон поповнювали полюванням на північних оленів, моржів, тюленів і білих ведмедів, хоча свіже м'ясо призначалося в першу чергу для собак. Для приготування їжі під час походів Нансен замовив примуси, які тільки що надійшли на ринок, відбирав зразки, й особисто експериментував з визначенням витрат палива та ККД приладу.
Для потреб команди було все необхідне, включаючи бібліотеку європейської класики (подарунок спонсорів — близько 600 томів), а також механічний орган (на ньому можна було грати на клавішах, а можна було вставити цинкові ноти й крутити інструмент ручкою). Експедиція мала 32 гвинтівки й 24 револьвери, дві сигнальні гармати та відповідну кількість боєприпасів. Найкращими виявилися спортивні двостволки з Лондона, що поєднували в собі найкраще від гвинтівки та дробовика.
Нансен не пропускав жодної можливості поповнити власний досвід: хоча спорядження для санних походів таким самим, як і те, що використовувалося в Гренландії, після повернення Пірі в 1892 році, Фрітьоф попросив у нього поділитись інформацією щодо використання саней ескімоського зразка, впливу надзвичайних морозів на вироби з алюмінію в і т. д. Виявилося, що Роберт Пірі використовував нарти конструкції Нансена й неохоче ділився знаннями, бо вважав Нансена суперником у боротьбі за полюс. Набагато більше відомостей Нансен отримав від учасника американської експедиції — свого земляка Ейвіна Аструпа, який переконав Фрітьофа використовувати їздових собак. Спочатку собак було вирішено замовити на Алясці, але оскільки змінився маршрут, довелося звертатися до Канади й Гренландії. Ці спроби не увінчалися успіхом, тому на допомогу прийшов барон Толль, який замовив для Нансена сибірських їздових тварин. Чималу роль в успіху цього заходу зіграв шведський посол в Петербурзі Густав Райтершельд. Нансен відмовився від телемаркських лиж, придатних для бігу, натомість використавши селянську модель із Сельби (центральна Норвегія). Їхня довжина сягала 350 см; більшу частину партії лиж виготовив майстер Фріц Юйфельдт — зять зведеної сестри дослідника. Нансен використовував найпростіший тип лижних кріплень — саамський, який був ременем, що кріпився до прорізу збоку лижі, який охоплював взуття з носка й п'яти; вузли або пряжки відсутні. Цей тип кріплень був досить надійним і дозволяв узяти або скинути лижу майже миттєво.

#### Наукове обладнання

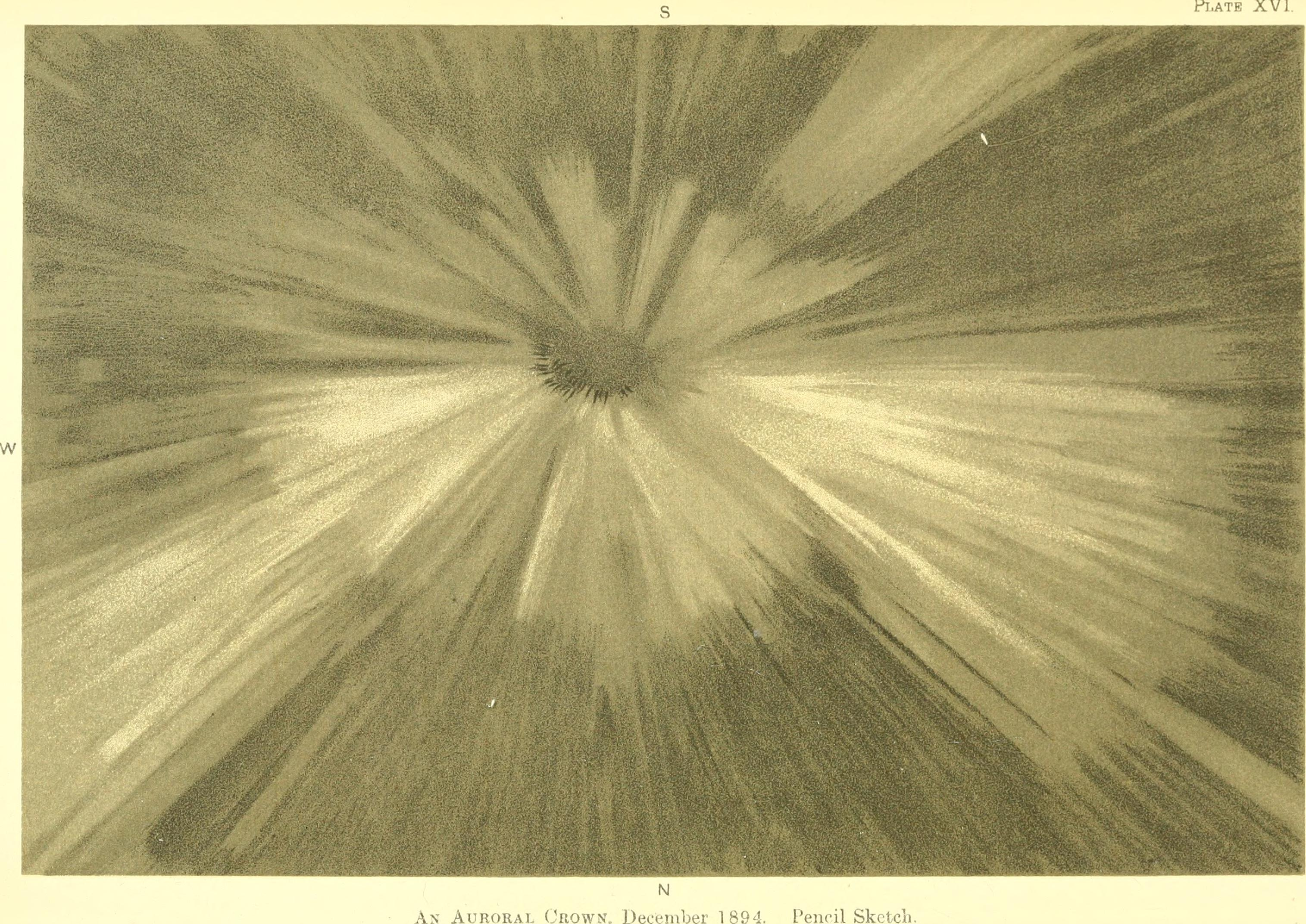
Ф. Нансен. Олівцева замальовка полярного сяйва у формі корони, грудень 1894

Наукові прилади включали різноманітне метеорологічне обладнання (в тому числі барографи й термографи). Метеорологічні дані збирали кожні чотири години, а якщо погода дозволяла — то й частіше. Для потреб географічних досліджень був великий універсальний теодоліт і два малих теодоліти, кілька секстантів. Було чотири суднових хронометри й кілька кишенькових, повний набір обладнання для магнітних досліджень, стереоскоп для спостережень полярного сяйва, електроскоп для досліджень атмосферної електрики, 14 фотоапаратів (з них 7 ручних). Був і маятниковий прилад для гравіметричних досліджень, але ними довелося користуватися в пакових льодах, що було зроблено вперше у світі. Для гідрологічних досліджень передбачався прилад для вимірювання солоності морської води через її електропровідність — зміна солоності визначалося електродами, підключеними до мембрани телефону. Нансен писав, що, на жаль, для всіх на борту, користування приладом вимагало абсолютної тиші: сигнал в телефонній трубці був дуже слабким. Крім того, були взяті ареометри, набір глибоководних термометрів, драги, лоти та інше.

## Хід експедиції

### Вільне плавання
«Фрам» відплив 24 червня 1893 року із затоки Піппервік від вілли Нансена «Готгоб» в Люсакері. Проводи перетворилися в національну подію, аж до того, що було перервано засідання Стортингу, щоб депутати могли спуститися на набережну; форти Християнії дали салют. До 15 липня судно йшло вздовж берегів Норвегії, завантажуючи припаси, а Нансен провів кілька публічних виступів з метою покриття фінансових недостач експедиції. Судно було перевантажене: навантаження перевищило конструкційну на 100 тонн, надводний борт був на 18 дюймів (близько 45 см) нижче гранично допустимої ватерлінії. У Тромсе мало не загинув механік Амундсен, якого через необачність завалили вугіллям під час навантаження. Він отримав розсічену рану на голові, яка заживала аж до початку дрейфу в льодах. У цьому ж місті завантажили всі деталі полярного спорядження, включаючи хутра, сушену осоку для взуттєвих устілок та ін. Усі приготування найкращим чином зробив місцевий адвокат Даніель Мак. Тут же команда ще раз могла скористатися послугами лікарів; так, Скотт-Гансен запломбував у дантиста вісім зубів. В останньому норвезькому порту — Варде — команда влаштувала загул, через що при виході з порту тверезими були всього троє — Нансен, Свердруп і Скотт-Гансен, які й управлялися зі швартовами та буксирними кінцями. Після цього начальник насварив свою команду — в перший і останній раз за всю експедицію, — про що також не згадував у звіті.

Шлях «Фрама» в Арктику
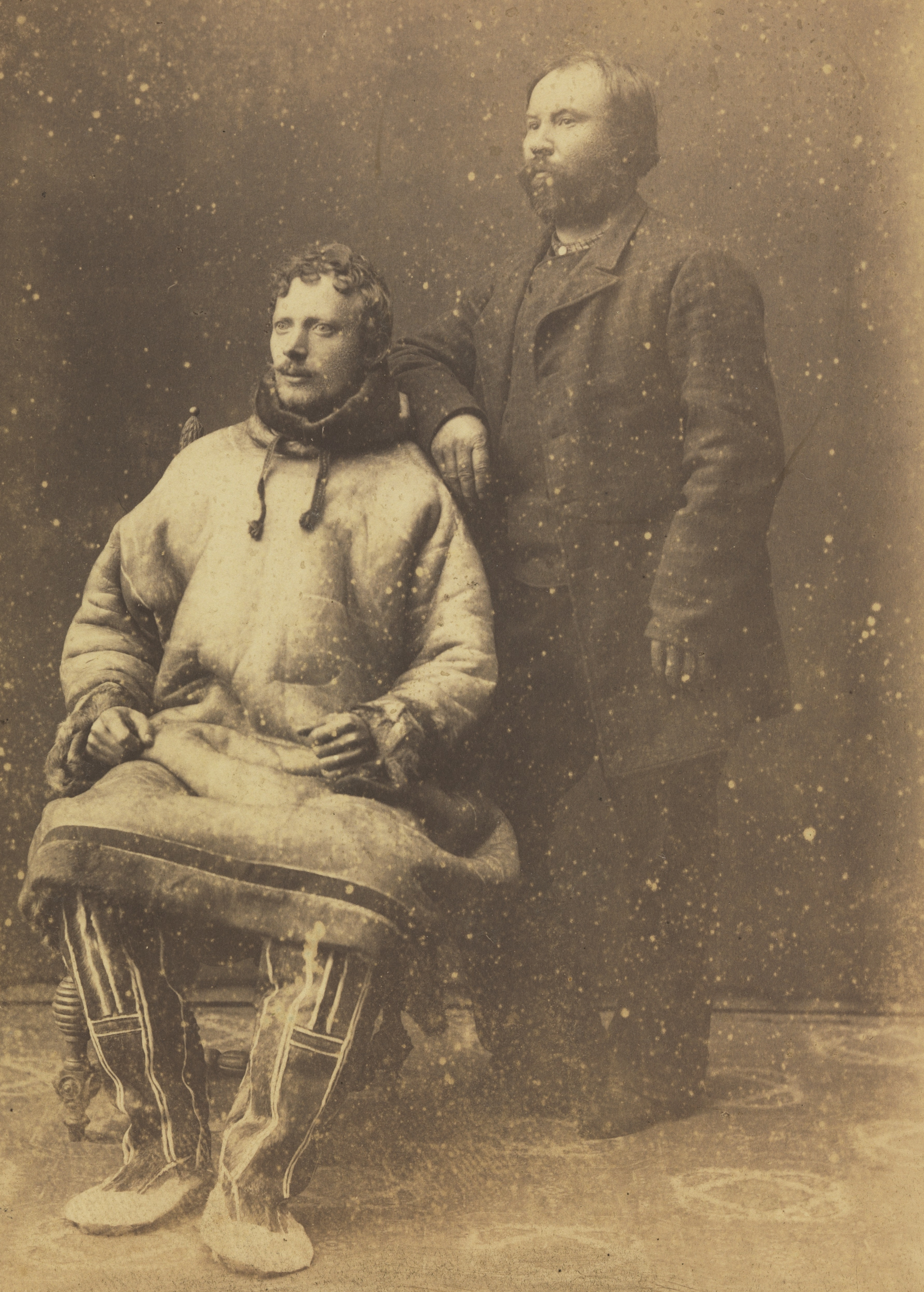
Секретар Нансена Оле Крістоферсен і Олександр Тронтхейм в Хабарово
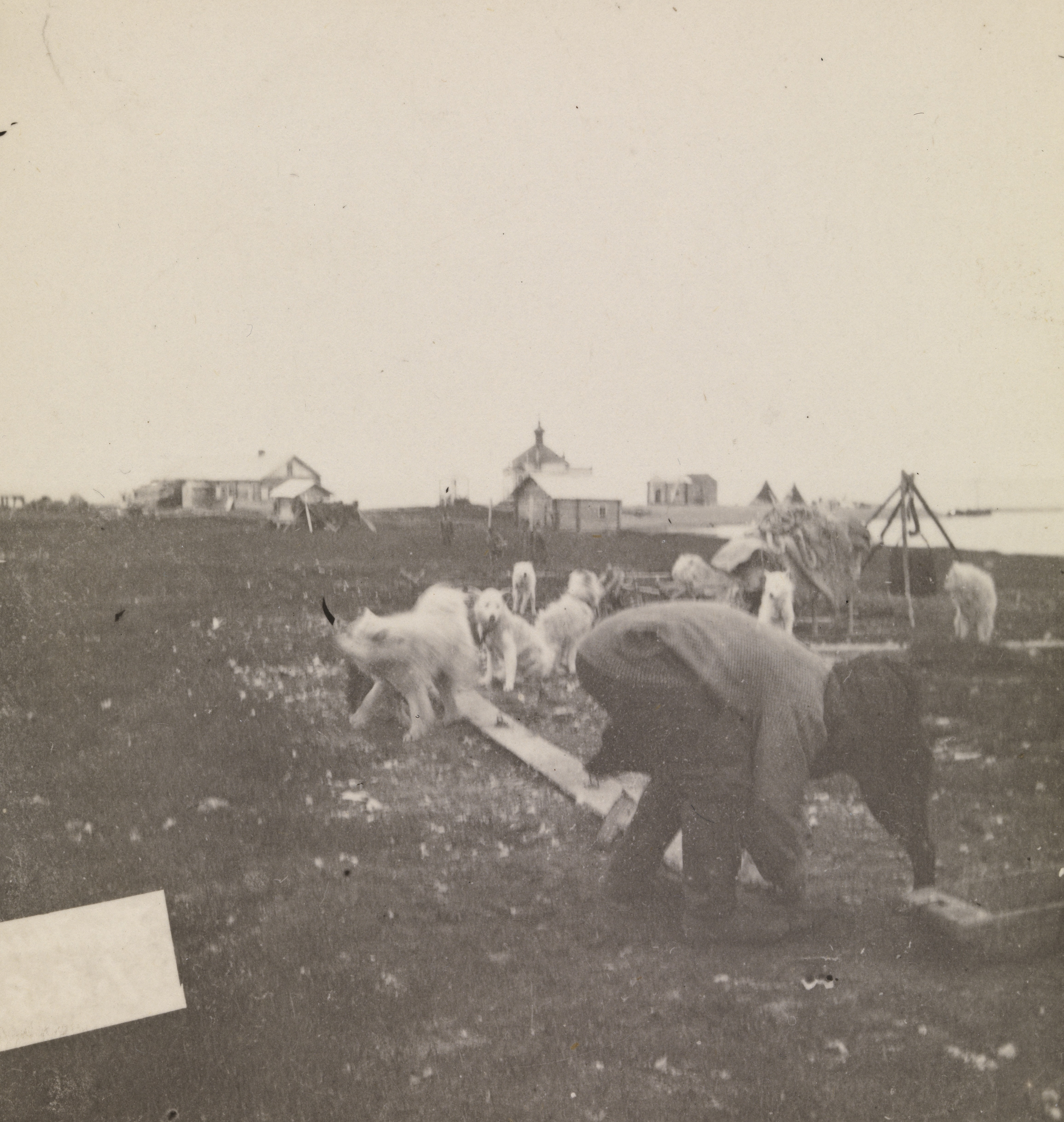
Олександр Тронтхейм і доставлені ним їздові собаки в Хабарово
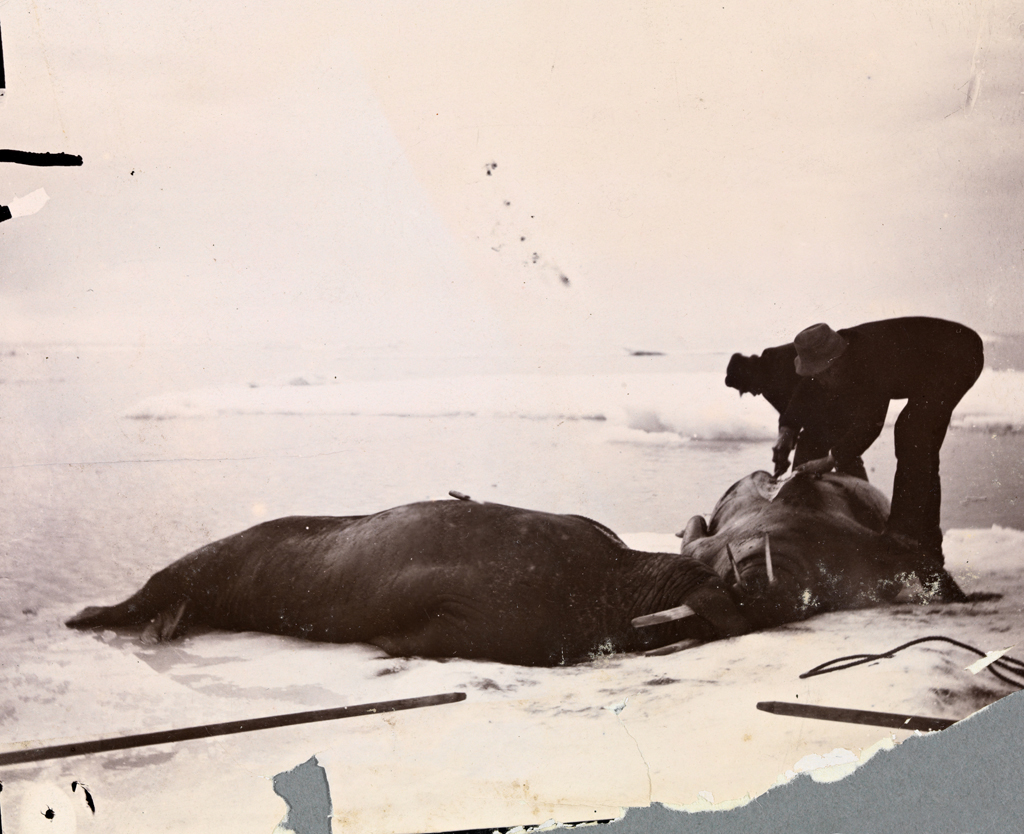
Полювання на моржів. 12 вересня 1893 року
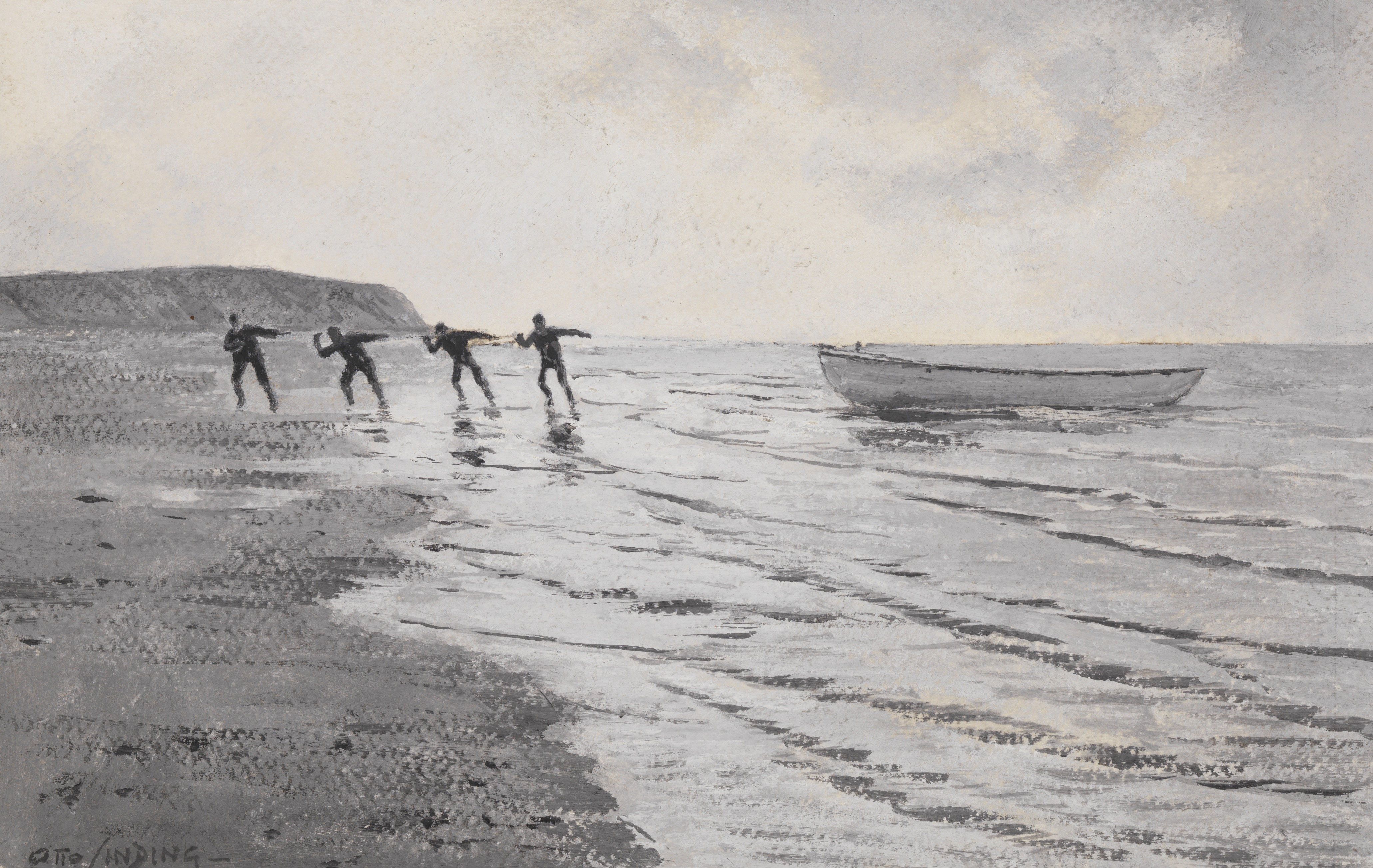
Висадка на півострів Ямал

Покинувши Варде, «Фрам» вирушив у Баренцове море в суцільному тумані, який висів чотири доби. 29 липня «Фрам» увійшов в Югорський Шар, у Ненецькому становищі Хабарово, куди посланець Е. В. Толля — напівросіянин-напівнорвежець, тобольський міщанин Олександр Іванович Тронгейм доставив 34 сибірських лайки. Для Нансена неприємним сюрпризом виявилося те, що це були суцільно (крім чотирьох) кастровані пси, для розводу собак залишилася особиста сука Нансена — Квік, мішана ньюфаундленда з гренландською лайкою. Команда зайнялася доприготуванням судна: провели електричний телеграф від дозорної бочки в машинне відділення, а також встановили форсунку для опалення котла нафтою. Проте 28 серпня довелося форсунку демонтувати: випадково виявилося, що котел сильно перегрівався, що загрожувало вибухом. «Фрам» відвідали місцеві російські купці й ненецькі старійшини, після чого Нансен назавжди втратив авторитет в очах місцевого населення: в момент візиту начальник експедиції упорядковував моторний катер:
|  | ... Я працював в поті чола, засукавши рукава, без піджака і жилета, замурзаний від кіптяви й машинного мастила. Потім, прийшовши до Тронтхейму, вони говорили: «Який же це великий начальник? Працює як простий матрос, а на вигляд як чорт». Тронтхейм ніяк мене не виправдовував: проти правди не підеш. |

При дослідженні фарватеру Югорського Шару вночі 4 серпня Нансен ледь не загинув під час вибуху газоліну на моторному катері. Карське море перетнули безнапасно, опинившись на траверзі Єнісею 18 серпня. Тут у суцільному тумані були помічені групи дрібних островів, один з яких був названий на честь Свердрупа. Просування «Фрама» сильно сповільнилося після попаданні в льодові поля й зони так званої «Мертвої води» (тонкий шар прісної води, що розтікається по горизонту морської води, створюючи сильний опір на кордоні щільності). До 7 вересня експедиція була біля півострова Таймир, відкривши перед тим кілька груп дрібних островів, названих на честь помічника командира — островами Скотт-Гансена і на честь спонсорів експедиції — острови Фірнлея й острови Гейберга. Ряд островів, уперше помічених ще Норденшельдом, Нансен назвав на його честь. Мису Челюскін досягли 9 вересня в сильну снігову бурю, що загрожувала вимушеної зимівлею.

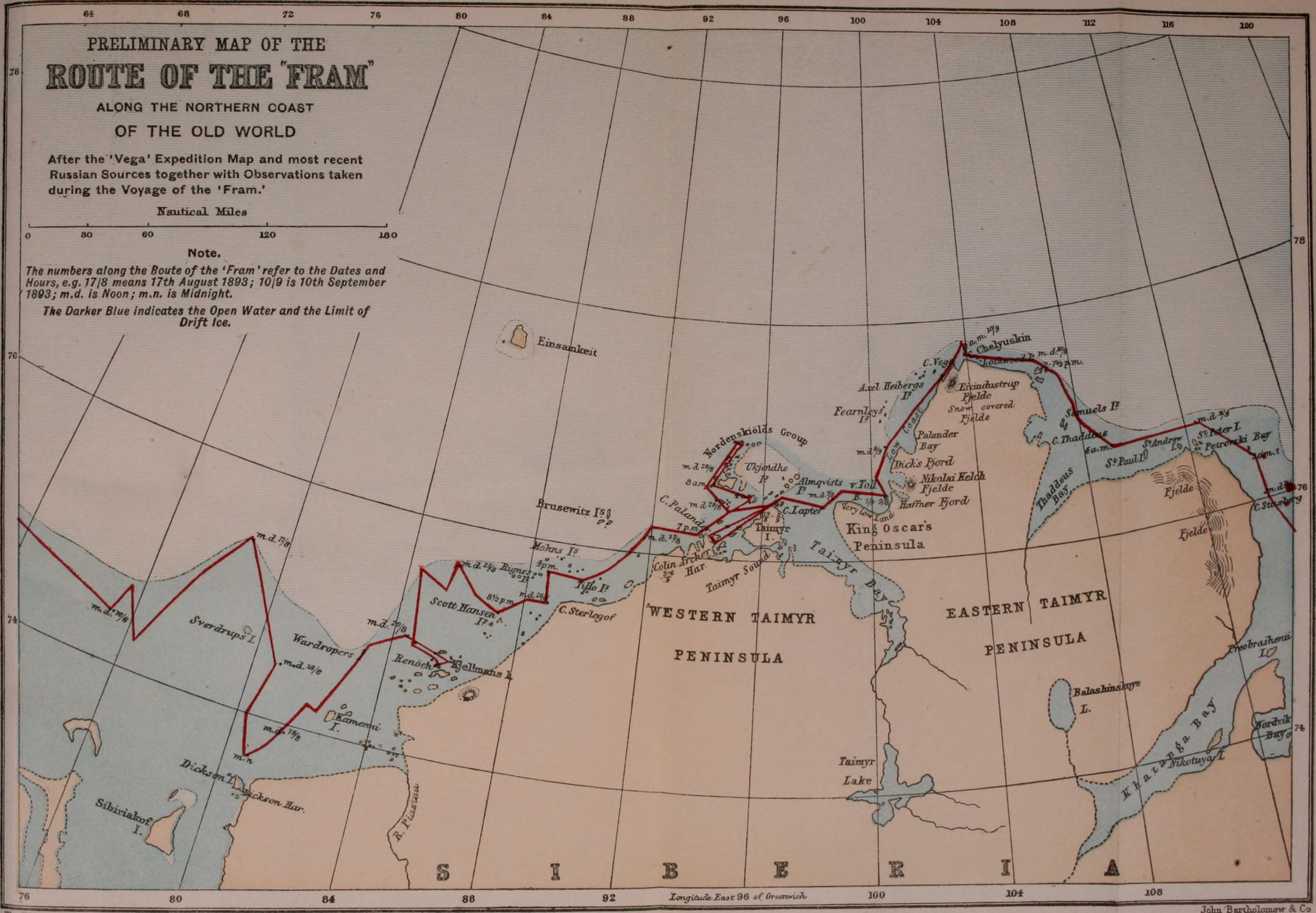
Попередня карта шляху «Фрама» вздовж північного краю Старого Світу з англійського видання звіту експедиції (1897)

Нансен вирішив не йти до гирла річки Оленьок, де Толль заготовив вугільний склад і партію їздових лайок. Замість цього «Фрам» пішов на північ, огинаючи острів Котельний. Нансен розраховував дістатися до широти 80°, але суцільні льодові поля зупинили «Фрам» 20 вересня на 78° пн. ш. 28 вересня собаки були спущені з борта на лід, а 5 жовтня було офіційно оголошено про початок дрейфу. 21 вересня і до 5 жовтня на борту йшла боротьба з клопами й тарганами, а також вошами, які потрапили на борт в Хабарово. Найефективнішим методом було визнано виморожування, тому перші місяці зимівлі житлові приміщення не опалювалися. У першу зиму за температури -25 °C зовні в кают-компанії підтримувалася температура до + 12 °C, а в спальних каютах відбувалася конденсація вологи на стінах і стелі, через що доводилося ізолювати хутряні спальні мішки повстю. Якобсен винайшов кілька систем з гніту і бляшанок, що всмоктували вологу. Блесинг спеціально проводив дослідження концентрації вуглекислоти в приміщеннях при використанні гасових ламп.

### Дрейф з жовтня 1893 по березень 1895 років
9 жовтня 1893 року на практиці була перевірена конструкція «Фрама»: відбувся перший льодовий стиск. Судно весь цей час безладно дрейфувало на мілководді (130—150 м). До 19 листопада «Фрам» перебував південніше, ніж у момент початку дрейфу. Нансен впав у депресію.

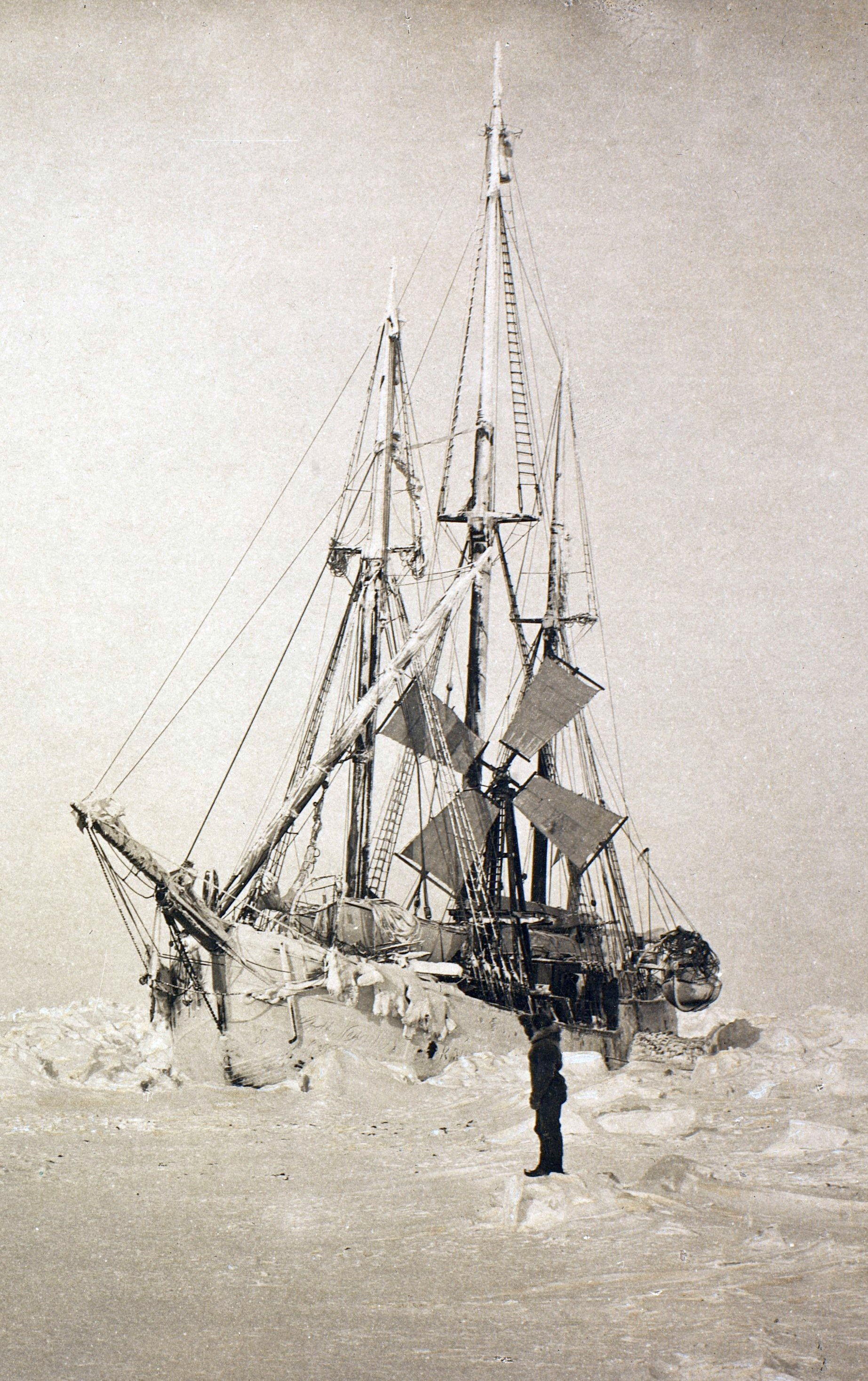
«Фрам» в березні 1894 року. Помітно вітряк електрогенератора

Полярна ніч почалася 25 жовтня, на той момент на борту був змонтований вітрогенератор. У цілому головним ворогом команди «Фрама» стала нудьга, яка посилювала напругу людей, стиснутих у малих житлових приміщеннях (до того ж в однієї людини не було власного спального місця), а також постійна депресія Нансена — він дуже важко переносив розлуку з дружиною. Спробою боротися стало видання рукописної газети Framsija, перший номер якої вийшов 10 грудня; надалі гумористичні випуски більш-менш регулярно складалися до весни 1895 року. Команда почала грати в азартні ігри (грали на свіжоспечений хліб, і деякі програвали свої порції на місяці вперед). Іноді люди придумували не дуже безпечні розваги: в першу зиму Скотт-Гансен і Блесинг мали звичку обідню порцію пива залишати до вечора, в результаті якийсь жартівник (так і не викрили його), підлив в їхню пляшку спиту каву. Хоча зовнішня температура в листопаді впала нижче -30 °C, салон і каюти, як і раніше, не опалювалися, в результаті довелося в чотиримісних каютах на кормі, де виникало найбільше конденсату, закривати ліжка полотняними пологами, просоченими салом, за якими волога стікала в бляшанки. Попри спартанські умови побуту, на святкування Різдва капітан Свердруп і перший помічник Скотт-Гансен вийшли в парадних костюмах та накрохмаленій манишці й краватці. Однак у день Нового року Скотт-Гансену і Йогансену довелося на морозі спостерігати в телескоп затемнення супутників Юпітера, щоб уточнити хід суднових хронометрів.
Відносини серед екіпажу, в цілому, були добрими. Основним джерелом конфліктів був сам Нансен з його харизмою: він тиснув на всіх своїм авторитетом і вважав своїм обов'язком втручатися в усі повсякденні деталі; наприклад визначення обіднього меню, заборона на куріння в каютах і т. д. Його мінливий настрій також позначався на екіпажі. Усю повсякденну відповідальність за нормальне функціонування експедиції при цьому ніс капітан Свердруп, який намагався триматися осторонь, розуміючи, що Нансен надзвичайно стурбований збереженням свого авторитету. Під час першої зимівлі було три бійки; найменш популярним на борту, «вічним козлом відпущення», виявився Мугста. На судні була й своя бібліотека: Свердрупу подобався декадент Арне Гарборг, а Нансену — Шопенгауер і Байрон. Цікавими для команди були описи попередніх полярних експедицій. Гімнаст Йогансен з січня 1894 року виконував на льоду сальто й стійки.
У січні 1894 Нансен вперше став замислюватися про спробу на санях досягти Північного полюса. У лютому 1894 року було встановлено, що середня швидкість лижника дорівнює швидкості запряжних собак і нарт з вантажем. За словами біографа Нансена — Гантфорда, це була революція в способі пересування по Арктиці — собаки повинні були тягти вантаж на нартах, а люди йти без нічого на лижах, економлячи сили. Даний метод вперше мав застосовуватися для досягнення Північного полюсу. 22 січня відкрилася велика ополонка, з якої виринув морж, на подив команди, що не очікувала побачити живу істоту за 1000 миль від вивчених зоологами місцевостей.

6 квітня 1894 року спостерігали сонячне затемнення. За телескопом працював Скотт-Гансен, за теодолітом — Нансен і Йогансен. Спостереження були вкрай необхідні для звірення суднових хронометрів, оскільки дізнатися точний час після відправлення експедиції було неможливо. Затемнення почалося на 7½ секунд пізніше, ніж випливало з обчислень Нансена і Скотт-Гансена. Метод перевірки суднових хронометрів за часом настання сонячного затемнення був застосований вперше у світовій практиці.

Сезон 1893—1894 років на «Фрамі»
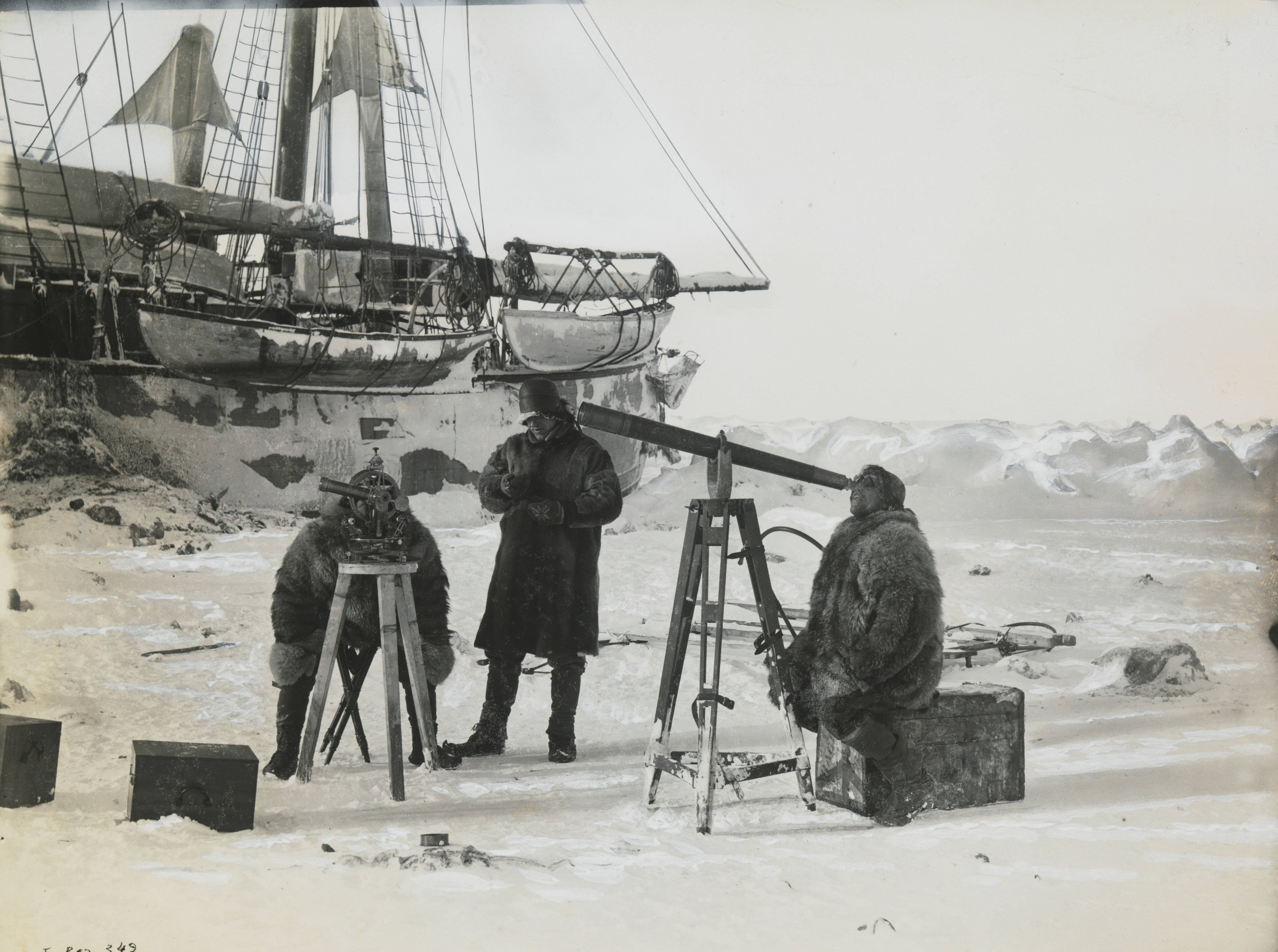
Спостереження сонячного затемнення 6 квітня 1894 року
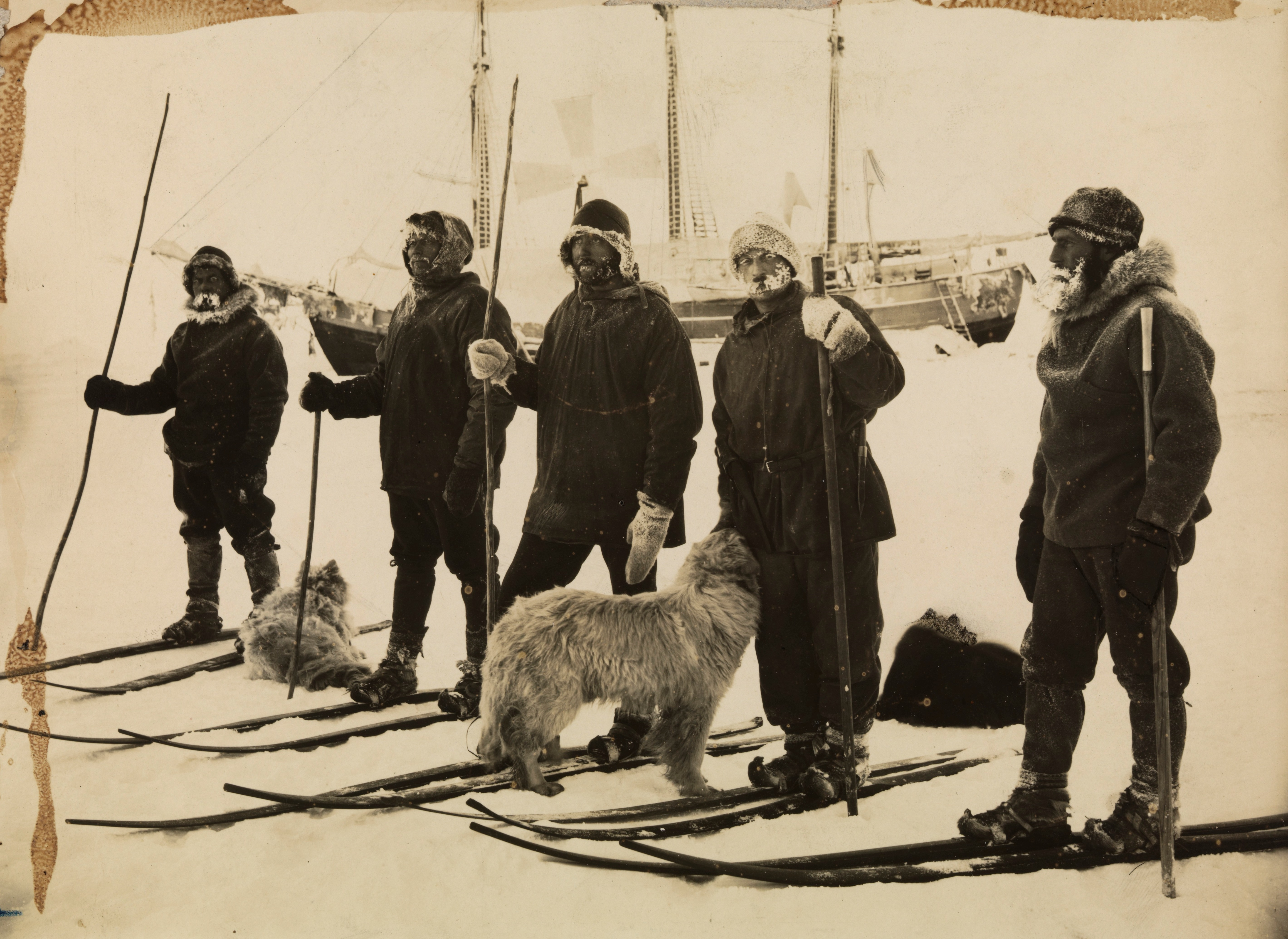
Парад перед лижною гонкою
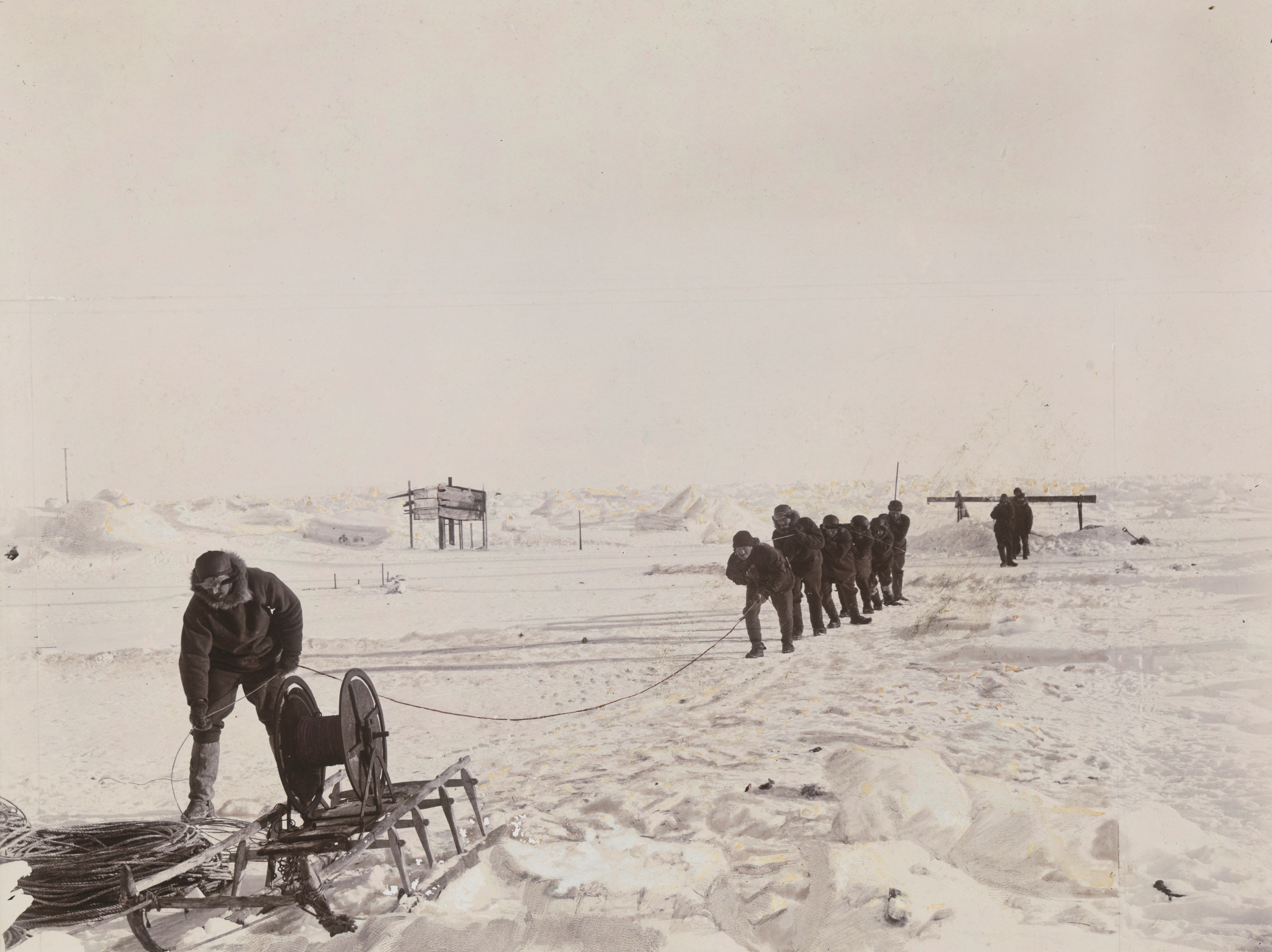
Вимірювання глибини в 3500 метрів
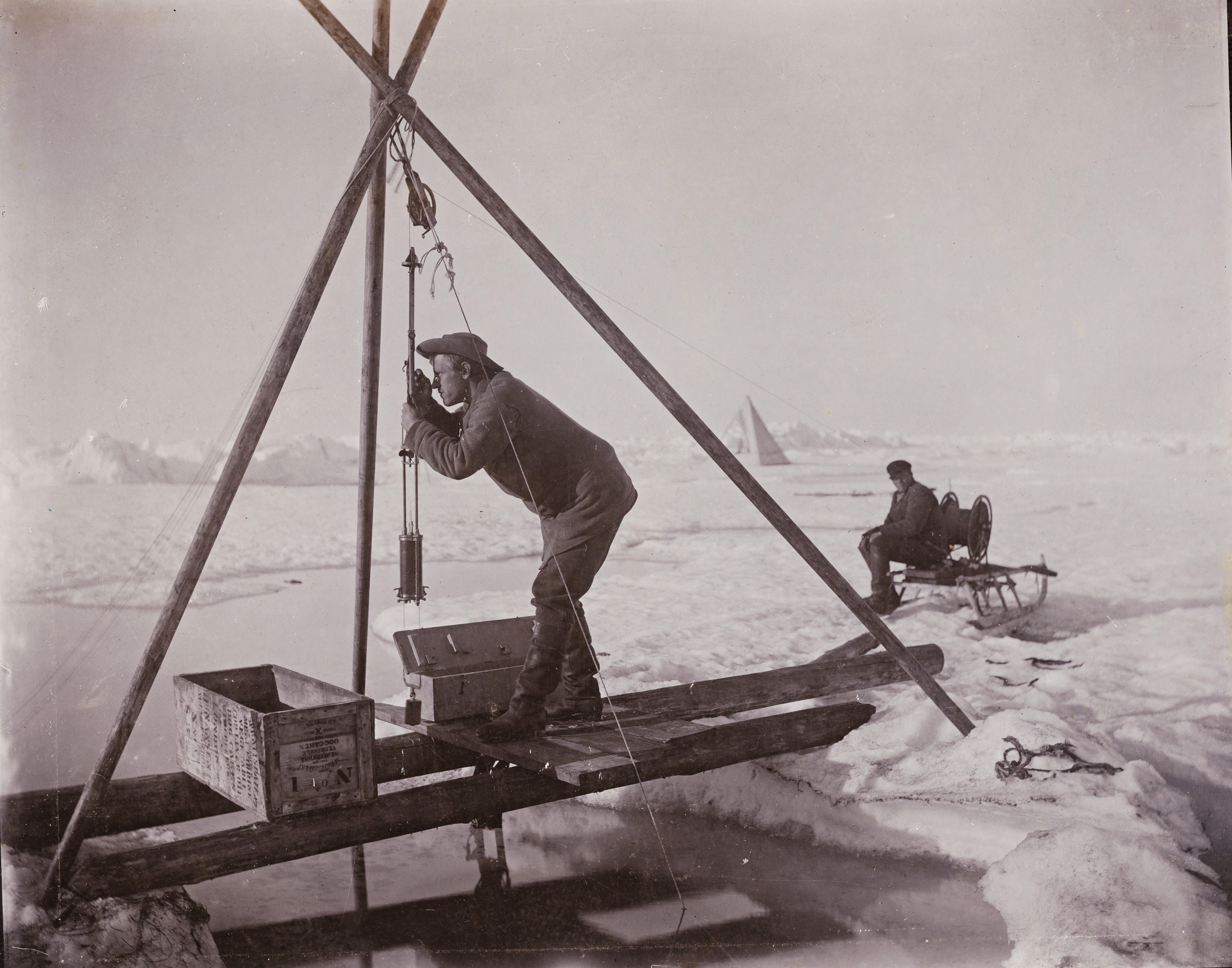
Нансен визначає температуру морської води

Тільки 19 травня 1894 «Фрам» перетнув 81°с. ш., рухаючись в середньому зі швидкістю 1,6 милі на добу. Нансен побоювався, що якщо швидкість дрейфу буде постійною, на перетин полярного басейну знадобиться не менше 5—6 років. У цей період було зроблено чергове відкриття: на місці мілководного Полярного басейну виявився океан глибиною до 3850 м. Океанографічні й гляціологічні дослідження були найтяжчим та вимагали участі всієї команди. Буріння льоду проводилося кожні 10 днів (зазвичай 1-го, 10-го і 20-го числа щомісяця), а вирювання морських глибин — кожні 60 морських миль. Для досягнення глибини 3800 м лотом було потрібно не менше 2½ годин. Нансен навіть і не знав про можливість наявності таких глибин, у результаті чого на «Фрам» не виявилося лот-линя відповідної довжини, і його довелося зробити на борту із запасних такелажних снастей: сталевий трос розмотали на дріт, з яких був пліток лот-линь довжиною 5000 м. Усі роботи проводилися на льоду при температурі -40 °C.

До кінця літа 1894 року Нансен переконався, що судно не досягне полюса, й вирішив у 1895 році відправитися в санний похід. 16 листопада 1894 Нансен оголосив команді, що покидає судно в майбутньому році. «Фрам» на той час перебував у 750 км від мису Флігелі й на відстані приблизно 780 км від Північного полюса. Нансен розраховував, що в похід підуть двоє людей, 28 собак з вантажем 1050 кг (по 37,5 кг на собаку). Після досягнення полюса (на це відводилося 50 діб) можна буде піти або на Шпіцберген, або на Землю Франца-Йосипа. У супутники Нансен хотів взяти Ялмара Йогансена — найдосвідченішого лижника й каюра в експедиції. Він запропонував йому це 19 листопада, й той одразу ж погодився. Однак настрій на борту погіршився через раціонування кави: Нансен через недогляд розпорядився взяти всього 100 кг кавових зерен, чого повинно було вистачити лише на рік; цукру також було небагато. Каву тепер подавали до сніданку щопонеділка й щоп'ятниці та після обіду кожних середи й неділі.

Сезон 1894—1895 років на «Фрамі»
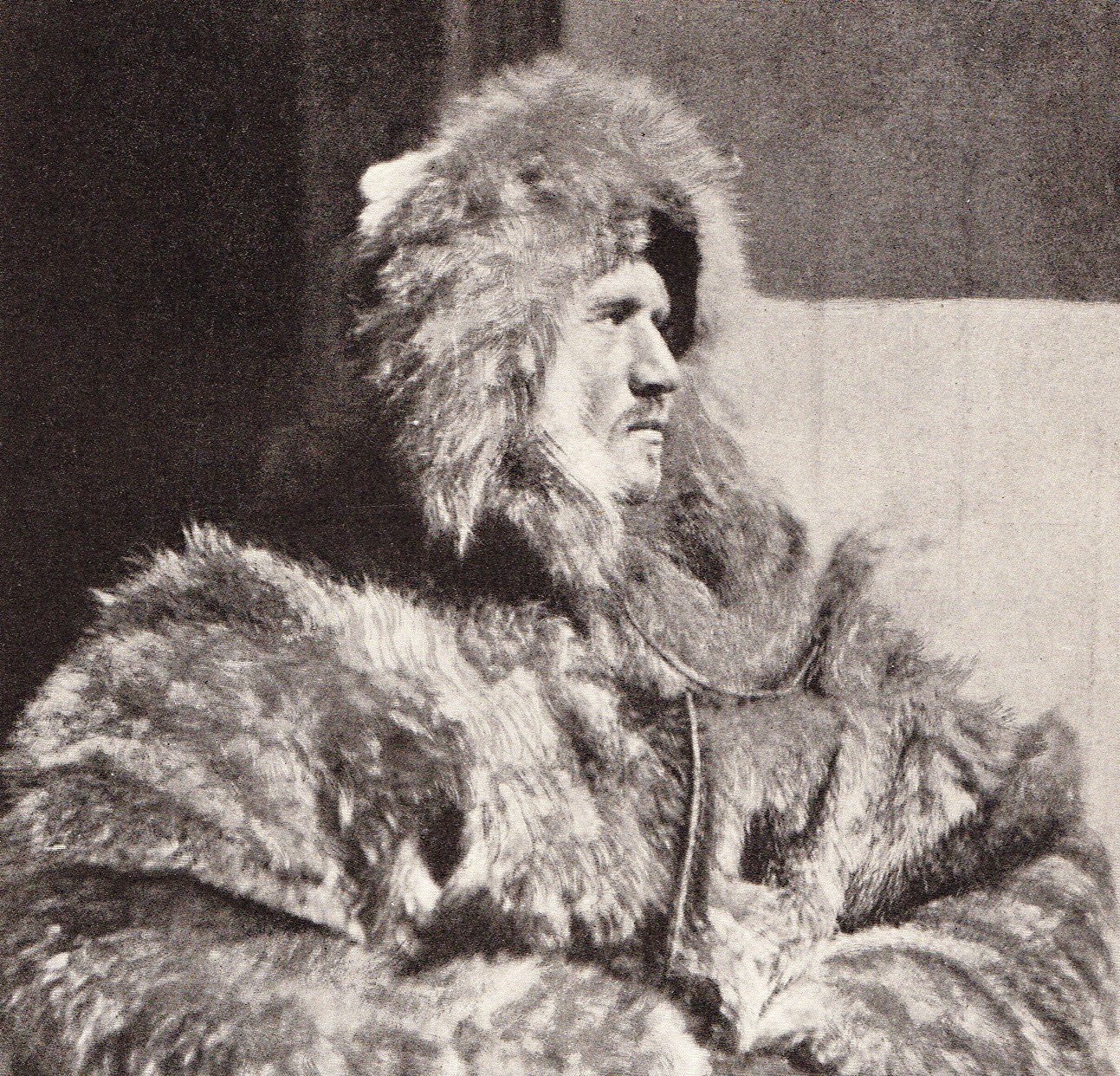
Ялмар Йогансен в одязі з вовчого хутра
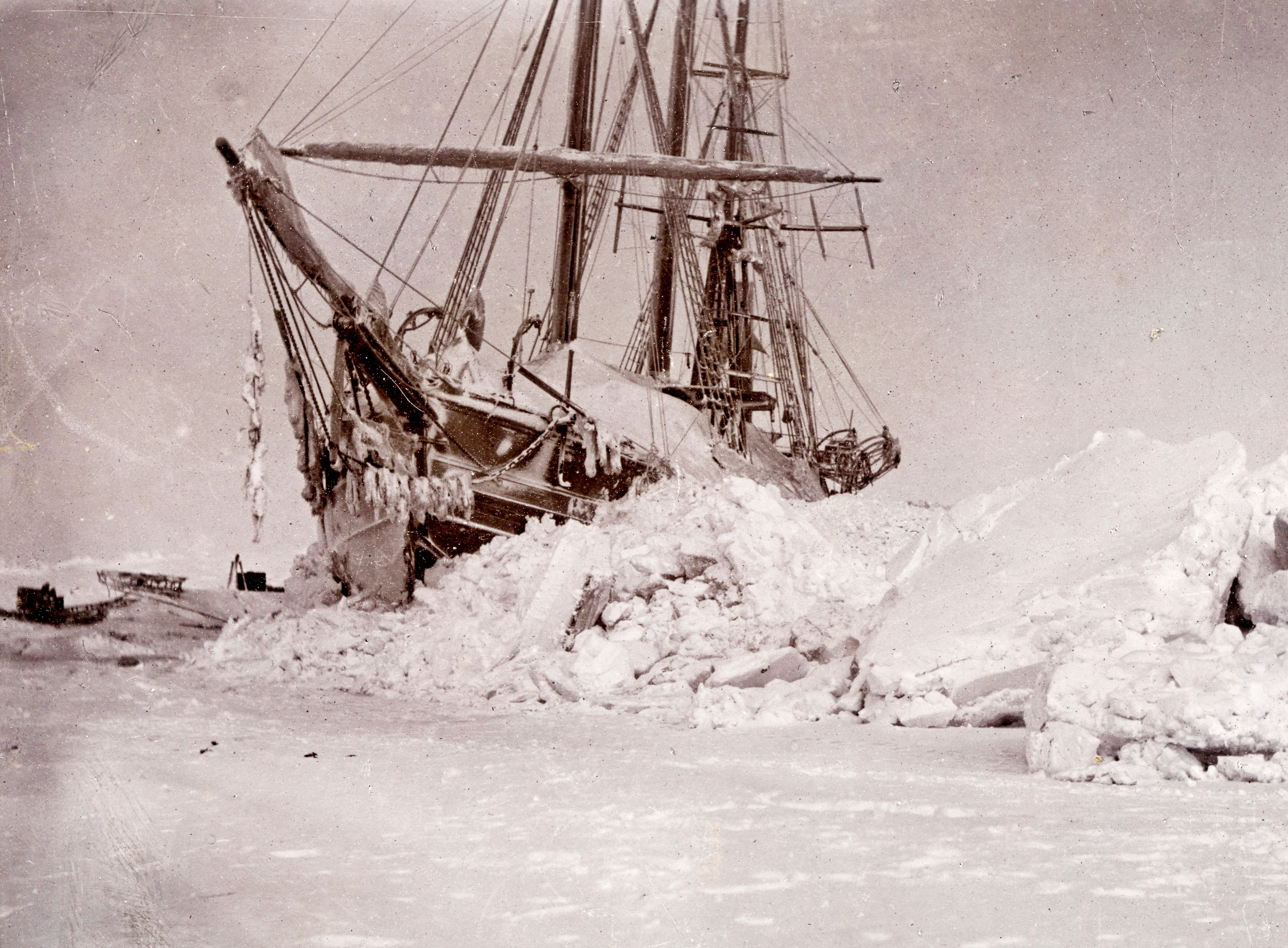
«Фрам» після сильного льодового стиснення 10 січня 1895 року
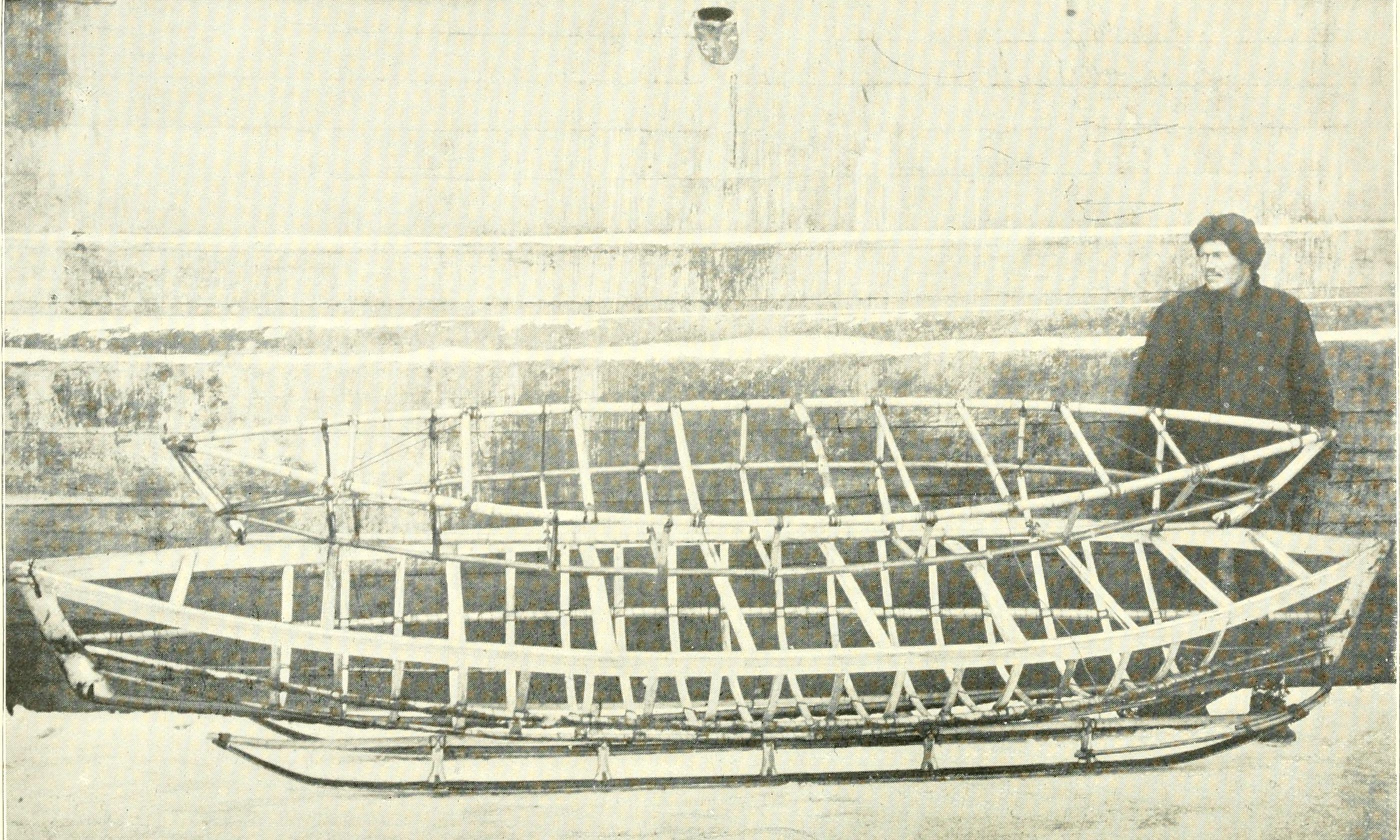
Каркаси для каяків, виготовлені взимку 1895 року
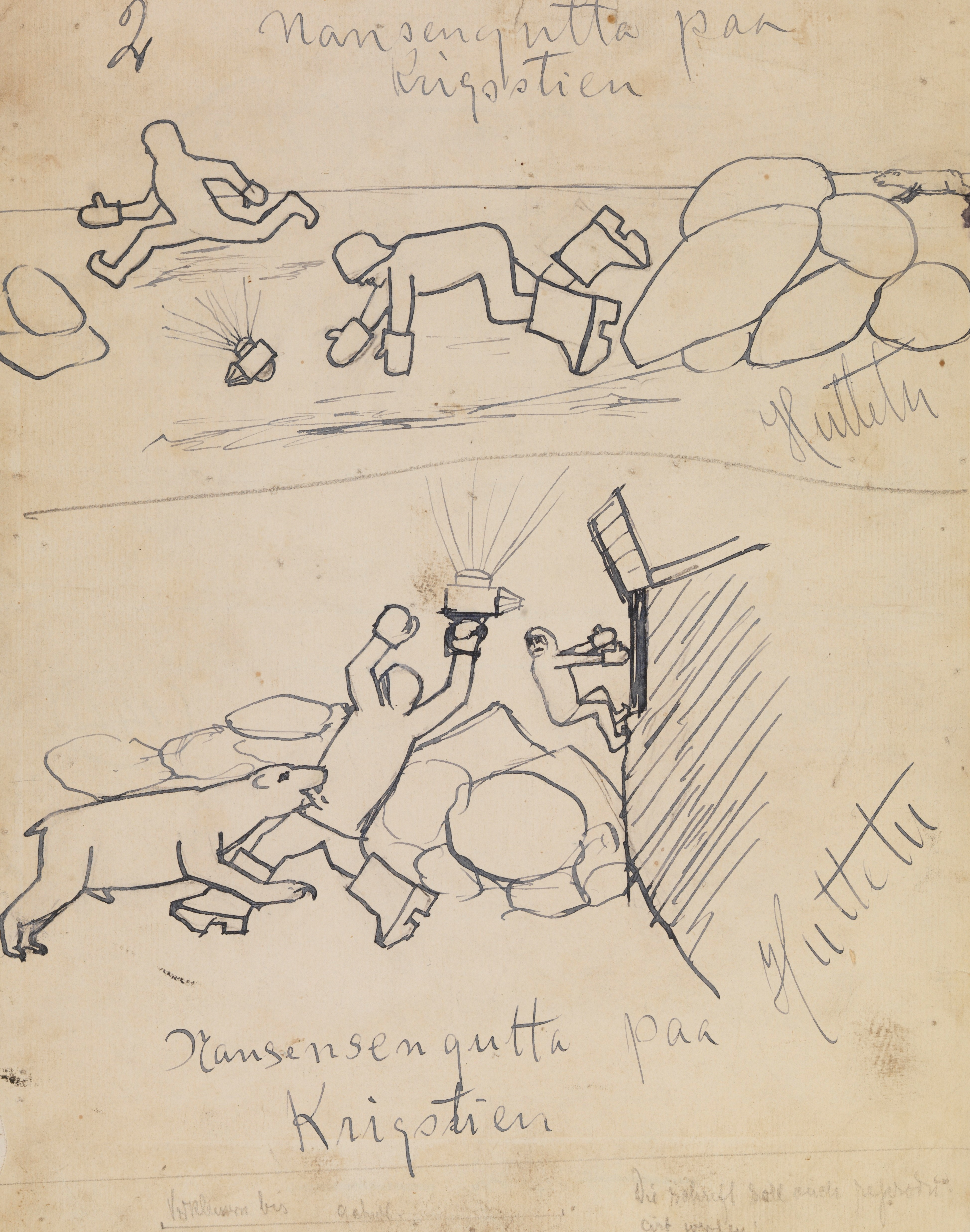
Карикатури з газети «Фрамсія», що висміюють взуття, винайдене Свердрупом

Наступні місяці були присвячені швидкій підготовці. Треба було побудувати індивідуальні нарти й каяки за ескімоським зразком. З 3 по 5 січня 1895 року «Фрам» побував у найсильніших за всю експедицію льодових стисненнях, тому команда була готова вийти на лід. Головною небезпекою були тороси, які могли впасти на палубу, й тоді б «Фрам» не зміг піднятися з льодового ложа (лід навколо судна мав товщину 9 м). До кінця січня експедицію винесло течіями на широту 83°34'пн. ш. Тим самим був побитий рекорд Грилі 1882 року — 83°24'пн. ш.

### Похід Нансена і Йогансена на санях 1895—1896 років

#### Невдалий похід до полюса

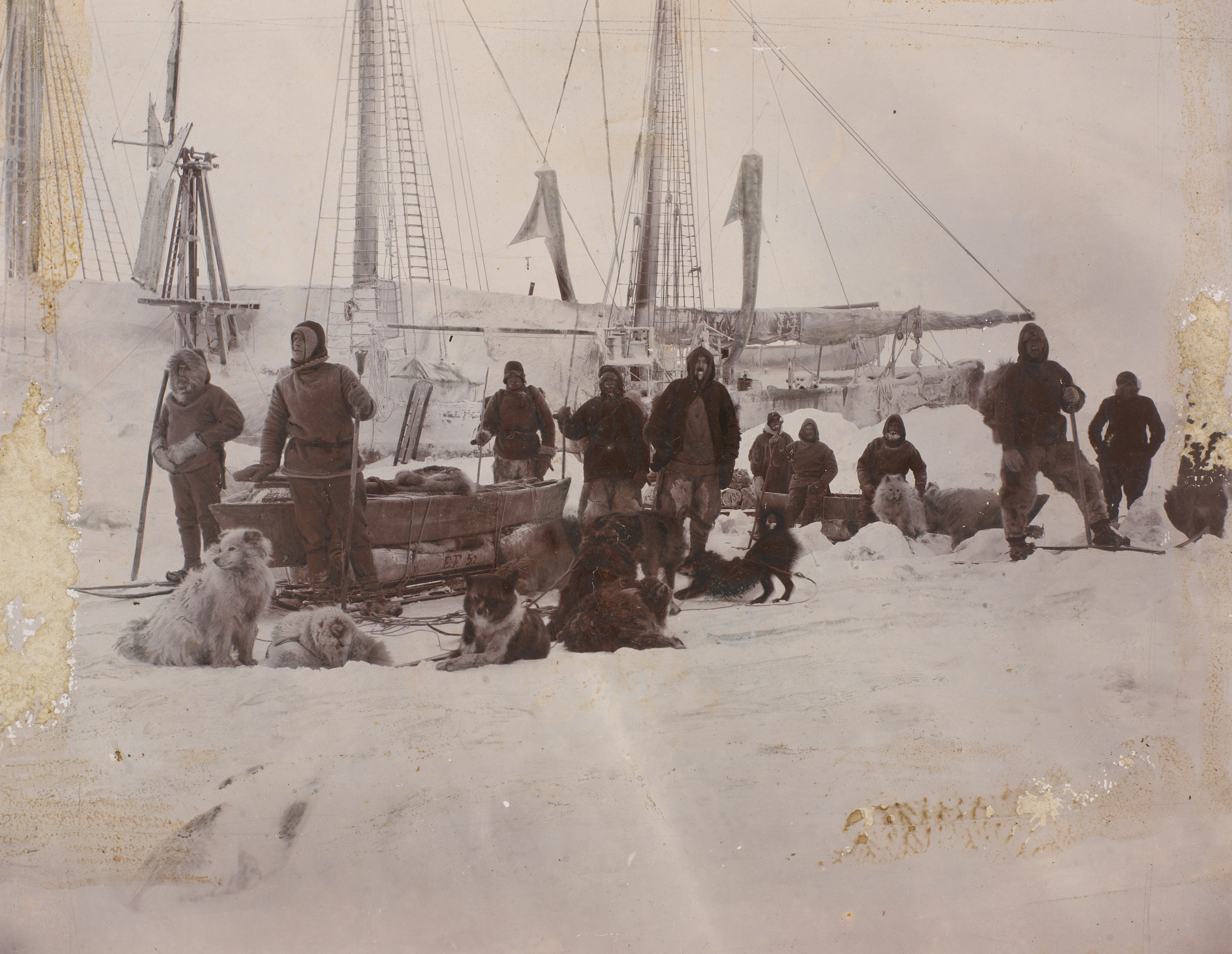
Третій і остаточний старт 14 березня 1895 року. Нансен — другий ліворуч, Йогансен — другий праворуч

Санну експедицію споряджали в обмежені терміни (близько двох місяців). Особливо багато клопоту принесло виготовлення лиж і полозів нарт: досвід зими 1894 року показав, що деревина стає ламкою, тому кленові, ясеневі та березові дошки просочують сумішшю сала, стеарину й дьогтю, а потім підковували нейзильбером. Перед відправленням Нансен, мабуть, відчував сильний стрес і непевність, намагався перевіряти роботу інших, у результаті навіть найвідданіші йому люди — Свердруп, Скотт-Гансен і Йогансен — залишили у своїх щоденниках вельми неприємні спогади.
Спочатку передбачалося вийти на чотирьох нартах, але невдалий старт 26 лютого 1895 року показав, що обрана конструкція нарт була ненадійною. Спроба старту 28 лютого на шести нартах також провалилася через перелом поперечок нарт. Крім того, мала кількість собак (28) фактично змушувала проходити одну й ту ж дистанцію шість разів. Через це були істотно скорочені запаси провіанту (850 кг: на 120 діб для людей і всього на 30 — для собак). З'ясувалося, що полярні костюми з вовчого хутра були невдало скроєні, й Нансен з Йогансеном сильно пітніли; зняті на ніч костюми замерзали та ставали ламкими. Нансен вирішив повернутися до вовняних в'язаних костюмів, які хоч і були поганими під час їхнього використання в Гренландскій експедиції 1888 року. Остаточно вирушили 14 березня 1895 року на трьох нартах.

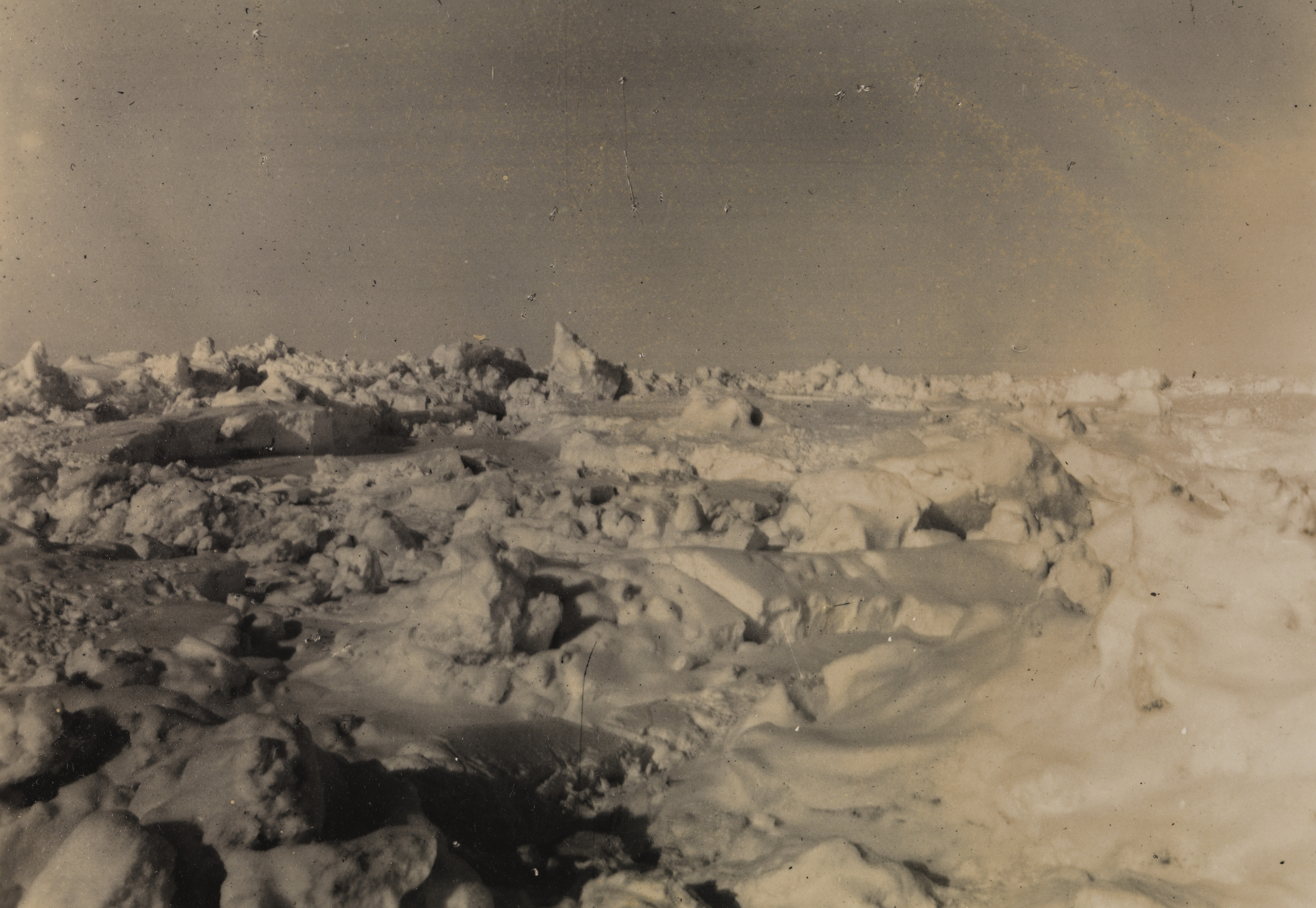
Льодові поля, що перегородили шлях Нансену і Йогансену шлях до Північного полюса

Похід на північ виявився надзвичайно важким: постійно дули зустрічні вітри, слабшали й не могли спати собаки, вовняні костюми нагадували крижані обладунки. Нансен і Йогансен неодноразово провалювалися крізь невеликий лід, обморожуючи пальці на руках. Температура постійно трималася між -40 °C та -30 °C. Нарешті, 7 квітня Нансен вирішив припинити боротьбу за полюс: досягнувши 86°13'36п. ш.; змучені експедиціонери повернулися до мису Флігелі. До Північного полюса залишалося близько 400 км. Однак Нансен правильно спланував харчовий раціон, який був не тільки поживним, а й різноманітним: Нансен розробив три типових меню, що включають гарячу їжу, які дозволяли чергувати його протягом п'яти днів. На людину припадало близько 1 кг твердої їжі на добу: Нансен підрахував, що це включало близько 200 г білків, 220 г жирів і 450 г вуглеводів. За підрахунками Р. Гантфорда, добовий пайок включав близько 4700 калорій, чого було достатньо для виживання в арктичних умовах, щоб не страждати від виснаження. Відмінно проявили себе укріплені металевими скобами ясенево-бамбукові нарти й лижі з саамськими кріпленнями — в поєднанні з м'яким взуттям, набитим сушеною осокою, вони дозволяли тримати ноги в теплі й сухості.
13 квітня 1895 року втомлені полярники лягли спати, не завівши хронометр, і він зупинився. Таблиці, необхідні для розрахунку часу методом місячних відстаней, були забуті на «Фрамі», залишалося визначити відстань від місця останньої обсервації. На Великдень 14 квітня Нансен визначав широту, довготу і магнітне схилення:
|  | ... Лежати в зледенілому спальному мішку, гріючи теплом власного тіла обледенілий одяг і взуття, і одночасно робити обчислення, перегортаючи задерев'янілими пальцями таблиці логарифмів, навіть при морозі не більше -30°C, — не надто приємне заняття. |

При обчисленні Гринвіцького часу Нансен помилився: вже в 1896 році з'ясувалося, що його хронометр поспішав на 26 хвилин. При визначенні географічних координат це давало похибку в 6,5° довготи.

Похід Нансена і Йогансена на санях в 1895 році
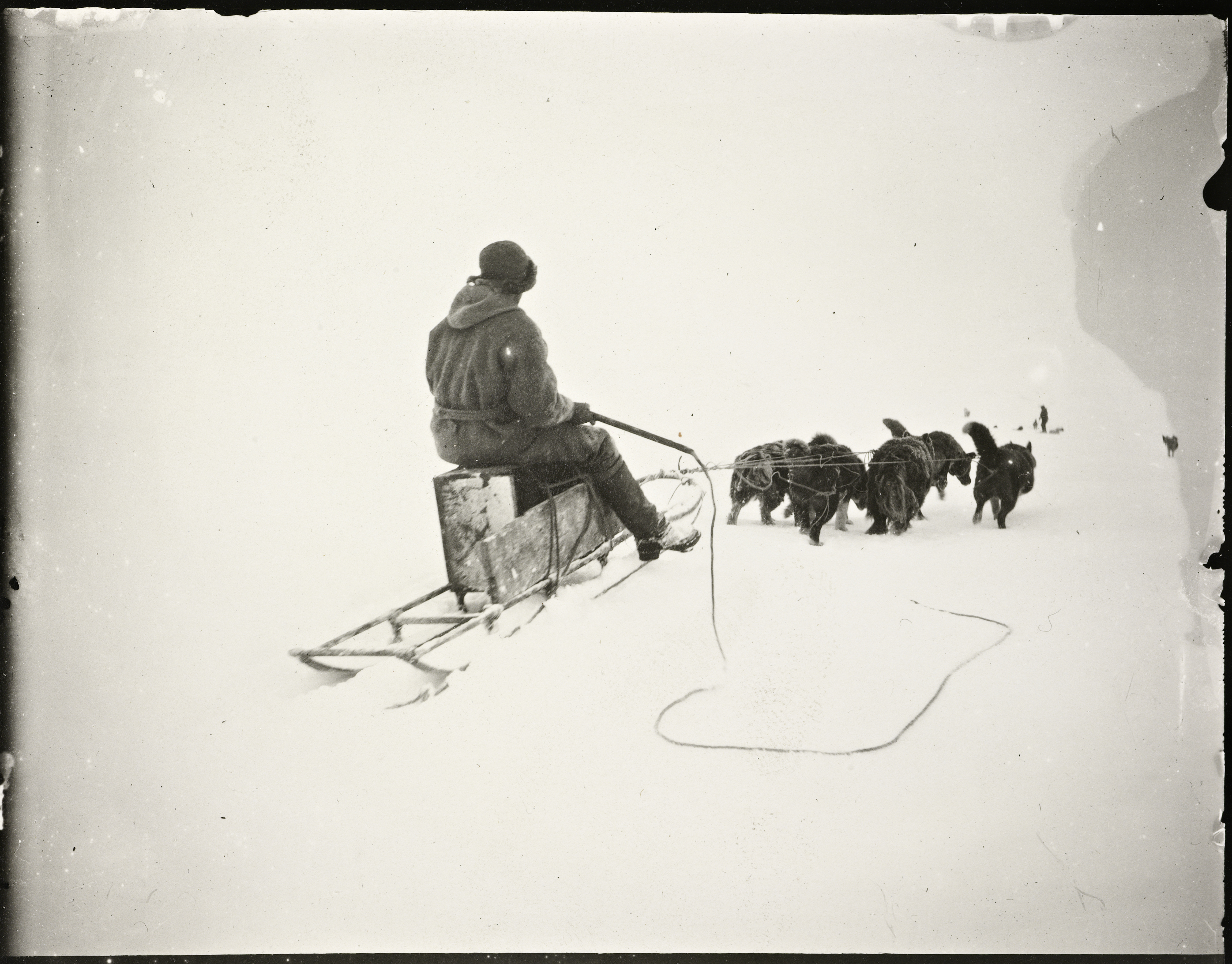
Нансен керує собачою упряжкою
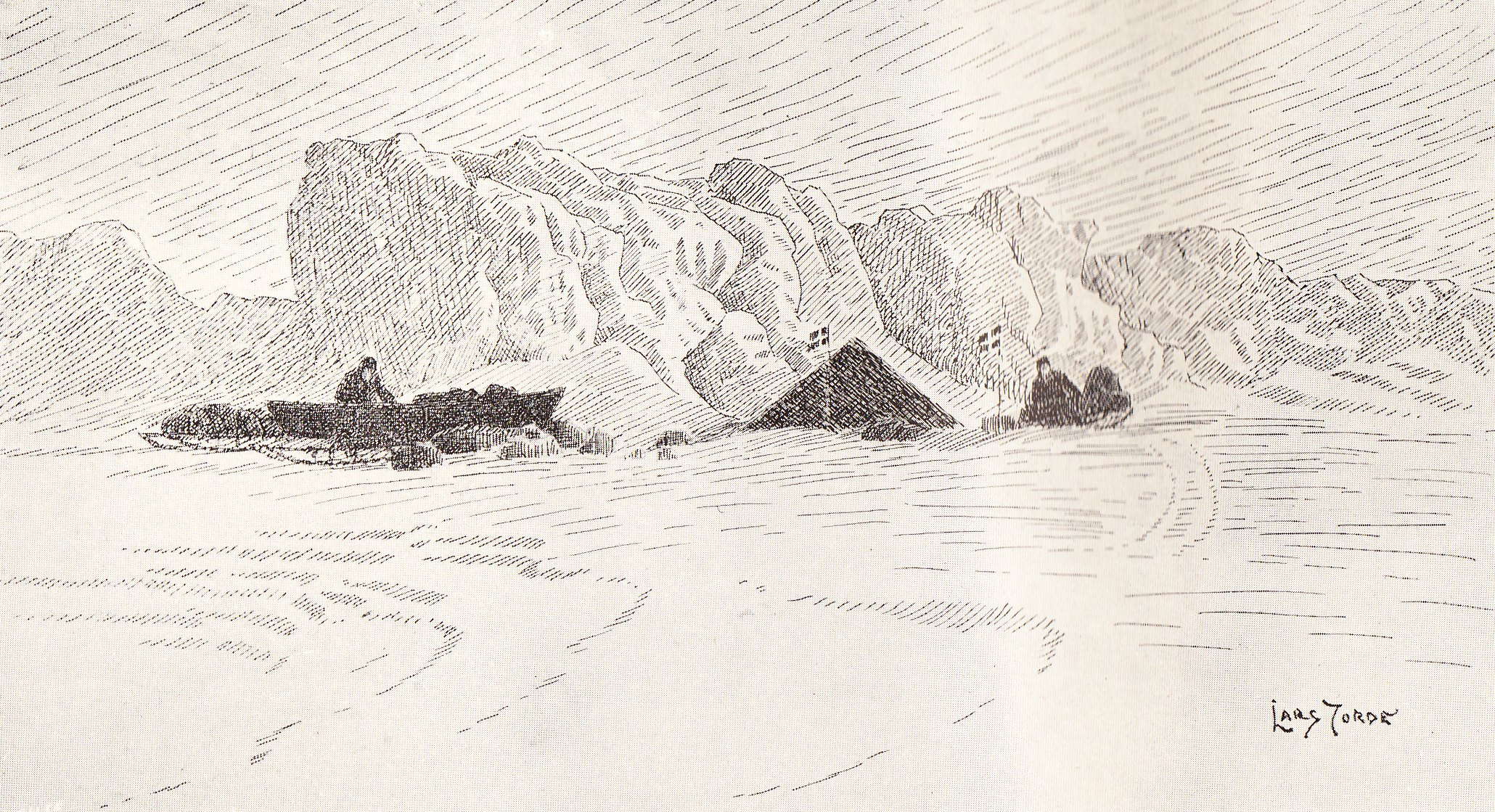
Табір на 86°13'36'' с. ш. 7 квітня 1895 року. Гравюра за малюнком Нансена
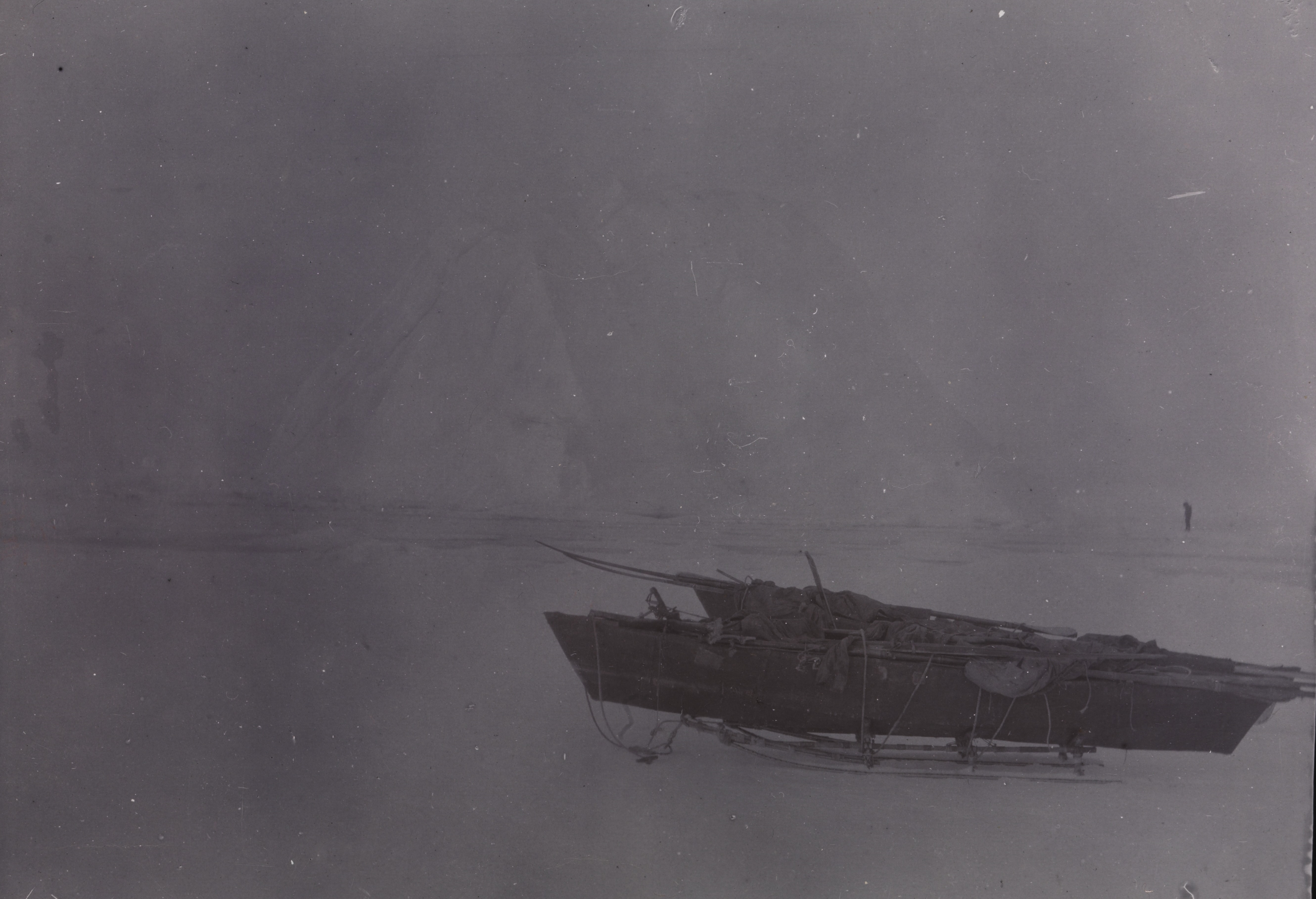
Каяк і нарти на тлі айсберга. Земля Франца-Йосипа, серпень 1895
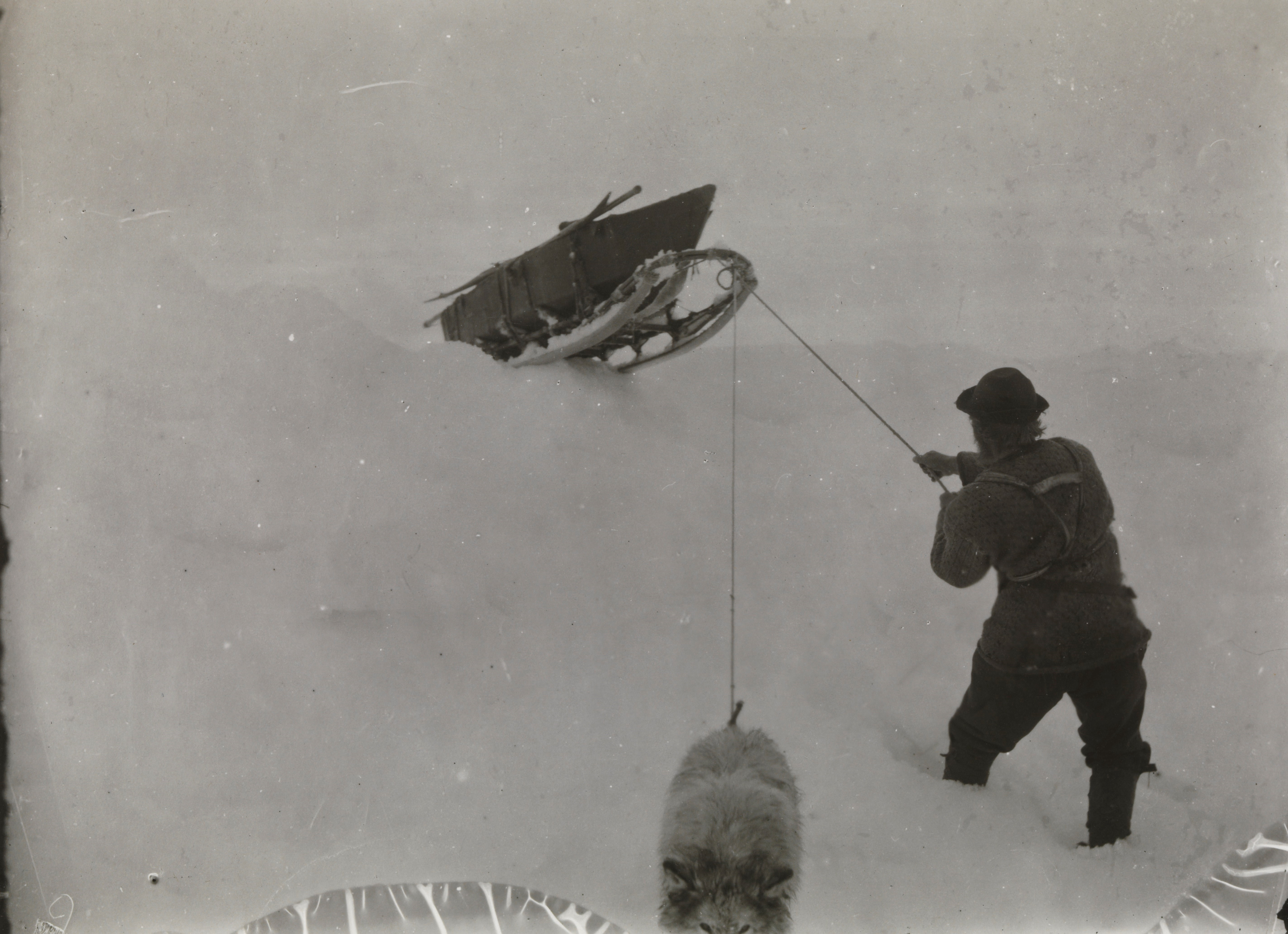
Йогансен і пес Сугген перетягують нарти через гребінь стиснення

У квітні напрямок дрейфу криги змінився на північний, що сильно затримувало полярників. Кормів для собак станом на 19 квітня залишилося на три дні, тож полярники почали забивати найслабших тварин, згодовуючи їх тим, хто залишився. 21 квітня Нансен і Йогансен виявили замерзлу в лід модринову колоду, що підтверджувало теорію Нансена про дрейф пакових льодів від сибірського узбережжя до Гренландії. Тільки таким чином аборигени Гренландії могли отримувати необхідну для господарських цілей деревину. На той час стали закінчуватися продовольчі запаси: з 2 червня Нансен і Йогансен перейшли на жорстке раціонування — 50 г вершкового масла і 200 г хліба. Навіть за такого споживання масла повинно було вистачити тільки на 23 дні, а хліба — на 35 днів. 15 червня мандрівники вперше вжили в їжу собаче м'ясо й кров; Йогансен писав у щоденнику, що відчував себе «людожером». Закінчувався й гас, проте 22 червня Нансен вбив єдиного за всю експедицію тюленя-лахтака, тому можна було не економити запасів і готувати на жировій лампі.
На початок червня — часу танення льодів — залишилося 7 собак. З 22 червня по 23 липня 1895 Нансен і Йогансен виявилися заблоковані суцільними полями талих торосів, назвавши свою стоянку «Табором тортур». Температура іноді перевищувала нульову, спати доводилося в мокрих спальних мішках, підклавши під себе лижі. Довелося кинути велику частину спорядження й обрубати триметрові нарти, зробивши їх придатними для волочіння однією людиною.

#### На Землі Франца-Йосипа. Зимівля

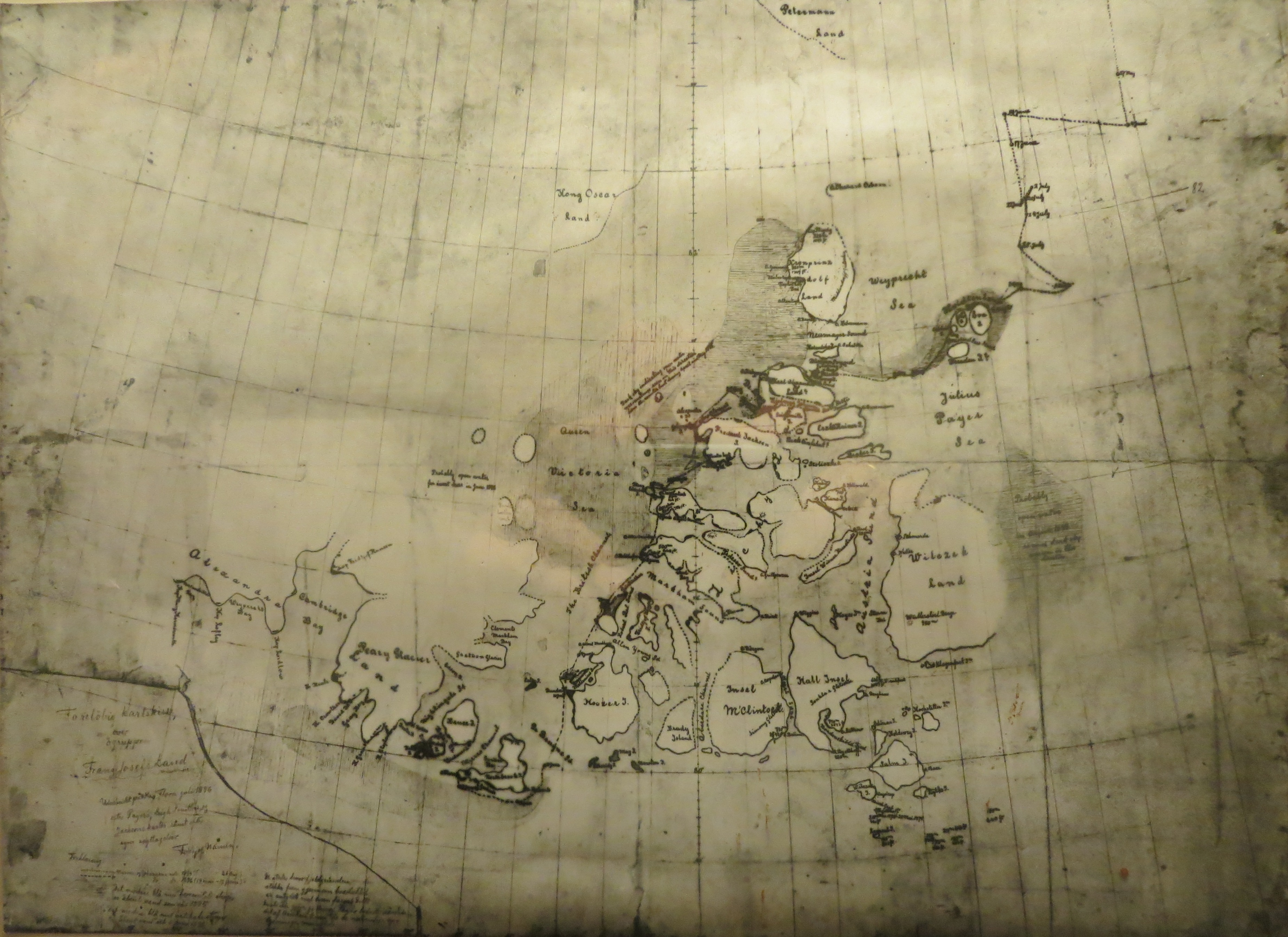
Чернетка карти Нансена, на якій позначено шлях походу на санях. Осло, Музей Фрама

24 липня експедиціонери досягли маленького острова, якому дали ім'я Гоуен — одного зі спонсорів експедиції. Найсерйознішим моментом експедиції було 5 серпня 1895 року, коли ведмедиця накинулася на Йогансена зі спини. Він сказав Нансену спокійним голосом: «Ви повинні поквапитися, якщо не хочете запізнитися». Ведмедиця збиралася відкусити Йогансену голову, але йому вдалося вивернутися і схопити її за горло, після чого звір був застрелений Нансеном. Йогансен відбувся подряпиною на обличчі й несерйозним пораненням руки. Мисливці в той день їли м'ясо сирим. 7 серпня Нансен і Йогансен через нестачу місця на каяках і без харчів вбили своїх останніх собак: Кайфаса й Суггена.
|  | Розлучитися з собаками нам обом було вкрай важко — ми сильно прив'язалися до них. Бідний Сугген був так зворушливо слухняний, а Кайфас — з гордою величчю йшов до останнього кроку. <...> Заколоти їх, як інших, ми не здужали, й пожертвували на кожного по патрону. Йогансен, зайшовши за торос, застрелив мого, а я його пса. Це було нелегко для нас обох. |

10 серпня Нансен і Йогансен дісталися до архіпелага, якому Нансен дав ім'я Біла Земля (норв. Hvidtenland) — це були найпівнічніші відроги Землі Франца-Йосипа. Сусідній острів, покритий льодовиком, Нансен прийняв за два острови, давши їм ім'я дружини й дочки: Єва та Лів. Неточні карти того часу нічим не могли їм допомогти, залишалося пройти якомога далі до настання зими. Нарешті, 28 серпня 1895 Нансен вирішив залишитися на зимівлю в невідомій країні. Зимівля проходила з 28 серпня 1895 по 19 травня 1896 року (81°07′ пн. ш. 55°22′ сх. д. / 81.12° пн. ш. 55.37° сх. д.) в західній частині острова Джексона. Нансен і Йогансен побудували з моржових шкур і каменів землянку. Камені виламувалися з морен, важелем був обрізок полозів нарт, гравій розпушували лижною палицею, заступ зробили з лопатки моржа, прив'язавши її до перекладини нарт, а киркою слугувало моржеве ікло. Будівництво велося з 7 вересня, новосілля відсвяткували 28 вересня; до цього доводилося ночувати в «барлозі» (норв. hulen), чим були кам'яні стіни з подертим похідним наметом як дахом; високий Нансен насилу вміщувався в цьому притулку. Залишки хатини Нансена і Йогансена були знову виявлені в 1990 році й повторно стали об'єктом дослідження Сюзанни Барр в 1996 році.

Зимівля Нансена і Йогансена
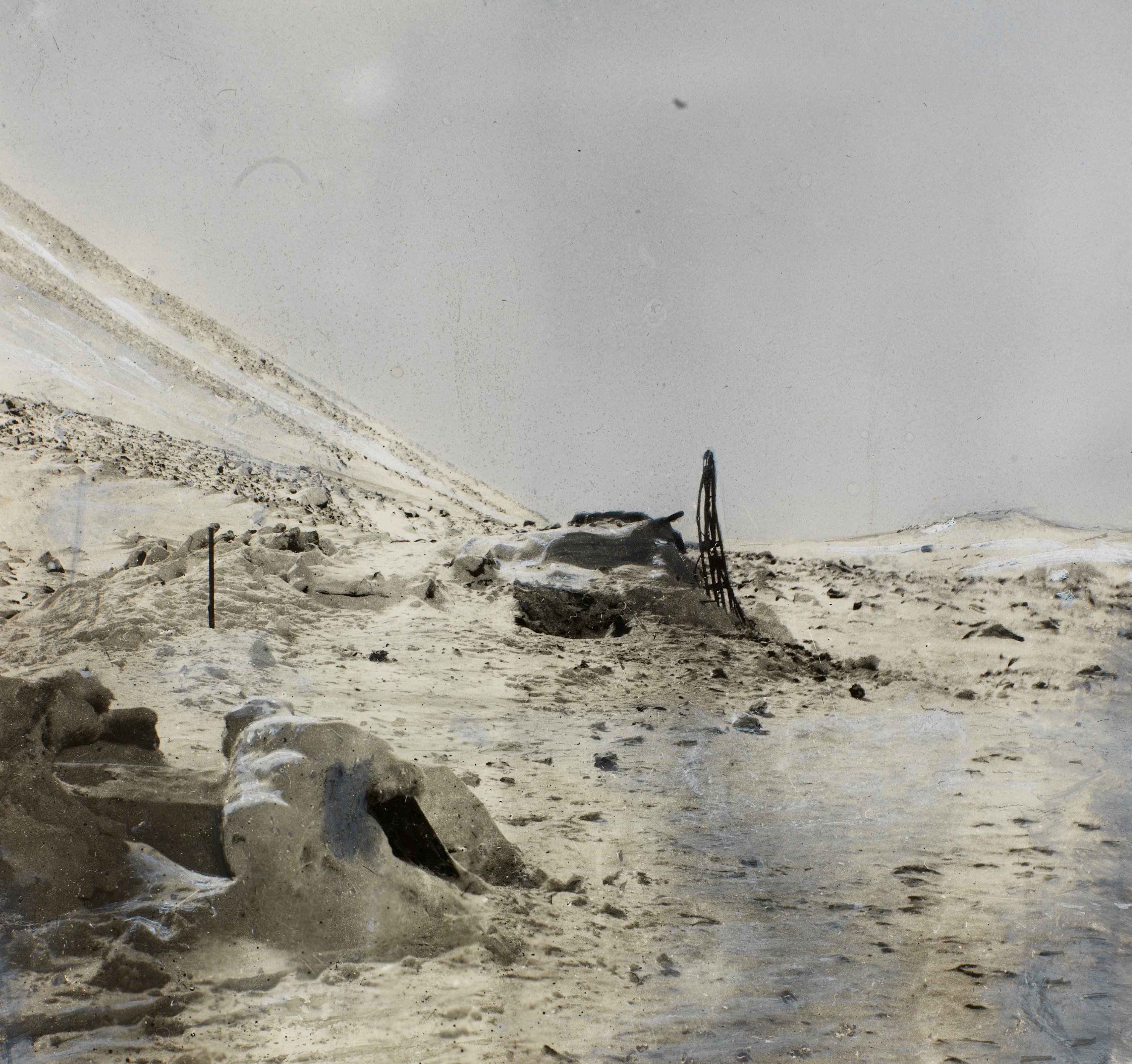
Зимова хатина Нансена і Йогансена (фото в місячному світлі)
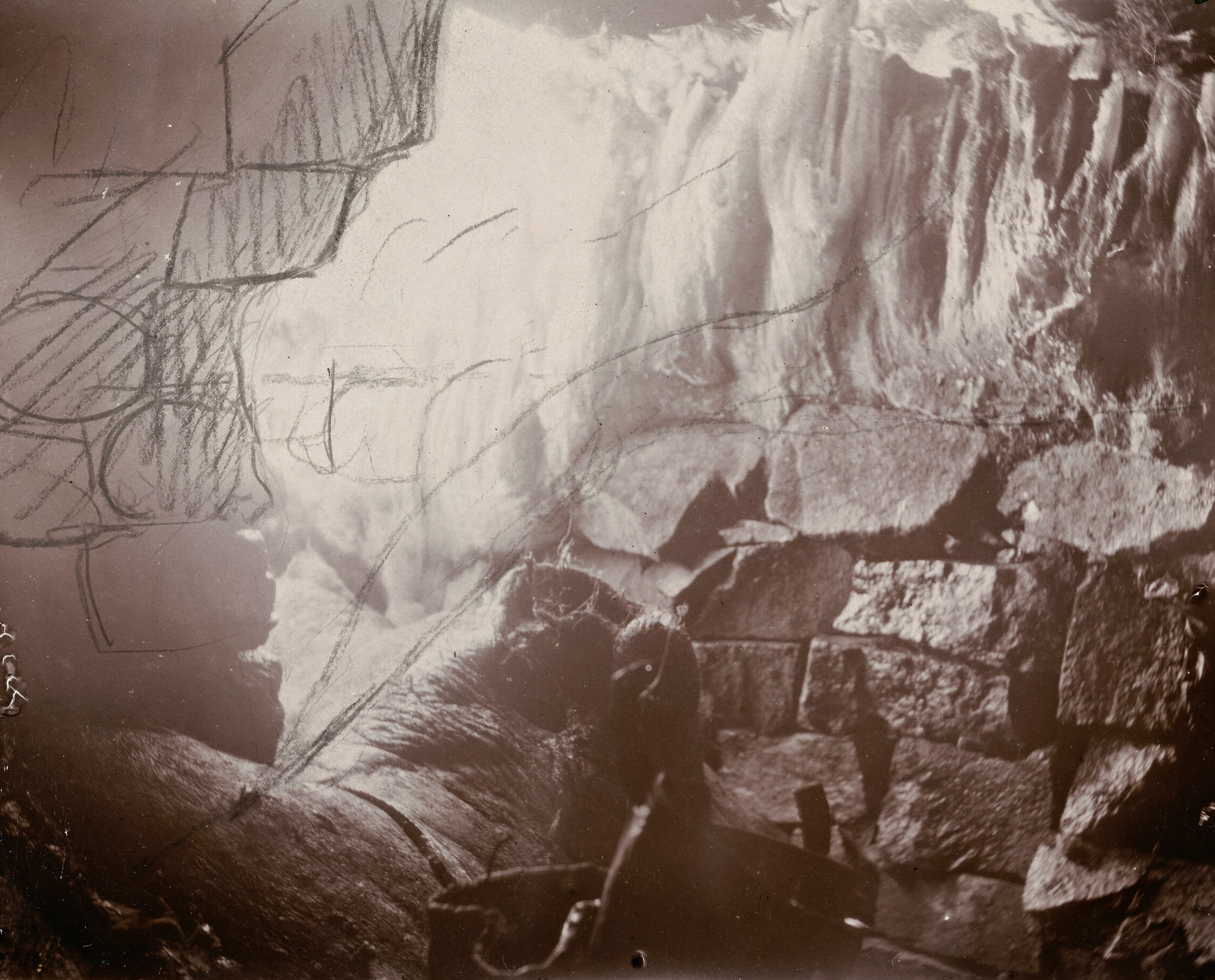
Внутрішній вигляд хатини
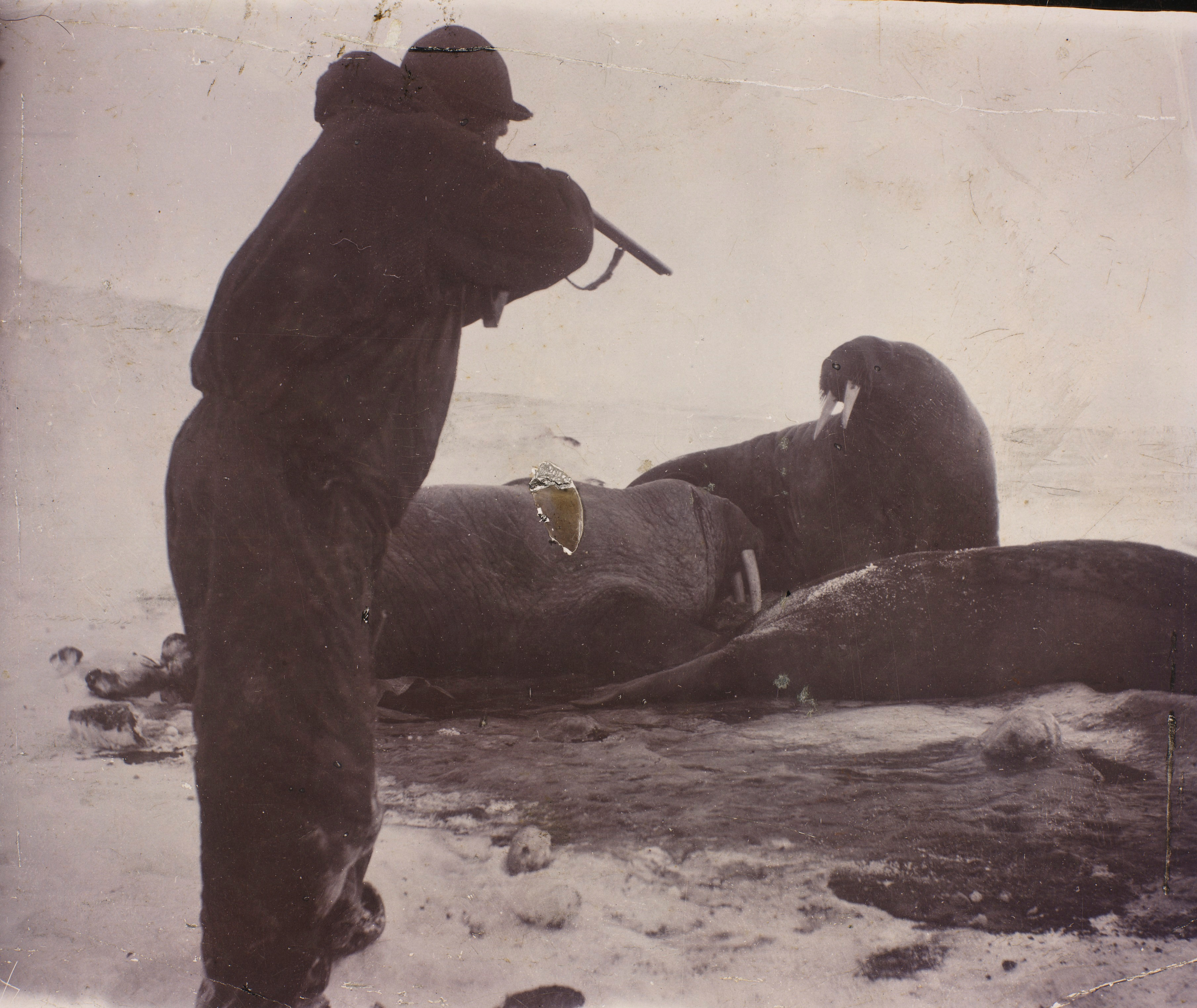
Йогансен стріляє в моржа
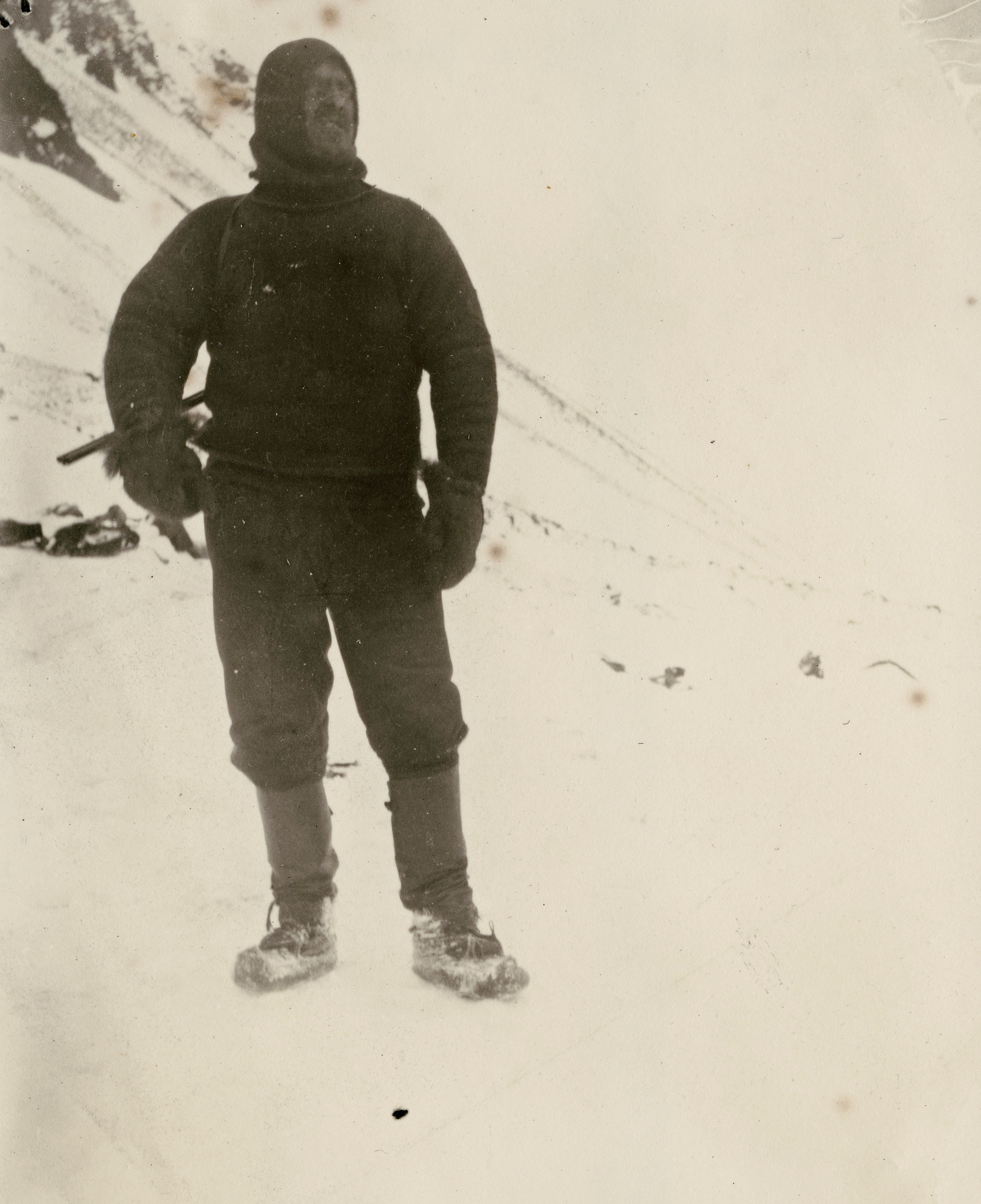
Нансен під час зимівлі

Температура в землянці підтримувалася на рівні замерзання води, єдиним засобом освітлення та приготування їжі була жирова лампа, зроблена з оковки полозів нарт (з нейзильберу). Полярники харчувалися виключно ведмежим і моржевим м'ясом та салом, залишивши взяті з «Фрама» припаси для шляху на наступний рік. Невдалим було й вибране місце для зимівлі, з частими штормовими вітрами (одного разу вітром зламало лижі Йогансена та забрало й сильно пом'яло його каяк) і великими зграями песців, які розкрадали убоге майно зимівників (наприклад, линів або термометр). З березня довелося перейти на голодний пайок: кінчалися запаси, а залишки запасів з «Фрама» вкрилися грибком через вологість. Тільки 10 березня вдалося застрелити ведмедя, м'ясом якого зимівники харчувалися 6 тижнів. До того ж з березня по грудень 1895 року між Нансеном і Йогансеном підтримувалися тільки формальні відносини, й тільки в останній день року начальник запропонував своєму супутнику перейти на «ти» (проте, після повернення до цивілізації Нансен повернувся до колишнього офіційного звернення).
Зимівля Нансена і Йогансена є яскравим прикладом того, як мужність і вміння пристосовуватися до суворих умов Арктики дозволяють людині вийти переможцем навіть у винятково важких обставинах. Найскладнішим завданням було втримання психічної стійкості. Унаслідок зайнятості полюванням і пошуком місця зимівлі, в кінці серпня 1895 року і Нансен, і Йогансен перестали вести щоденники; начальник іноді робив короткі записи. Однак з 17 листопада Ялмар відновив докладні описи; безперервні записи Нансена поновилися через 10 днів. Роланд Хантфорд відзначав, що попри повні інтелектуальні й соціальні розбіжності, Нансен і Йогансен, очевидно, не сварилися, принаймні ніяких натяків на це немає в їхніх щоденниках. Нансен стримувався, коли Йогансен хропів, Фредерік Ялмар щосили намагався не проявляти емоції, якщо був незадоволений Нансеном. Щоденникові записи, переважно, містили філософствування, як і в «Життя Робінзона Крузо».

#### Похід 1896 року

Весняний похід Нансена і Йогансена 1896 року
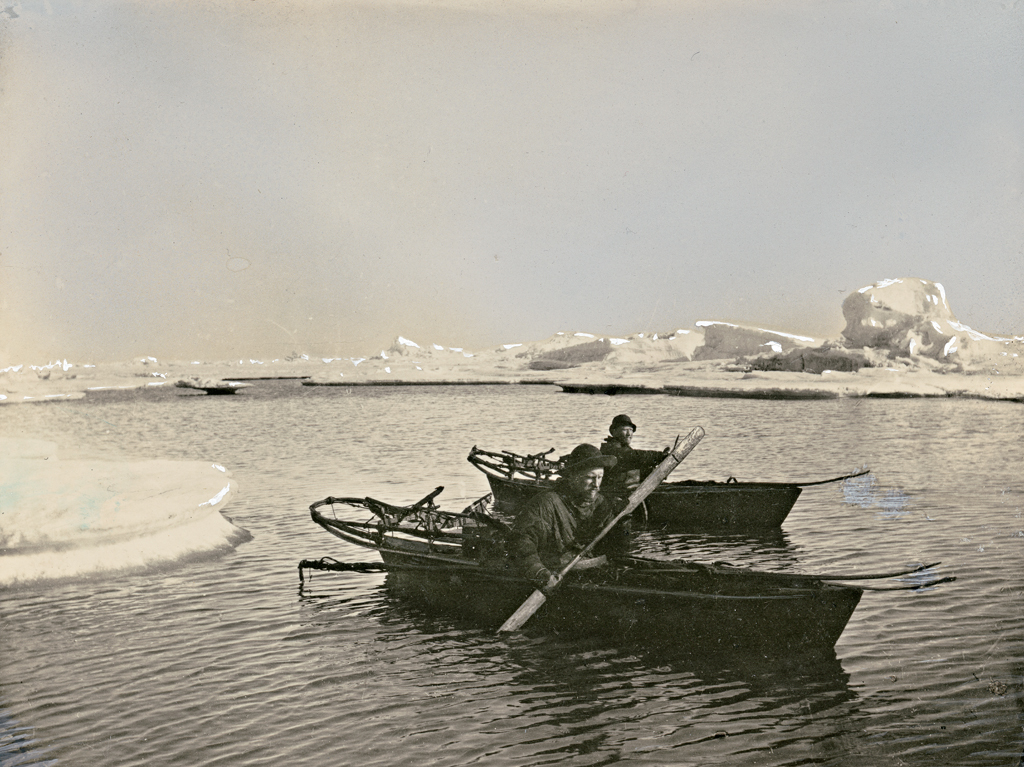
Мандрівники долають розводдя на каяках
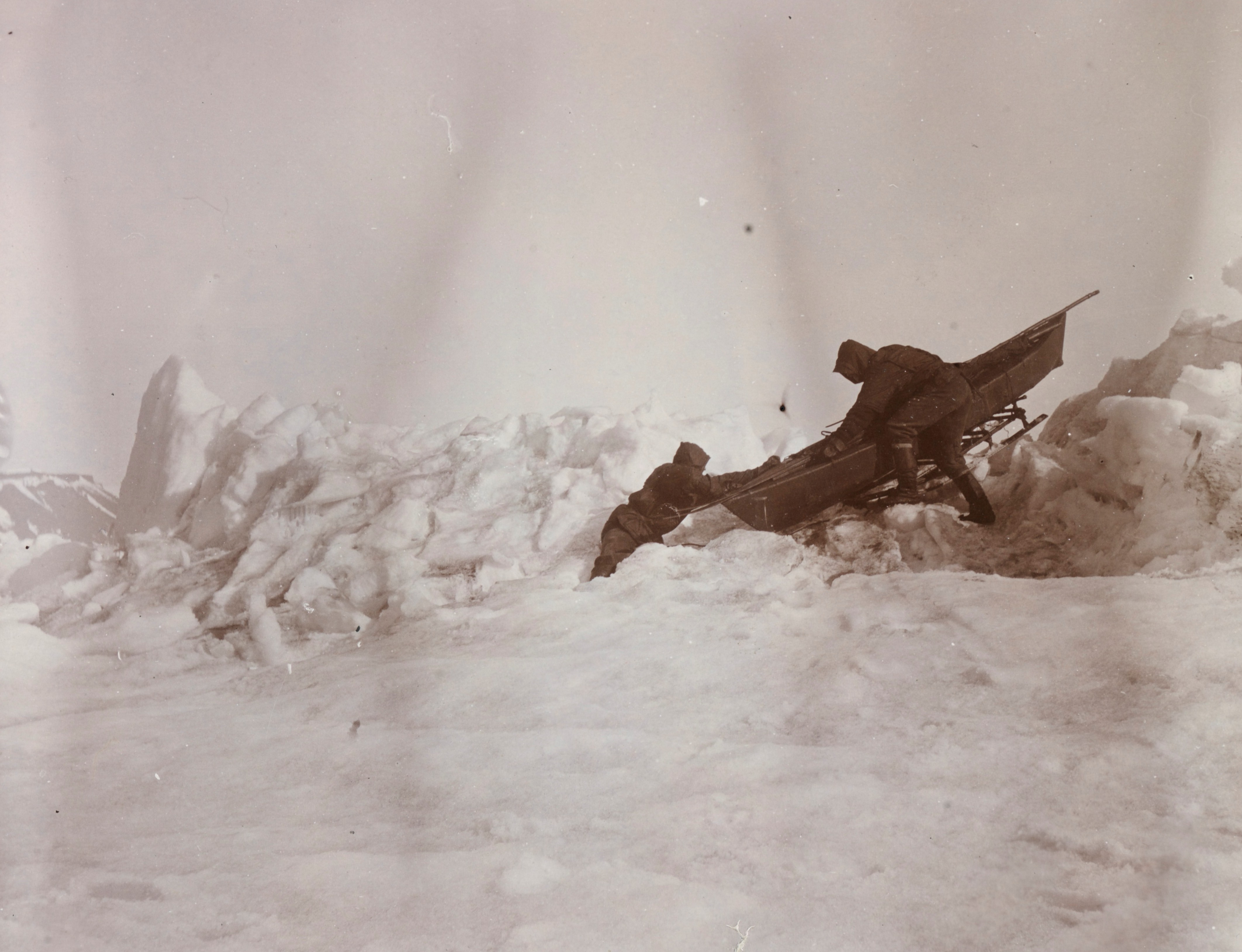
Через гребінь стиснення
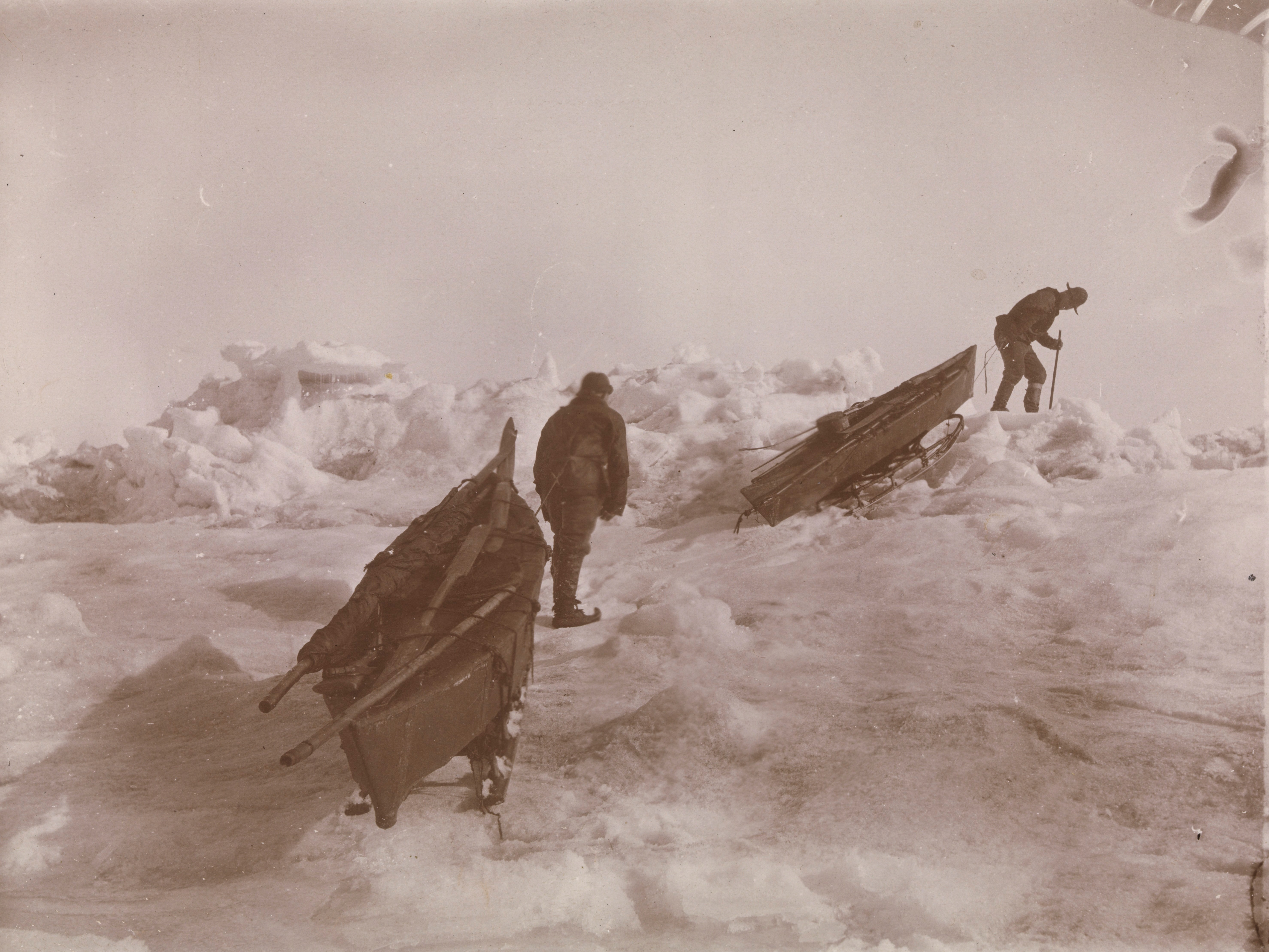
На марші в льодах
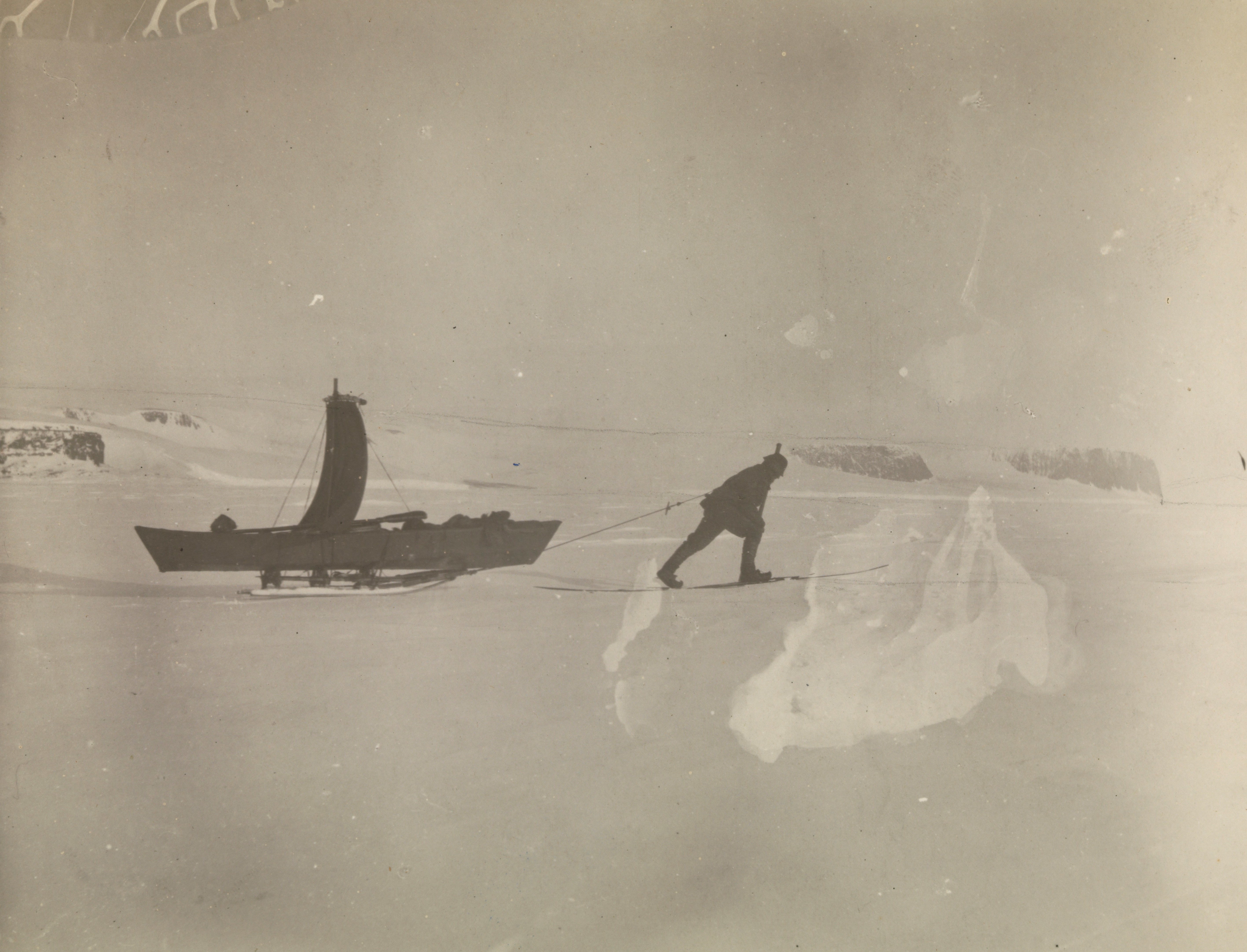
На вітрилах поблизу мису Мак-Клінток

Нансен і Йогансен хотіли почати підготовку до подорожі до архіпелагу Шпіцберген відразу після закінчення полярної ночі в 1896 році. Однак до кінця першої декади лютого начальник був вражений люмбаго й лише 11 лютого Йогансен приступив до очищення ведмежих шкур, з яких потрібно було пошити новий спальний мішок і похідний одяг. Птахи з'явилися 25 лютого, а 27-го числа погода дещо поліпшилася й мандрівники вперше за довгі місяці побачили Сонце. Усю другу половину березня та квітня мандрівники полювали, ремонтували одяг і взуття (до черевиків приладнали нові підошви з моржової шкури).
Тільки 21 травня 1896 року вони вирушили далі. Оскільки всі собаки були з'їдені ще в 1895 році, пересуватися доводилося пішки, розводдя долалися на каяках. Якщо дозволяв вітер, на нарти ставилися імпровізовані вітрила з ковдр (так робили при огинанні мису Мак-Клінток). 12 червня ледь не сталася катастрофа: полярники розташувалися на березі для полювання, коли сильним вітром пов'язані каяки понесло в море. Нансен, ризикуючи життям, доплив до каяків і повернув майно, складене на їх борту. Здоров'я його при цьому не постраждало. 15 червня Нансен ледь не потонув, коли морж розпоров парусиновий борт каяка, на щастя не завдавши йому тілесних ушкоджень.
17 червня 1896 Нансен під час приготування їжі почув собачий гавкіт. Не повіривши своїм вухам, він вирішив сходити на розвідку й випадково наткнувся на Фредеріка Джексона, який зі своєю експедицією з 1894 року перебував на мисі Флора.
Нансен описував це так:
|  | З одного боку стояв європеєць в картатому англійському костюмі й високих чоботях, цивілізована людина, гладко поголений і підстрижений, від якого пахло ароматичним милом ...; з іншого - одягнений у брудні лахміття, перемазаний сажею й ворванню дикун, з довгим скуйовдженим волоссям і щетинистою бородою, з лицем настільки почорнілим, що природний світлий колір його ніде не проступав ... |

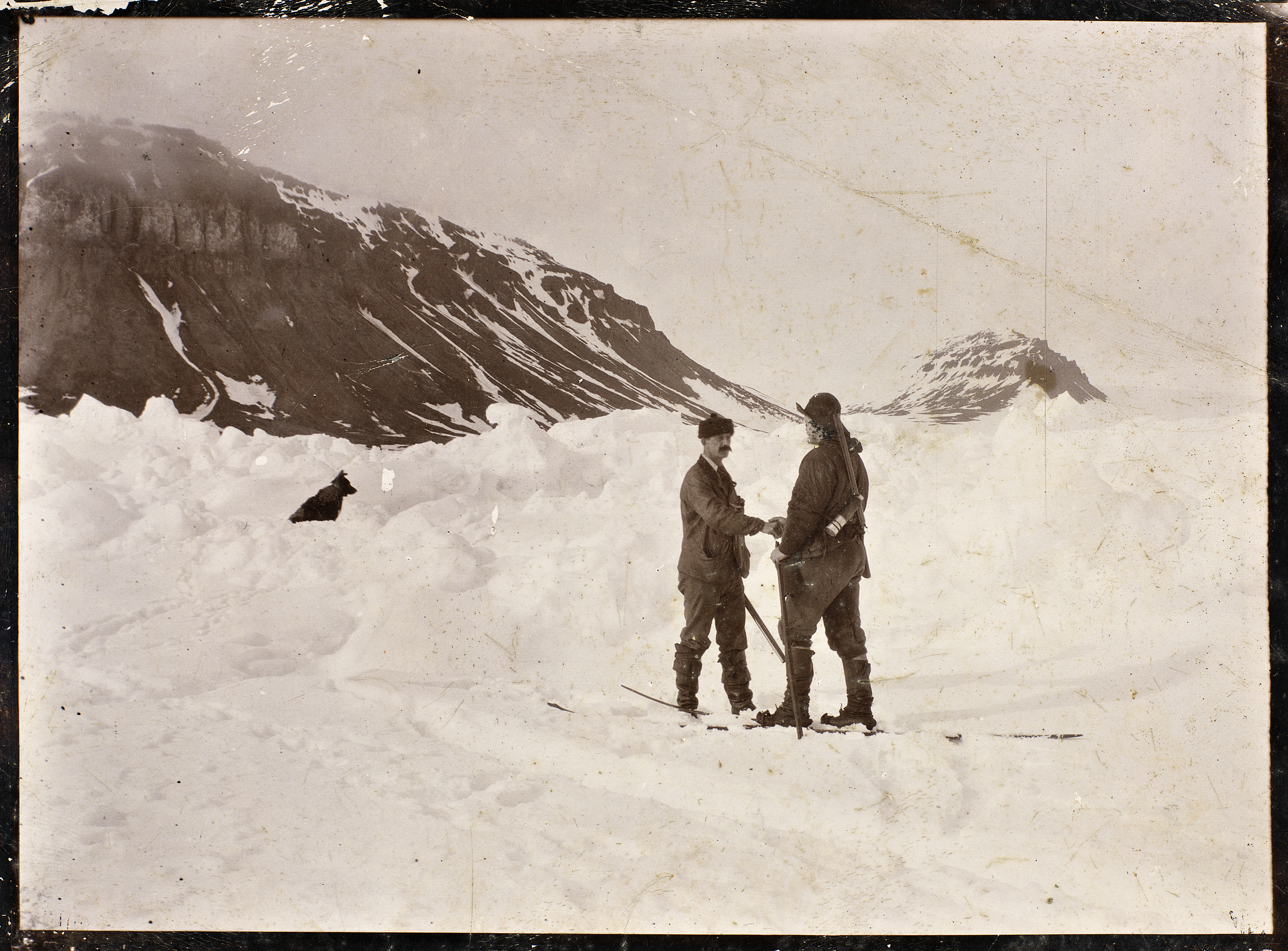
Зустріч Нансена й Джексона. Фотографія зроблена через кілька годин після їхньої дійсної зустрічі

Джексон при зустрічі був упевнений, що «Фрам» загинув, а Нансен і Йогансен — єдині, кому вдалось вижити. Незабаром він переконався у своїй помилці, як зі слів і щоденників Нансена, так і з результатів лікарського огляду. На базі Джексона після зважування з'ясувалося, що після важкої зимівлі й переходу Нансен поважчав на 10 кг, а Йогансен — на 6 кг. Полярники понад місяць провели на мисі Флора, звикаючи до цивілізованого життя й займаючись геологічними дослідженнями. Зіставлення карт Нансена й Джексона дозволило уточнити розміри архіпелагу. Крім того, виявилося, що в березні Джексон не дійшов до Нансена і Йогансена всього 35 миль, бо він не міг подолати розводдя. 26 липня 1896 року в мис Флора прибула яхта Windward, на якій Нансен і Йогансен повернулися до Норвегії, прибувши до Варде 13 серпня. Нансен негайно відправив телеграму прем'єр-міністру Ф. Гагерупу, яка закінчувалась словами: «Повернення »Фрама« очікую цього року».

### Дрейф «Фрама» з березня 1895 по серпень 1896 років

#### Березень— грудень 1895 року

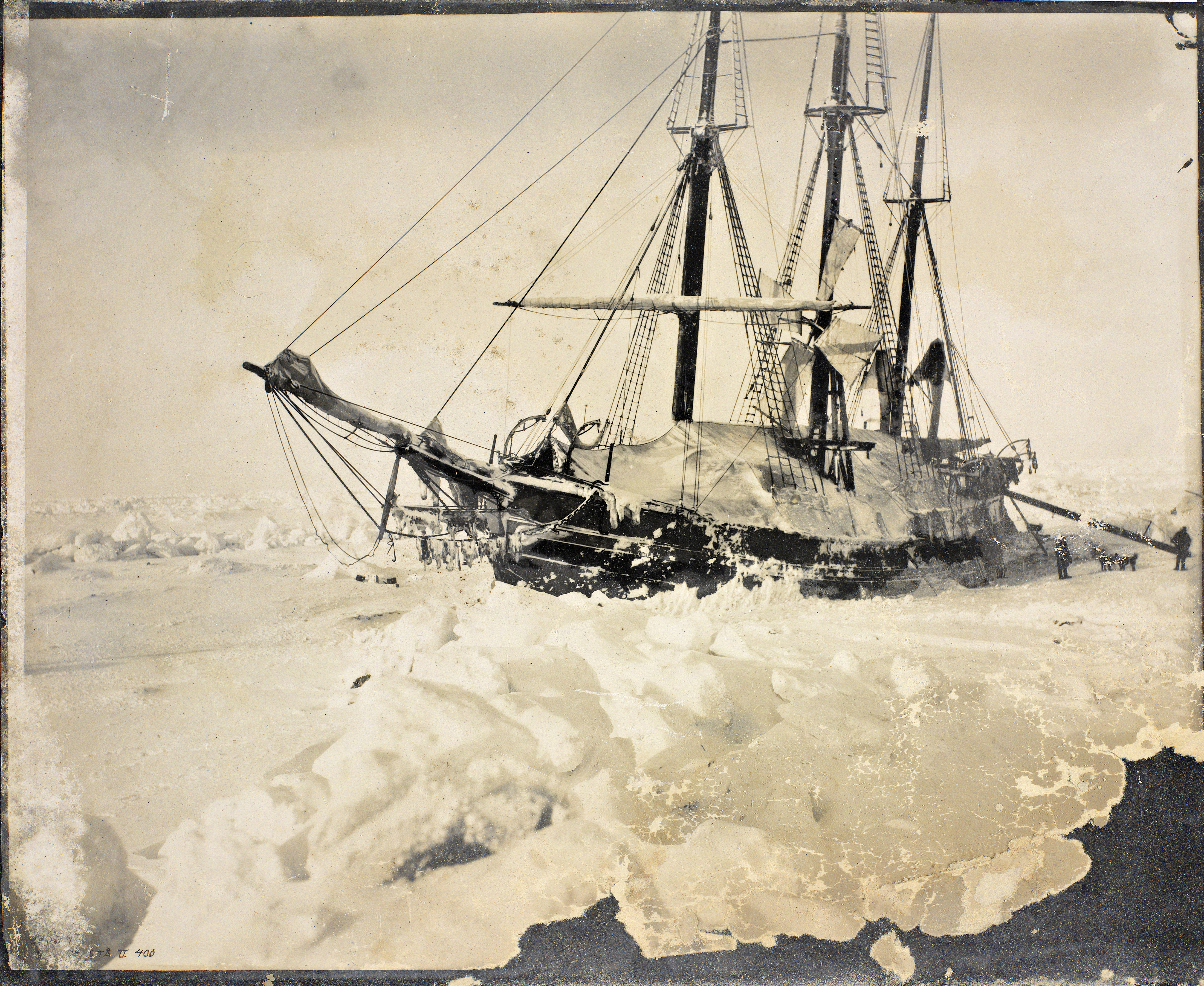
"Фрам"заблокований торосами в березні 1895 року

14 березня 1895 року, перед відправленням, Нансен залишив Свердрупу лист-інструкцію, яка передає всю повноту влади в експедиції командиру «Фрама». Проводжати Нансена і Йогансена вирушили Скотт-Гансен, Генріксен і Петерсен. Для їхнього повернення Свердруп розпорядився палити навколо судна багаття й повісити на грот-щоглу дуговий електричний ліхтар.
Після відправлення Нансена істотно змінився настрій на борту. Як будь-хто, начальник прагнув заповнити собою весь простір, тому підлеглі могли захоплюватися ним, коли в нього був гарний настрій і страждати від його поганого настрою та егоцентризму. У щоденниках решти членів команди, навіть Свердрупа, виражалася радість щодо того, що Нансен йде; однак Скотт-Гансен розумів, що йому й капітану доведеться брати на себе повноту відповідальності, в тому числі за підтримку дисципліни. Штурман Якобсен ще більш відверто писав у своєму щоденнику, що «Нансен поняття не мав, як управляти кораблем, хоча він… добре розбирався в тому, як зробити капітана безсилим у тих питаннях, які його безпосередньо стосувалися… і, таким чином, підірвав дисципліну…». Свердруп був зовсім іншим типом керівника: завжди рівний у спілкуванні, методичний, він ніколи не дратувався й не кричав, а також не відчував необхідності в схваленні своїх дій від підлеглих. Свердруп, ставши одноосібним главою експедиції, тримав дистанцію з підлеглими: наприклад, вважав за краще важливі теми обговорювати віч-на-віч у своїй каюті, а також час від часу відправлявся на полювання або лижні прогулянки на самоті, щоб екіпаж міг розв'язувати свої проблеми, не вдаючись до його авторитету, або просто вилаяти начальство для заспокоєння.

До моменту відходу експедиції на санях, «Фрам» перебував на 84°04' пн. ш. і 102° сх. д. Ніс його був звернений на південний схід. Судно вмерзло в лід семиметрової товщини й нахилилося на лівий борт. Вичавлений лід проходив біля шканців до релінгів. Відразу після відходу санного загону Свердруп змусив команду очистити «Фрам» від торосів, одночасно на Великому горбі, що утворився 27 січня, була обладнана кузня й евакуаційний склад. Свердруп постійно дбав про зайнятість команди, з 1 травня 1895 року було запроваджено обов'язкові лижні тренування для всіх з 11:00 до 13:00. У березні-квітні команда упорядковувала житлові приміщення, була проведена генеральна ревізія одягу і взуття, багато довелося шити заново або капітально ремонтувати. В особливому дефіциті були рукавиці й рукавички для зовнішніх робіт і ходьби на лижах — ніхто не передбачив їхнього зносу. Крім того, на кожну людину припадало всього три пари рукавиць. Механік Амундсен відремонтував і налаштував орган у кают-компанії, на якому можна було тепер грати за допомогою пульта або запускати механічні ноти. У червні було зроблено неприємне відкриття: щоб запасу тютюну вистачило всім курцям до кінця експедиції, довелося вводити раціонування.

Експедиція на «Фрамі» в сезон 1895—1896 років
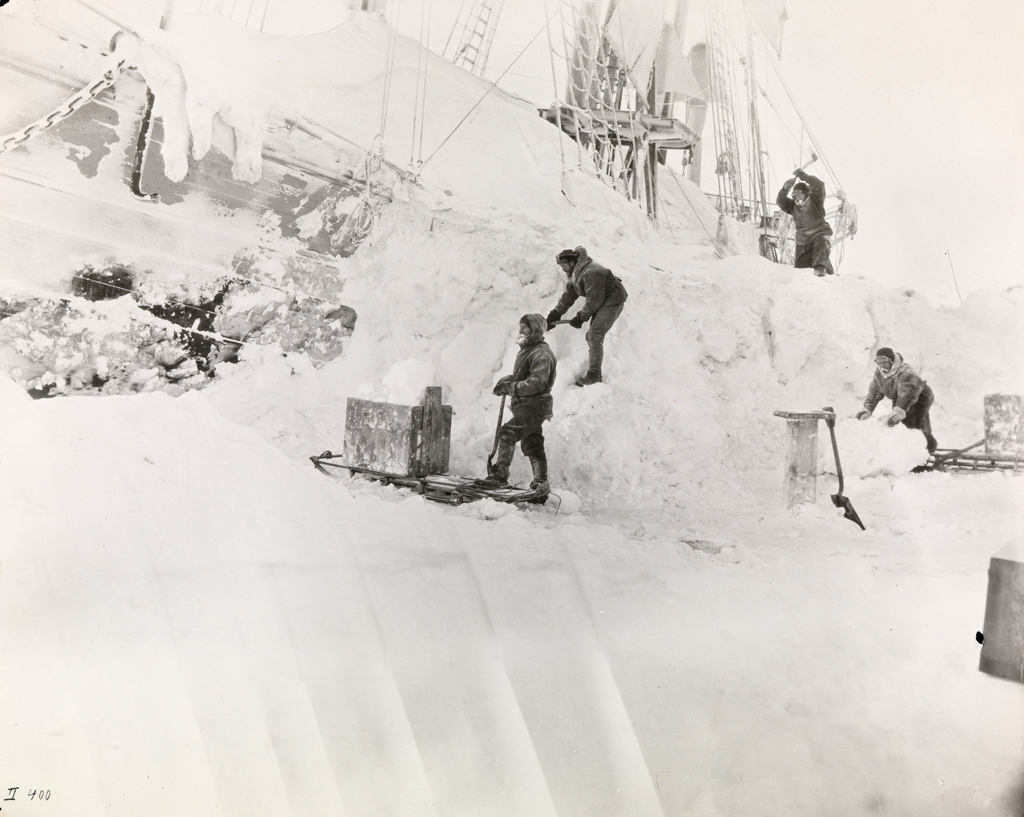
Команда «Фрама» звільняє корабель від торосів, березень 1895 року
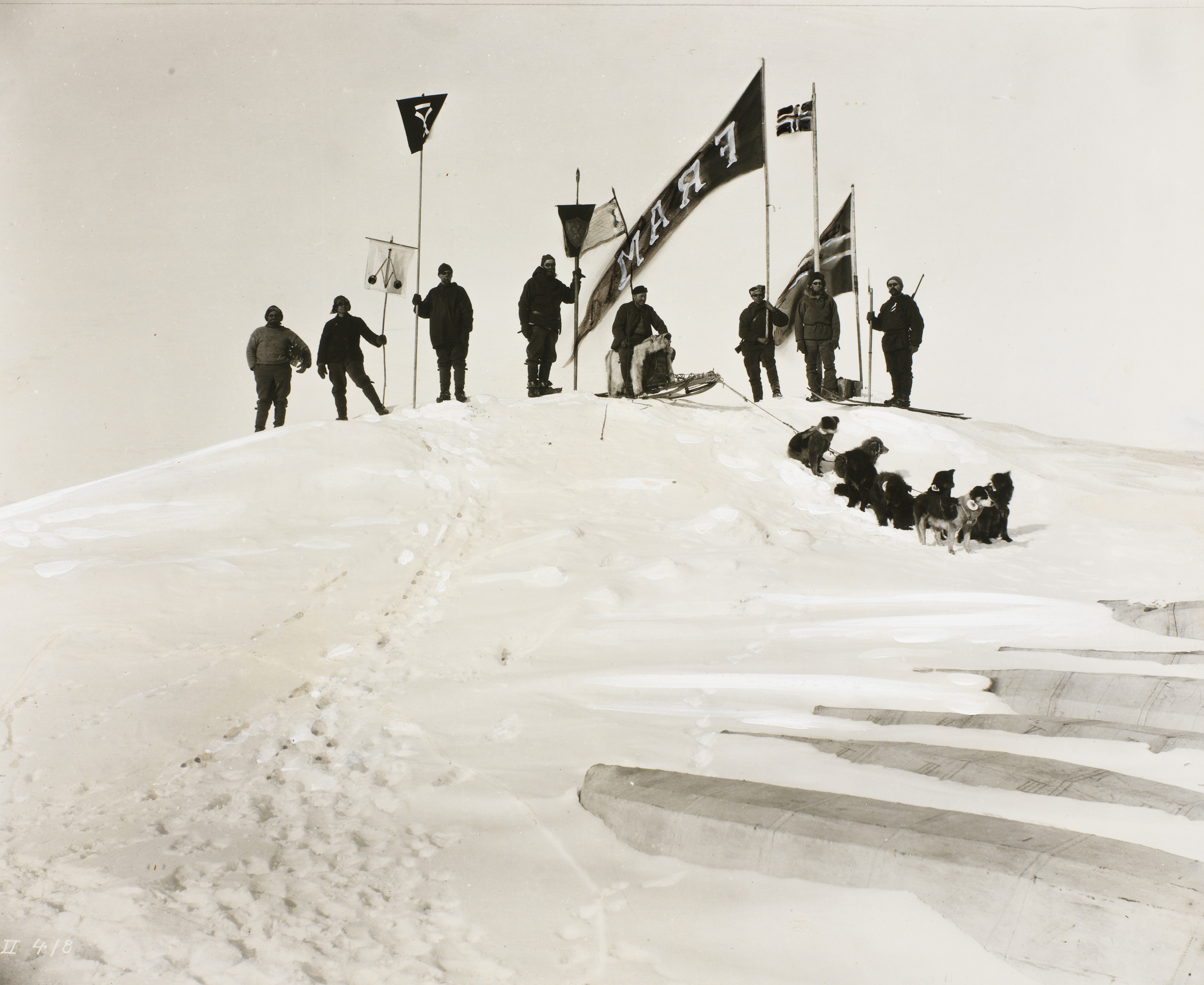
Святкування Дня Конституції Норвегії. 17 травня 1895 року
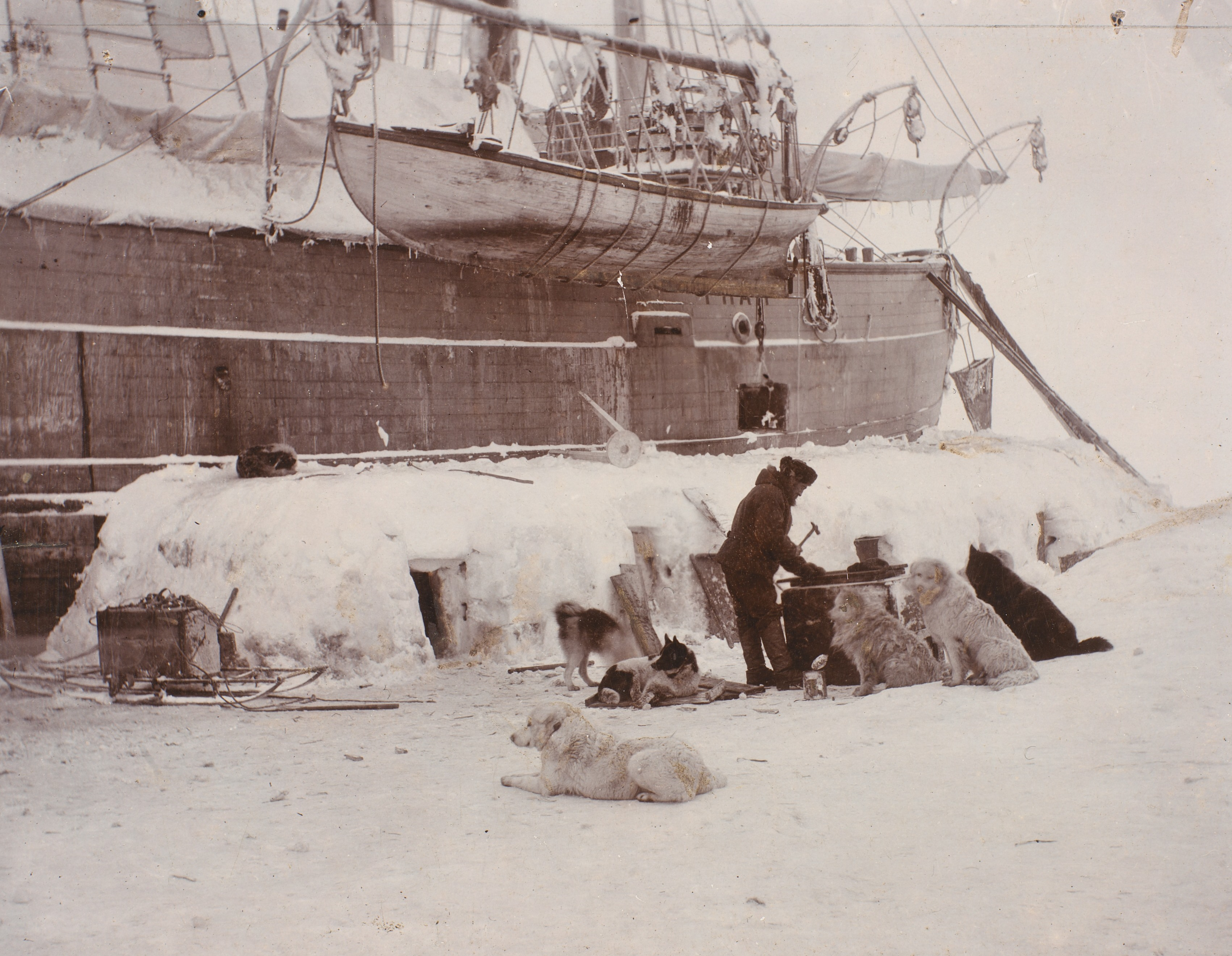
Ковальські роботи на льоду. Добре видно собачі будки, зроблені зі снігу та льоду
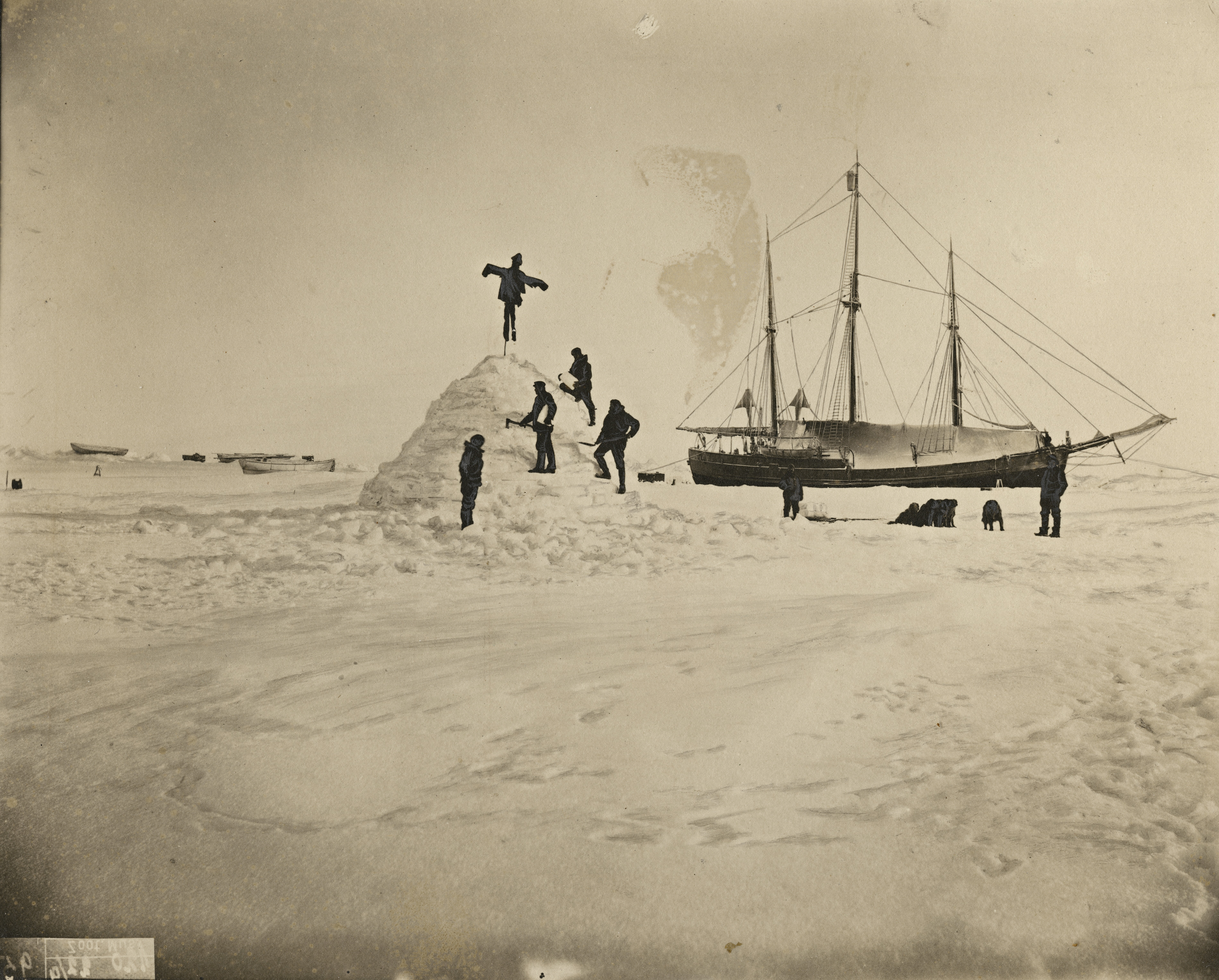
Будівництво магнітної обсерваторії Скотт-Гансена, 22 вересня 1895

На борту стало просторіше: Свердруп перебрався в каюту Нансена, а штурман Якобсен, який до того жив в чотиримісній каюті (в якій опинилось 5 людей, включаючи Бентсена), перейшов в колишнє командирське житло. Через зношеність вітряка довелося демонтувати електричне освітлення й перейти на гасові лампи вже в перший тиждень червня. За відсутності Нансена стало більше проблем з пияцтвом на борту: більшість членів команди взяли з собою запаси алкоголю. Найбільш схильними до запоїв виявилися Мугста, Юелл і Нурдал. Улюбленим алкогольним напоєм в кают-компанії був «Шато ля Фрам» — винахід Свердрупа: сік брусниці й чорниці, змішаний зі спиртом. На святкування дня норвезької конституції 17 травня екіпаж, за щоденниковими записами Скотт-Гансена, весь напився; втім, Свердруп уникав згадки про це у звіті експедиції. З літа 1895 року доктор Блесинг щодня робив собі уколи морфіну. Люди придумували всілякі розваги: наприклад, якийсь жартівник замінив Петерсену дріб в патронах сіллю, так що коваль і метеоролог вважав себе нікчемним стрільцем. Петерсен навчився стріляти тільки на борту «Фрама», але вже до літа 1895 року збивав птахів на льоту. Свердруп скаржився, що у свій час на «Фрамі» стало модно голити голови. Знову дійшло до бійки між Мугстом і Нурдалем, причиною якої (судячи з щоденника Якобсена) було те, що Нурдал сякався в каюті.

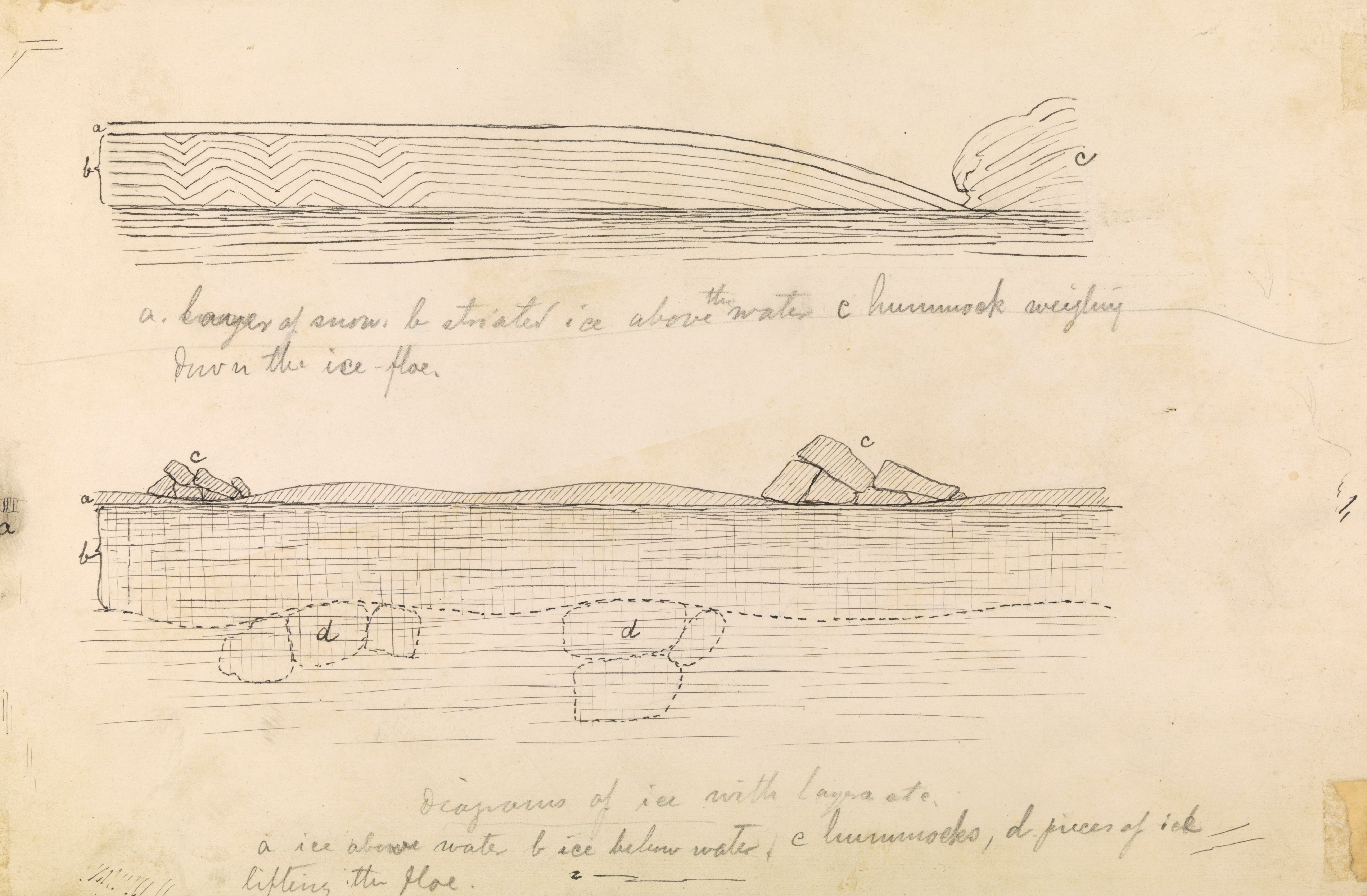
Гляціологічні замальовки Нансена, що зображують процес утворення пакових льодів

Дрейф тривав успішно: 15 листопад 1895 року «Фрам» досяг 85°55'пн. ш., тільки на 35 км південніше від крайньої точки, досягнутої Нансеном у квітні того ж року, а 28 листопада судно досягло 60°сх. д. — на цьому меридіані перебувала Нова Земля. Головним науковим відкриттям цього періоду стало виявлення тонких пластів глибинного льоду, що утворюється на кордоні охолодженої солоної води й прісної води за спокійної погоді, коли не відбувається їхнє перемішування.
Нансен і Йогансен залишили на борту 7 собак, але вже у квітні 1895 року їх стало 19. У серпні через танення льодів судно виявилося на плаву і в трюмі та машинному відділенні почала протікати вода — ймовірно, в попередні зими лід намерзав в пазах обшивки. Капітан розпорядився спустити на лід шлюпки й організувати евакуаційний склад, що й було зроблено 13 і 14 серпня. Крім того, 14 серпня Скотт-Гансен і Нурдал підвели дві міни під особливо небезпечний торос і підірвали його. Через тепле літо з частими дощами й нульовими температурами для собак довелося будувати спеціальні буди з брезентовим верхом і дощатим покриттям. У вересні 1895 року Скотт-Гансен побудував для магнітних спостережень спеціальний павільйон з крижаних брил за зразком ескімоської іглу. 8 жовтня Скотт-Гансен і Мугста вирішили зімітувати евакуацію й протягли нарти з вантажем 115 кг з 09:30 до 17:00, пройшовши за цей час близько 12 км від судна і назад. Більше таких експериментів не проводили. Оскільки Блесинг остаточно став наркоманом, з 17 листопада Свердруп повністю позбавив його доступу до суднової аптеки, хоча й був змушений видавати малі дози наркотику, щоб він міг пережити синдром відміни. З 20 листопада були знову введені обов'язкові прогулянки на свіжому повітрі. У цілому, після настання полярної ночі командою опанувала апатія, а Скотт-Гансен писав у щоденнику, що вони ледь-ледь терплять один одного.

#### Січень— серпень 1896 року

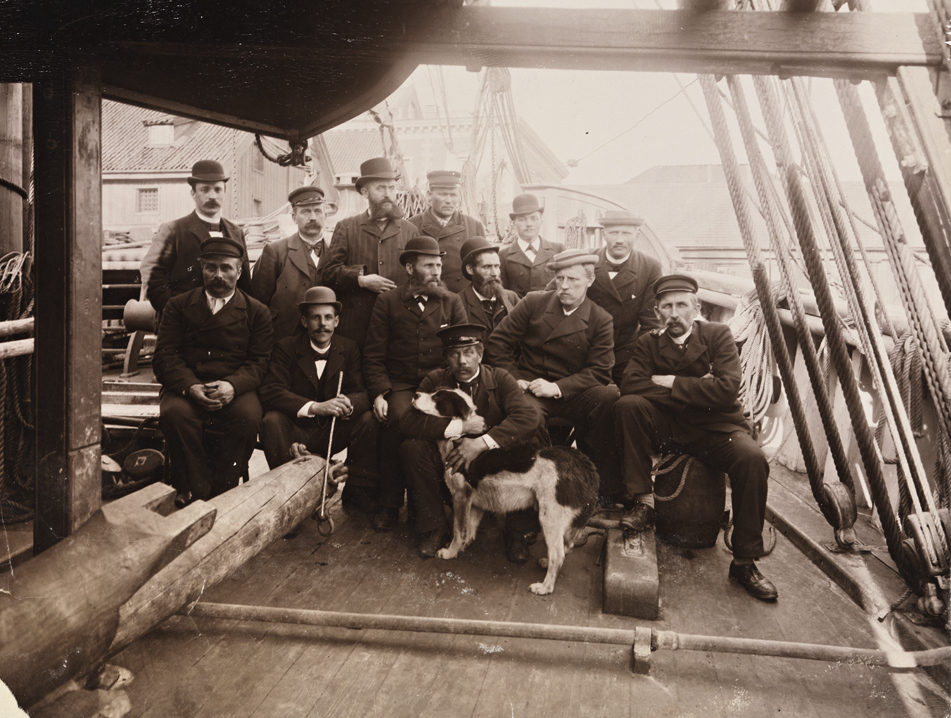
Команда «Фрама» в повному складі: вгорі зліва направо: Блесинг, Нурдал, Мугста, Генріксен, Петерсен, Йогансен. Сидять: Бентсен, Скотт-Гансен, Свердруп, А. Амундсен (із собакою), Якобсен, Нансен, Юелл

Початок 1896 року почався морозом -43 °C, різдвяні та новорічні свята пройшли як і завжди, хоча Скотт-Гансен з цього приводу написав у щоденнику, що «відчуває все більшу огиду до пияцтва». Сильні льодові стиснення цього разу почалися в лютому. Найхолоднішим днем було 15 січня, коли температура опустилася до -52 °C. 22 лютого здійнявся сильний шторм, сила вітру сягала 17 м/сек, при цьому до кінця тижня неможливо було опалювати піч — тяга була відсутня. 28 лютого вперше з'явилися ведмеді: вже 14 місяців команда «Фрама» не бачила свіжого м'яса. Поступово закінчувалися й інші запаси: остання кава була випита на третю річницю відплиття з Норвегії, 24 червня.
Сонце в 1896 році зійшло 3 березня. 13 квітня проводилися порівняльні спостереження координат за допомогою теодоліта й секстанта — за теодолітом працювали Свердруп і Скотт-Гансен, за секстантом — Нурдал. Свердруп заключив, що похибка при цьому не перевищує 2', але якщо погода не ідеальна або спостерігаються міражі, то можна користуватися тільки теодолітом.
У квітні почалося танення льоду, тому вміст всіх складів було переміщено в трюми «Фрама». Нарешті в травні 1896 року з'явилися ознаки того, що «Фрам» може звільнитися в тому ж році: чергове стиснення 13 травня відкрило широку ополонку-канал. За повідомленнями Свердрупа, проходила вона вздовж горизонту. 19 травня вперше з 1893 року запустили парові двигуни, проте очищення гвинтового й кермового колодязів та їхнє пропарювання затягнулися, тому парову машину запустили тільки 21-го (в той день Нансен і Йогансен покинули свою зимову хатину). 3 червня «Фрам» остаточно звільнився з льоду й встав на плав. Однак далі надовго встановився південний вітер, який стримував просування; команда розважалася полюванням. 10 липня командир і штурман настріляли 23 птиці, а потім Свердруп пішов на ведмедя. Для капітана Свердрупа на той час було два джерела неспокою: потрібно було заощаджувати вугілля (хоча штурман Якобсен говорив, що краще спалити трохи більше палива, ніж залишитися на четверту зимівлю) і 15 липня стався рецидив морфінізму Блесинга. Вітер змінився тільки 11 серпня, розбивши щільні крижані поля. О 03:15 13 серпня, пройшовши 180 морських миль в льодах за 28 ходових днів, «Фрам» закінчив 1041-денний дрейф. Він знаходився на північ від Шпіцбергена.
14 серпня 1896 року «Фрам» прибув на острів Данскея, де команда відвідала інженера Соломона Андре, що мав намір підкорити Північний полюс на повітряній кулі. Про Нансена не було звісток, тому Свердруп вирішив йти на батьківщину, і якщо Нансен все ще не повернувся, запастися паливом і йти на пошуки. Перехід до Норвегії здійснювався за попутного вітру, швидкість судна часом досягала 9 вузлів. Вночі 20 серпня «Фрам» кинув якір в Скйорве (нині Шервьой), де Свердруп дізнався про повернення Нансена тиждень тому. У повному складі експедиція зустрілася в Тромсе о 16:00 23 серпня 1896 роки після 17 місяців розлуки.

## Після експедиції

### Чутки
Значна частина засобів масової інформації була налаштована до планів Нансена вкрай негативно. У лондонських ілюстрованих і сатиричних виданнях друкувалися відверто образливі матеріали. Норвезький журналіст Рольфс і професор Бреггер опублікували біографію під промовистою назвою: «Ф. Нансен. 1861—1893». Проте, вже з 1894 року однією з головних тем для «газетних качок» став факт підкорення ним Північного полюса. Одна з перших сенсацій такого виду була роздута газетою «Le Figaro» у квітні 1894 року. Єва Нансен в 1895 році отримала лист від якогось ясновидця, який, нібито, було послано з Північного полюса. «Нью-Йорк таймс» в 1895 році опублікувала серію репортажів нібито з Іркутська від «агента Нансена», які стали причиною ажіотажу навіть у Національному географічному товаристві.Серйозні дослідники не звертали уваги на чутки. Першим на батьківщині Нансена зустрів ініціатор його теорії — професор Мон, який перебував в Тромсе.

### Тріумф

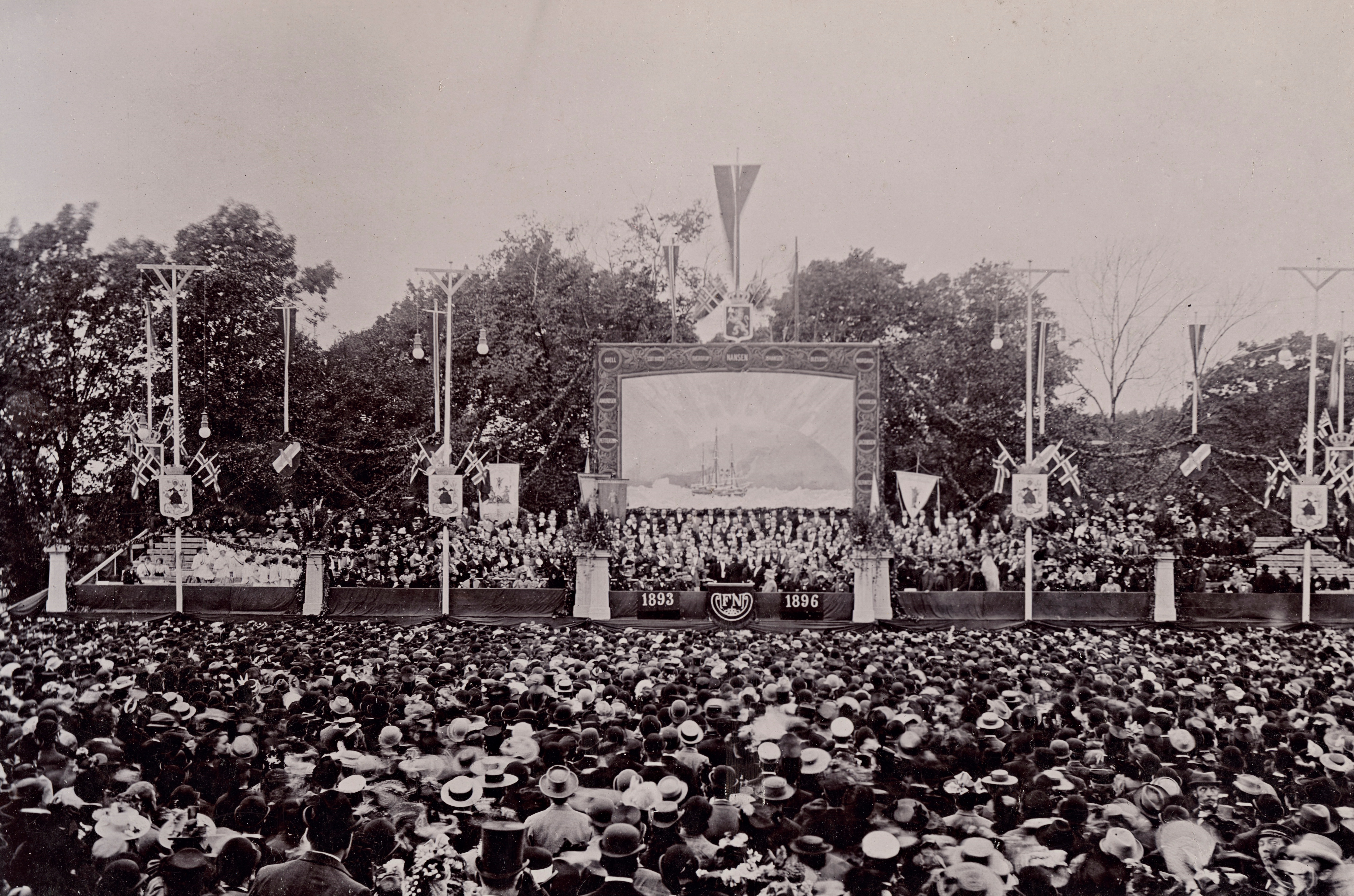
Урочисте вшанування учасників експедиції в Христянії. 9 вересня 1896 року

Повернення «Фрама» перетворилося в національне свято. Весь шлях від Тромсе до Християнії (23 серпня — 9 вересня 1896 року) неодноразово супроводжувався вшануванням у кожному порту. Судно йшло на буксирі та була найнята тимчасова команда. Серед неї був Адольф Ліндстрем. По дорозі в Берген на «Фрам» сів барон Е. В. Толль, який незабаром став керівником Російської полярної експедиції. Від імені Росії він вітав Нансена на королівському бенкеті. У Християнії «Фрама» зустрічав військово-морський флот у повному складі, а на шляху на королівську аудієнцію команда Нансена пройшла через тріумфальну арку, утворену тілами 200 гімнастів. Студенти університету увінчали команду лавровими вінками.
Нансен був нагороджений Великим хрестом ордена св. Олафа; Свердруп і К. Арчер отримали командорські хрести першого класу; Блесинг, Скотт-Гансен і Йогансен стали лицарями св. Олафа. Усі вони були нагороджені пам'ятною медаллю «Фрама», решта 7 членів команди не отримали ніяких нагород на тій підставі, що в них «не було вищої освіти».
У 1897 році російський уряд за клопотанням Російського географічного товариства нагородив Ф. Нансена орден св. Станіслава 1-го ступеня, а рада Товариства затвердила присудження йому Костянтинівської золотої медалі, вищої нагороди «за досконалий незрівнянний подвиг, що становить епоху в дослідженні Північного Льодовитого океану…». Вручення відбулося під час візиту вченого в Росію 28 квітня 1898 року в залі Петербурзького дворянських зборів. Ще 18 квітня 1898 року Петербурзька академія наук обрала Ф. Нансена своїм почесним членом.

### Книги

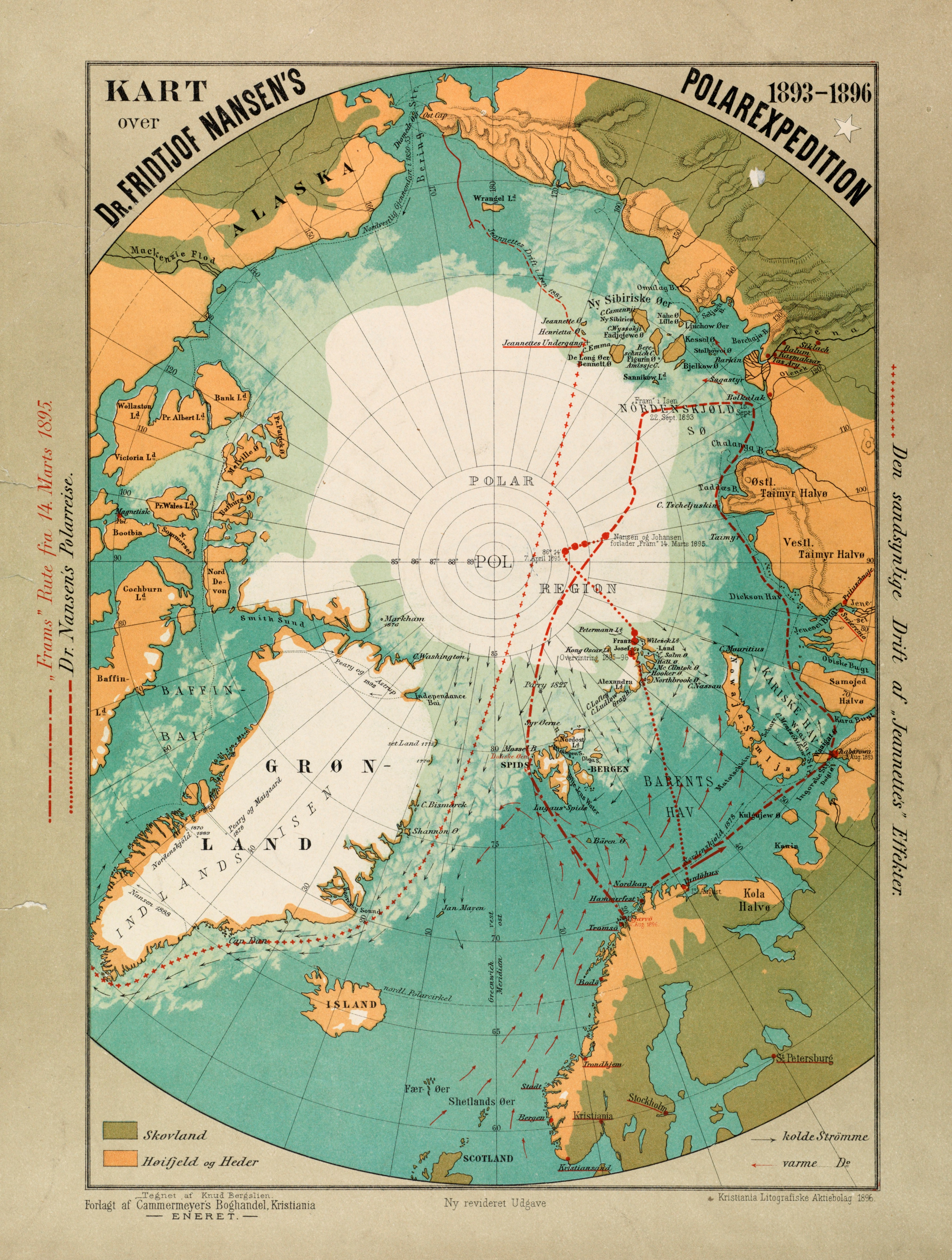
Норвезька карта експедиції з позначенням маршрутів вільного плавання й дрейфу «Фрама», походу Нансена і Йогансена. Позначений також передбачуваний дрейф останків «Жаннетти»

Нансен дуже швидко підготував опис експедиції у двох томах Fram over Polhavet. Den norske polarfærd 1893—1896 (1897): текст розміром 300 000 слів був готовий вже до кінця листопада 1896, а його англійський переклад — до січня наступного року. Ця книга негайно була перекладена на німецьку, шведську та російську мови, але виходила під різними назвами: In Nacht und Eis: Die norwegische Polarexpedition 1893-96 («Під покривом ночі й у льоді: норвезька полярна експедиція 1893—1896 рр.»); Farthest North («Далі на північ»). Російські дореволюційні переклади зазвичай називалися «В стране льда и ночи» (1898, 1902) й робилися як з норвезького оригіналу, так і зі шведського перекладу. Переклади радянського часу називалися «„Фрам“ в Полярном море» (1940, 1956, перевидання 2007, 2009). Гонорари від цього видання зробили Нансена заможною людиною — видавець Ашехуг виплатив аванс у 88 000 крон, а 15 лютого 1897 року англійський видавець виплатив 10 000 фунтів стерлінгів — нечувана на той час сума за опис полярної експедиції; майже миттєво розійшовся й перший тираж обсягом 40 000 примірників. Позитивні рецензії підготували Леслі Стівен і князь Кропоткін.
Нариси про свою участь в експедиції написали Ялмар Йогансен («Selv-anden på 86°14»), а також електрик Б. Нурдал («Framgutterne: Tre aar gjennem skrugar og nat: Beretning om nordpolsfærden») і командир корабля Отто Свердруп («Звіт про плавання „Фрама“ з 14 березня 1895 по 20 серпня 1896 рр.», що друкується у вигляді додатку до книги Нансена). Сюжетна канва книг Йогансена й Нурдала відтворювала звіт Нансена, хоча деякі деталі відрізнялися.
Наукові результати експедиції оброблялися великим колективом учених протягом 10 років. Були видані в Норвегії англійською мовою в шести томах під назвою The Norwegian North Polar Expedition 1893—1896 з 1900 по 1906 рік. Том третій — Oceanography of the North Polar Basin був написаний у 1902 році Нансеном. Кожна стаття в кожному томі видавалася з окремою нумерацією сторінок.

### Оцінка й спадщина
Хоча Нансену не вдалося досягти Північного полюса, за висловом сера Клемента Маркхема (голови Королівського географічного товариства): «норвезька експедиція розв'язувала всі географічні проблеми Арктики». Експедиція довела, що в районі Північного полюса відсутня суша, натомість відкривили існування океанського басейну. Нансен визначив, що в дрейфі пакових льодів величезну роль грає сила Коріоліса від обертання Землі. На підставі аналізу результатів експедиції, в 1902 році Нансен вивів два простих правила, що описують швидкість і напрямок дрейфу криги, відомі як «правила Нансена», які отримали широке практичне застосування в полярних експедиціях XX століття. Нансен також вперше детально описав процес зростання й танення пакових льодів, а також описав феномен «мертвої води».
Для полярників-дослідників і спортсменів величезну роль грають технологічні відкриття Нансена. Він вперше в широкому масштабі використовував досвід виживання ескімосів, а ряд його винаходів — легкі бамбукові нарти з металевими полозами й апарат для варіння їжі та одночасне розтоплювання питного льоду з ККД = 90 % використовуються й досі. Безліч полярних дослідників світового класу (Амундсен, Скотт, Шеклтон) користувалися досвідом Нансена і зверталися до нього за консультаціями.
Для великих полярних експедицій наступного періоду революційної виявилася тактика санних експедицій, випробувана Нансеном — собаки використовуються як тяглова сила, а в міру виснаження згодовувались своїм побратимам і людям — членам експедиції, економлячи продукти. Тільки завдяки цьому жорстокому методу виявилося можливим досягти й Північного (в 1908 або 1909 році), і Південного (в 1911 році) полюсів, ще й безнапасно повернутися.
Сучасники дуже добре оцінювали подвиг Нансена, виключення склали два американці. Роберт Пірі — майбутній підкорювач Північного полюса — висловив здивування, чому Нансен і Йогансен не могли повернутися на «Фрам» після своєї тритижневої подорожі до полюса. Насправді тільки 5 травня 1895 Нансен і Йогансен виявилися на одній широті з «Фрамом» — у 28 милях від нього. В умовах відсутності якої-небудь надійної сигналізації й швидкої зміни вітрів і течій повернення було неможливо. Адмірал Адольф Грилі категорично відкинув всі аргументи Нансена, та вже в 1896 році не забув дорікнути дослідника за те, що той «кинув своїх людей в сотнях миль від населеної землі», і тим самим «знехтував священним боргом начальника експедиції». Сучасний дослідник Ч. Джонсон писав, що Грилі, швидше за все, навмисне не брав до уваги, що експедиція на «Фрамі» не була пов'язана з військовою субординацією і не мала відношення до військово-морських сил. Він також ігнорував той факт, що Нансен, бувши начальником експедиції, мав право здійснювати будь-які дії, що сприяють загальному успіху місії. М. Б. Черненко коментував ситуацію так:
|  | Нансен не коментує злостиві судження Грилі щодо нього. Тим часом вони не тільки не є об'єктивними, а й елементарно недобросовісні. Грилі відмінно знав, що Нансен пішов у свій піший похід в той час, коли становище «Фрама» цілком визначилося й екіпаж судна під керівництвом свого капітана Отто Свердрупа дістав достатньо досвіду, що забезпечило його безпечне повернення на батьківщину. Сам по собі піший похід Нансена і Йогансена був видатним подвигом і схожих на нього майже немає в історії полярних досліджень. |

### Першоджерела

#### Опис експедиції
- Johansen H. Selv-anden på 86° 14': optegnelser fra den Norske polarfaerd 1893—96 :  [букмол]. — Kristiania : H. Aschehoug & Co Forlag, 1898.
- Nansen F. Fram over polhavet: den norske polarfærd 1893—1896 :  [букмол]. — Kristiania : H. Aschehoug & Co Forlag, 1897.
- Nansen F. Fram over polhavet: den norske polarfærd 1893—1896 : Med et Tillæg af Otto Sverdrup :  [букмол]. — Kristiania : H. Aschehoug & Co Forlag, 1897.
- Nordahl B. Framgutterne : Tre aar gjennem skrugar og nat : Beretning om nordpolsfærden :  [букмол]. — Kristiania : Edv. Magnussen forlag, 1898.
- Иогансен Я. Сам-друг под 86° 14' с. ш : Записки участника экспедиции на корабле «Фрам» / Пер. с подлинника А. и П. Ганзен. — СПб. : Типография министерства путей сообщения, издание О. Н. Поповой, 1899. — 216 с.
- Нансен Ф. Во мраке ночи и во льдах : Путешествие норвежской экспедиции на корабле «Фрам» к северному полюсу / Пер. со шведского М. Вечеслова, под ред. Н. Березина. — СПб. : Типография министерства путей сообщения, издание О. Н. Поповой, 1898. — 340 с.
- Нансен Ф. «Фрам» в Полярном море / Пер. З. Лопухиной. — М. : Географгиз, 1956. — Т. 1. — 368 с.
- Нансен Ф. «Фрам» в Полярном море / Пер. З. Лопухиной. — М. : Географгиз, 1956. — Т. 2. — 352 с.

#### Науковий звіт Норвезької полярної експедиції
Примітка: нумерація сторінок в кожній статті кожного тому роздільна
- The Norwegian North polar expedition, 1893—1896; scientific results : Published by the Fridtjof Nansen Fund for the Advancement of Science / Ed by F. Nansen. — L., Christiania, Leipzig : Longmans, Green and Co; J. Dybwad; F. A. Brockhaus, 1900. — Vol. I: I. The Fram, by Colin Archer. — II. The Jurassic fauna of cape Flora, Franz Josef land, by J. F. Pompeckj. With a geological sketch of cape Flora and its neighbourhood, by F. Nansen. — III. Fossil plants from Franz Josef land, by A. G. Nathorst. — IV. An account of the birds, by R. Collett and F. Nansen. — V. Crustacea, by G. O. Sars.
- The Norwegian North polar expedition, 1893—1896; scientific results : Published by the Fridtjof Nansen Fund for the Advancement of Science / Ed by F. Nansen. — L., Christiania, Leipzig : Longmans, Green and Co; J. Dybwad; F. A. Brockhaus, 1901. — Vol. II: VI. Astronomical observations arranged and reduced under the supervision of H. Geelmuyden. — VII. Terrestrial magnetism, by A. S. Steen. — VIII. Results of the pendulum observations and some remarks on the constitution of the Earth’s crust, by O. E. Schiotz.
- The Norwegian North polar expedition, 1893—1896; scientific results / Ed by F. Nansen. — L., Christiania, Leipzig : Longmans, Green and Co; J. Dybwad; F. A. Brockhaus, 1902. — Vol. III: IX. The oceanography of the North polar basin, by F. Nansen. — X. On hydrometers and the surface tension of liquids, by F. Nansen.
- The Norwegian North polar expedition, 1893—1896; scientific results : Published by the Fridtjof Nansen Fund for the Advancement of Science / Ed by F. Nansen. — L., Christiania, Leipzig : Longmans, Green and Co; J. Dybwad; F. A. Brockhaus, 1904. — Vol. IV: XI. Diatomaceæ from the ice-floes and plankton of the Arctic ocean, by H. Gran. — XII. The lower Silurian at Khabarova, by Johan Kiær. — XIII. The bathymetrical features of the North Polar seas, with a discussion of the continental shelves and previous oscillations of the shore-line, by F. Nansen.
- The Norwegian North polar expedition, 1893—1896; scientific results : Published by the Fridtjof Nansen Fund for the Advancement of Science / Ed by F. Nansen. — L., Christiania, Leipzig : Longmans, Green and Co; J. Dybwad; F. A. Brockhaus, 1906. — Vol. V: XIV. On the bottom deposits of the North Polar sea, by O. B. Boggild. With appendix I: Analyses of the bottom deposits, by O. Heidenreich and C. J. J. Fox. Appendix II: Thalamophora of the bottom deposits and the mud from the ice surface, by Hans Kiær. — XV. On dead-water: being a description of the so-called phenomenon often hindering the headway and navigation of ships in Norwegian fjords, and elsewhere, and an experimental investigation of its causes, etc., by V. W. Ekman. With a preface by V. Bjerknes. — XVI. Protozoa on the ice-floes of the North Polar sea, by F. Nansen.
- The Norwegian North polar expedition, 1893—1896; scientific results : Published by the Fridtjof Nansen Fund for the Advancement of Science / Ed by F. Nansen. — L., Christiania, Leipzig : Longmans, Green and Co; J. Dybwad; F. A. Brockhaus, 1906. — Vol. VI: XVII. Meteorology, by H. Mohn.

### Статті й монографії
- Брянский Л. Н. Метрология и экспедиция Ф. Нансена // КИПиС. — 2007. — Вип. 1 (12 серпня). Архівовано з джерела 1 березня 2021. Процитовано 6 березня 2021.
- Буманн-Ларсен Т. Амундсен / Пер. Т. В. Доброницкой, Н. Н. Фёдоровой. — М. : Молодая гвардия, 2005. — 558 с. — (Жизнь замечательных людей) — ISBN 5-235-02860-0.
- Глушков В. В.. Жизнь — во имя науки, на благо людей: [Предисловие] // Нансен Ф. «Фрам» в Полярном море / пер. с норв. З. И. Лопухиной [и др.]. — М. : Дрофа, 2007. — С. 5—42. — 990 с. — (Библиотека путешествий). — ISBN 978-5-358-01619-4.
- Нобиле У. Крылья над полюсом / Пер. А. А. Чернова, Э. А. Черновой. — М. : Мысль, 1984. — 222 с.
- Саннес Т. Б. «Фрам»: приключения полярных экспедиций / Пер. с нем. А. Л. Маковкина. — Л. : Судостроение, 1991. — 272 с. — (Замечательные корабли) — 100000 прим. — ISBN 5-7355-0120-8.
- Barr S. Soviet-Norwegian Historical Expedition to Zemlya Frantsa-Iosifa. — Polar Record. — 1991. — Vol. 27, no. 163. — P. 297—302.
- Fleming F.  — London : Granta Publications, 2002. — 496 p. — ISBN 1-86207-535-2. Архівовано з джерела 6 березня 2022
- Huntford R. Nansen: The Explorer as Hero. — N. Y. : Barnes & Noble Books, 1998. — 768 p. — ISBN 0-7607-1262-X.
- Johnson C. Ice Ship: The Epic Voyages of the Polar Adventurer Fram. — Lebanon, New Hampshire : University Press of New England, 2014. — xiv, 318 p. — ISBN 978-1-61168-396-7.